# تاريخ روما

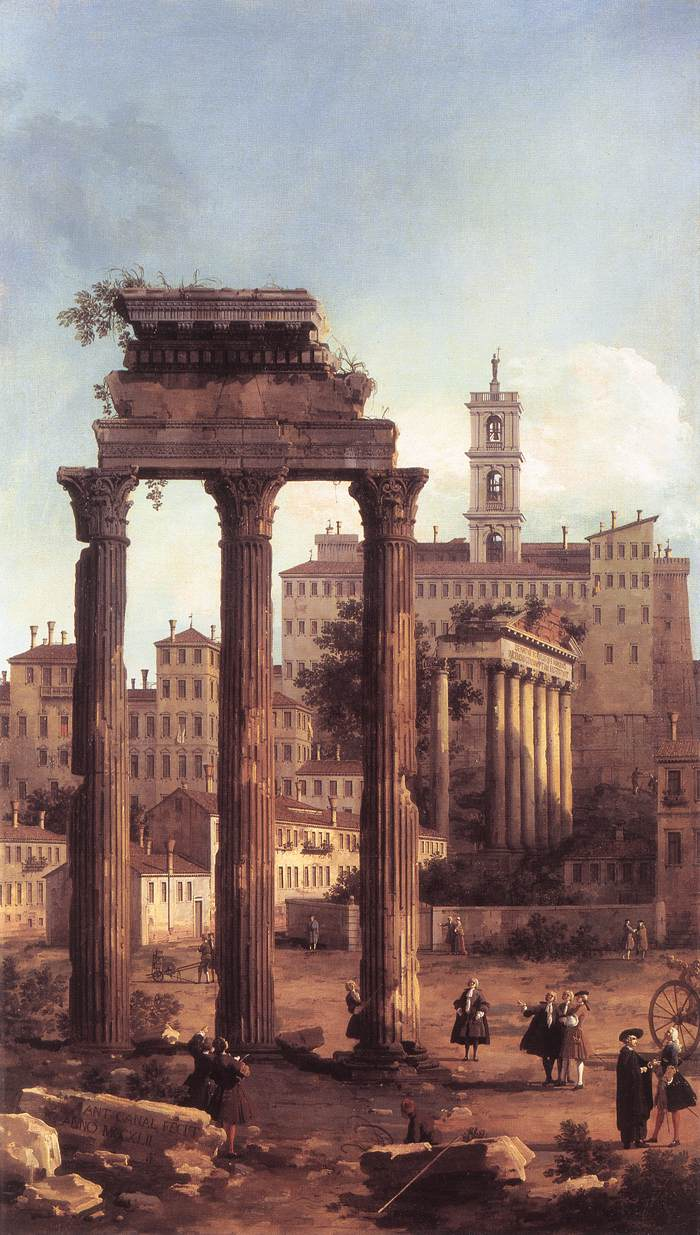
روما: أطلال المدينة الرومانية تطل على العاصمة (1742) بواسطة جوفاني أنطونيو كانال

ينقسم تاريخ روما إلى عدة مراحل أبرزها مرحلة ما قبل التاريخ والتاريخ القديم والعصور الوسطى وعصر النهضة والعصر الحديث المبكر وأخيراً العصر الحديث. سكن البشر المنطقة التي بُنيت فيها روما منذ 5000 سنة على الأقل؛ ولا يُعرف الكثير عن هذه الفترة أو عن تأسيس المدينة سوى ما زودتتنا به أسطورة رومولوس وريموس، التوأمين اللذين أرضعتهما الذئبة لوبا كابيتولينا. طبقا لكتابات ماركوس فارو فإن تاريخ تأسيس روما هو 21 أبريل 753 ق.م، وبدأت المدينة في جذب السكان إليها في هذه الفترة لتنمو المدينة حول المستوطنات الريفية على هضبة بالاتين والهضاب المجاورة على بعد حوالي 30 كم من البحر التيراني على الجانب الجنوبي لنهر التيبر. بعد 650 ق.م كان الإتروسكانيون الحضارة المسيطرة في إيطاليا وقاموا بالتوسع نحو شمال إيطاليا والذين تركوا أثرا دائمًا على روما حيث تعلم الرومان منهم بناء المعابد وأخذوا منهم عبادة ثلاثية الآلهة جونو ومنيرفا وجوبتر.
تعتبر الجمهورية الرومانية فصلا آخر من روما القديمة والتي استمرت من 509 ق.م وحتى 27 ق.م. في هذه الفترة ظهر تفوق روما على الدول اللاتينية وفي النهاية أصبحت روما القوة المهيمنة على لاتيوم. عقدت روما معاهدة سلمية مع قرطاج في نهاية القرن السادس ق.م. كانت الفترة فترة نزاعات وحروب مستمرة لروما والتي بحلول عام 290 ق.م، كانت قد أحكمت سيطرتها على شبه الجزيرة الإيطالية. لم تتوقف روما عند هذا الحد بل اندفعت نحو إسبانيا، ووضع الجيش الروماني أقدامه في آسيا. انتهت الجمهورية الرومانية بصراع على السلطة بين ماركوس أنطونيوس وأغسطس قيصر، والذي انتهى بمعركة أكتيوم البحرية ليصبح أغسطس قيصر الحاكم الوحيد لروما في 2 سبتمبر 31 ق.م وتنتهي الجمهورية وتبدأ الإمبراطورية الرومانية.
بدأت الإمبراطورية الرومانية الضخمة قوية، إلا أنها واجهت بعض الأزمات والتي بلغت أقصاها في أزمة القرن الثالث والتي وضعت الإمبراطورية على حافة الانهيار، والتي انتهت ببناء الإمبراطور قسطنطين الأول لمدينة القسطنطينية كعاصمة جديدة للإمبراطورية. وصلت المسيحية إلى روما في القرن الأول الميلادي، وعانى المسيحيون كثيرًا من الاضطهاد خاصة في عهد الإمبراطور ديوكلتيانوس. خلال القرنين الثاني والثالث، حدثت أزمات مهددة بسقوط الإمبراطورية مما أدى في النهاية إلى تقسيم الإمبراطورية في 286 م. إلى شرقية وعاصمتها القسطنطينية وغربية وعاصمتها روما. في 324 م. أصبح الإمبراطور قسطنطين الأول أول إمبراطور يتحول إلى المسيحية وفي 380 م. أقر ثيودوسيوس الأول المسيحية الديانة الرسمية للإمبراطورية. في عام 410 م. أدت غزوات الشعوب الجرمانية إلى سقوط الإمبراطورية الرومانية الغربية.
تميزت روما العصور الوسطى بقيام الدولة البابوية والتي استمرت من القرن السادس تقريبا وحتى توحيد شبه الجزيرة الإيطالية في عام 1861 م. على يد مملكة سردينيا. في عام 962 م. ظهرت الإمبراطورية الرومانية المقدسة والتي كان لها علاقات كبيرة مع الدولة البابوية. بلغ الخلاف مع الإمبراطورية البيزنطية ذروته في الانشقاق العظيم والذي أدى في النهاية إلى فصل الكنيسة الكاثوليكية والكنيسة الشرقية الأرثوذوكسية. تميزت العصور الوسطى بمعاناة روما بشكل عام في مقاومتها للشعوب والممالك والإمبراطوريات التي حاولت الاستيلاء على المدينة.
بدأت روما عصر النهضة بتقليد النهضة الناشئة في فلورنسا حتى أصبحت روما مركز النهضة في شبه الجزيرة الإيطالية. انتشر بناء الكنائس والجسور والساحات مثل كاتدرائية القديس بطرس وكنيسة سيستين وغيرها من المباني التي قام أمهر الفنانين بالمشاركة فيها أمثال مايكل أنجلو ورفائيل وكوزيمو روسيللي. يعتبر العصر الحديث المبكر استمرار لعصر النهضة في انتشار الفن، وتحقيق بعض الإصلاحات المضادة والتي رسمت مصير روما في القرون التالية. في القرن الثامن عشر انتشرت عمارة الباروك وعمارة روكوكو، كما وصلت الدولة البابوية إلى أقصى قوة لها.
تحقق في روما العصر الحديث توحيد شبه الجزيرة الإيطالية عن طريق مملكة سردينيا. ظهرت المملكة الإيطالية بعد الحرب العالمية الأولى بعد صعود الفاشية إلى الحكم بقيادة بينيتو موسوليني، والذي تحالف مع ألمانيا النازية. انتهت الحرب العالمية الثانية بانتصار الحلفاء وهزيمة المملكة الإيطالية التي كانت جزء من دول المحور. بعد نهاية الحرب بدأت روما النمو بصورة ملحوظة كعاصمة للجمهورية الإيطالية لتحقق المعجزة الاقتصادية الإيطالية لعملية بناء ما بعد الحرب.
بتاريخ يمتد لحوالي 3000 عام، تعتبر المدينة مثالا رائعا للتطور العمراني والذي يوضح كيف أن أي تجمع عمراني يمكن أن يتميز بالتطور الديموغرافي والجغرافي إلى أقصى حد ممكن (روما القديمة)، كما يمكن أن يصاب بالركود والانحدار حتى يقترب من الاندثار (روما العصور الوسطى)، كما يمكن أيضا أن يعود من تحت الأنقاض ليحقق تطورا جديدا (روما الحديثة). لم يحقق ذلك التطور وهذه الأهمية سوى عدد قليل من المدن في التاريخ الإنساني، مع كونها مدينة أنشأت حضارة كاملة، كما أنها كانت مهدا للعديد من الحركات والمؤسسات الفنية سواء مدنية أو دينية. بقاء مدينة روما وسكانها على الرغم من لحظات الانحدار التاريخية هي حقيقة مذهلة.

## روما القديمة

### التاريخ المبكر
هناك العديد من الأدلة الأثرية على السكن البشري لمنطقة روما منذ 5000 سنة على الأقل، إلا أن الطبقة الأسمك من الأنقاض الأحدث تشير إلى العصر الحجري القديم والعصر الحجري الحديث. إلا أن الأدلة على تأسيس المدينة تخفيها أسطورة بداية روما والتي تشمل رومولوس وريموس.
التاريخ التقليدي لتأسيس روما هو 21 أبريل 753 ق.م، طبقا لكتابات ماركوس تيرينتيوس فارو، واستمرت المدينة ومنطقة لاتيوم المحيطة في جذب السكان بدون انقطاعات حتى ذلك الوقت. كشفت أعمال التنقيب في عام 2014 جدارا مبنيا قبل سنة تأسيس المدينة بفترة طويلة، كما كشف علماء الآثار عن جدار حجري وبعض قطع الفخار والتي ترجع إلى القرن التاسع ق.م وبداية القرن الثامن ق.م، كما توجد أدلة على وجود سكان على هضبة بالاتين في القرن العاشر ق.م.

#### أسطورة روما

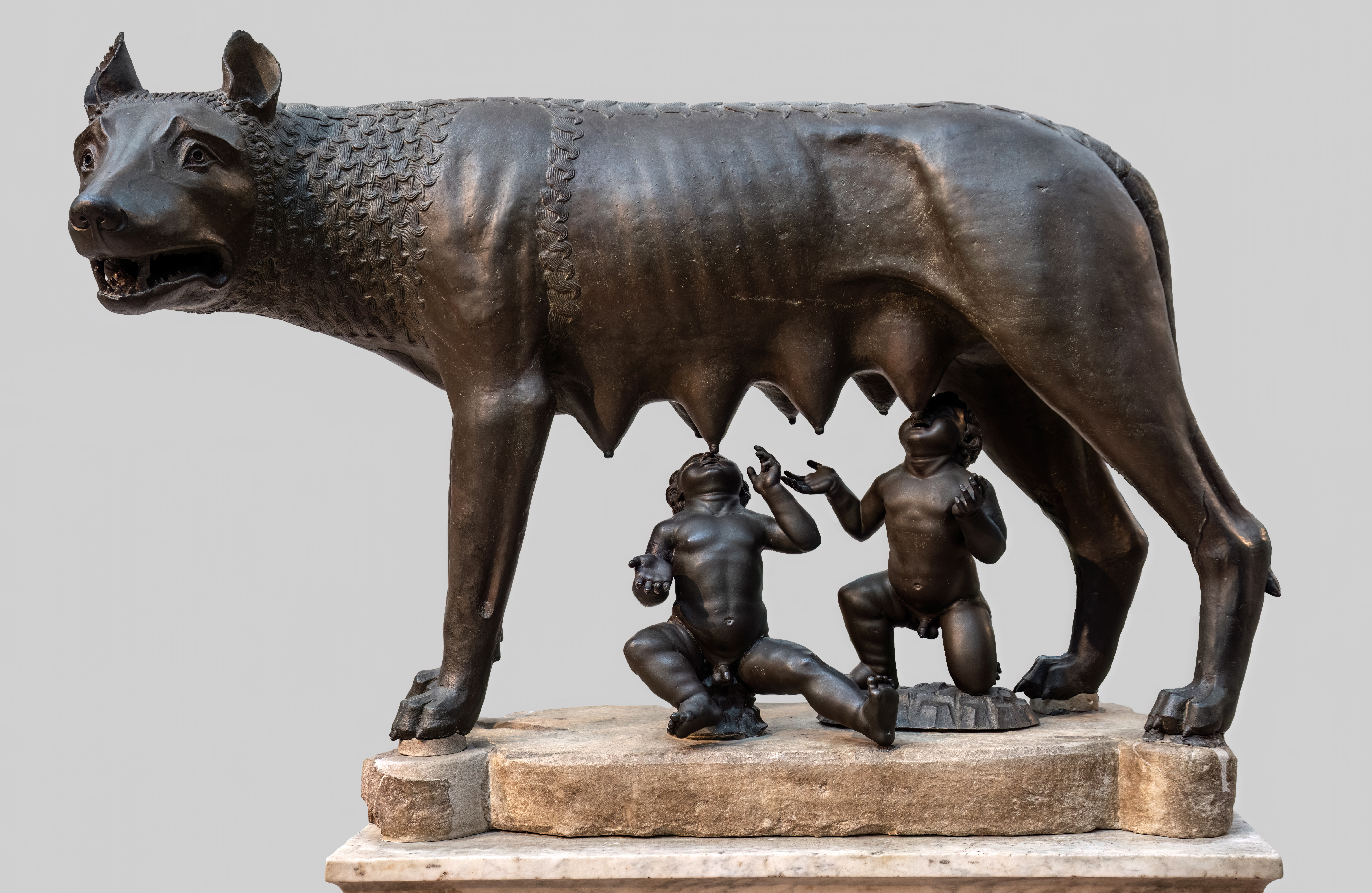
الذئبة لوبا كابيتولينا وهي ترضع الرضيعين التوأمين رومولوس وريموس

يُعتقد أن مصدر اسم المدينة يرجع إلى اسم مؤسسها الأول والأسطوري رومولوس. يقال إن رومولوس كان له أخ توأم هو ريموس، حيث كانا أبناء الإله مارس ومنحدرين من سلالة بطل طروادة أينياس. أرضعتهم الذئبة وقامت بتربيتهما بعد الاستغناء عنهما، حيث استعادا العرش وقررا بناء مدينة. اختلف الأخوان حول المدينة ليقتل رومولوس ريموس، وتُسمى المدينة على اسمه. بعد بناء المدينة وتسميتها روما، سمح رومولوس للرجال من كل مكان القدوم إلى روما كمواطنين، بما في ذلك العبيد والأحرار دون تمييز. لتوفير الزوجات لمواطنيه، دعا رومولوس القبائل المجاورة إلى حفل في روما حيث قام باختطاف النساء الشابات. بعد الحرب مع قبائل سابيون، شارك رومولوس الحكم مع ملك سابيون تيتوس تاتيوس. اختار رومولوس مائة من أكثر الرجال نبلا ليكون مجلس شيوخ روما كمجلس استشاري للملك، والذين أطلق عليهم اسم الباتريكيان. كون رومولوس ثلاثة سينتوريا من الإكوايتس: رامنيس (وتعني الرومان)، وتيتيس (على اسم ملك سابيون)، ولوسيريس (الأتروريون). قام رومولوس أيضا بتقسيم العامة إلى ثلاثين قسم وسماهم على اسم الثلاثين امرأة من قبيلة سابيون واللاتي تدخلن لإنهاء الحرب بين رومولوس وتاتيوس. هذه الأقسام الثلاثون كونت وحدات التصويت لاحقا في المجالس الرومانية.
هناك العديد من المحاولات لإيجاد جذر لغوي لاسم روما. تشمل الاحتمالات كلمة تعني الشجاعة هي (باليونانية: Ῥώμη). أطلق الإتروسكانيون على المدينة اسم روما أيضا. كما أنه من المحتمل ربط اسم المدينة مع كلمة رومون وهي الاسم القديم لنهر تايبر.

#### تكوين المدينة
نمت روما حول مستوطنات ريفية على هضبة بالاتين والهضاب المجاورة حوالي 30 كم من البحر التيراني على الجانب الجنوبي لنهر التايبر. كانت هضبة كويرينال غالبا نقطة مركزية لقبيلة سابيون، وهم شعب آخر من متحدثي اللغات الإيطاليقية. في هذا الموقع يشكل نهر التايبر انحناء على شكل حرف Z والذي يحتوي على جزيرة حيث يمكن عبور النهر. بسبب النهر كانت روما مركزا لتقاطع الطرق بعد وادي النهر، وللتجار المسافرين شمالا وجنوبا على الجانب الغربي لشبه الجزيرة.
أكدت الاكتشافات الأثرية وجود مستوطنتين محصنتين من القرن الثامن ق.م في المنطقة التي أصبحت روما فيما بعد على هضبة بالاتين. هاتان المستوطنتان كانتا ببساطة ضمن عدد كبير من المستوطنات من المجتمعات المتحدثة باللغات الإيطالية القديمة والتي كانت موجودة في لاتيوم –سهل منبسط في شبه الجزيرة الإيطالية- في الألفية الأولى ق.م. لم يتم تحديد أصل الشعوب الإيطاليقية من فترة ما قبل التاريخ بدقة حتى الآن، إلا أن لغتهم الهندو أوروبية هاجرت من الشرق في النصف الثاني من الألفية الثانية ق.م.
طبقت للمؤرخ ديونيسوس فإن العديد من المؤرخين الرومان (مثل بوركيوس كاتو وجايوس) اعتبروا أن للرومان أصل إغريقي، على الرغم من علمهم بحقيقة أن معرفتهم كانت من شهادات إغريقية. ذُكرت قبيلة سابيون خاصة في شهادات ديونيسوس حيث تم غزو مدينة ليستا، والتي كانت تعتبر المدينة الأم للرومان.

#### التوزع السكاني

تلال روما السبع

شمل متحدثو اللغات الإيطالية القديمة (بالإنجليزية: Italic) في المنطقة كُلاً من اللاتينيين (في الغرب)، والسابيين (في الوادي العلوي لنهر التايبر)، والأمبريين (في الشمال الشرقي)، والسامنيوم (في الجنوب)، والأسكان، وغيرهم. في القرن الثامن ق.م شاركوا شبه الجزيرة مع مجموعتين عرقيتين هما: الحضارة الإتروسكانية في الشمال والإغريق في الجنوب.
استقر الإتروسكانيون في شمال روما في إتروريا (مدينة لاتسيو حاليا). أسسوا المدن مثل تاركوينيا وفيي وفولتيرا وأثروا بشكل كبير على الثقافة الرومانية، والذي يظهر بوضوح في الأصول الإتروسكانية لأسماء الملوك في الميثولوجيا الرومانية. لا نعرف على وجه الدقة أصل الإتروسكانيين تاريخيا حيث لم يحصل المؤرخون على نصوص دينية أو فلسفات منهم، لذا فإن معظم ما نعرفه عن هذه الحضارة أتى من البضائع الموجودة في القبور.
أسس الإغريق العديد من المستعمرات في جنوب إيطليا بين عامي 750 و550 ق.م (والتي أطلق الرومان عليهم بعد ذلك اسم ماجنا غراسيا) مثل كوماي ونابولي وريدجو كالابريا وكروتوني وتارانتو، بالإضافة إلى الثلثين الشرقيين لصقلية.

### الهيمنة الإتروسكانية

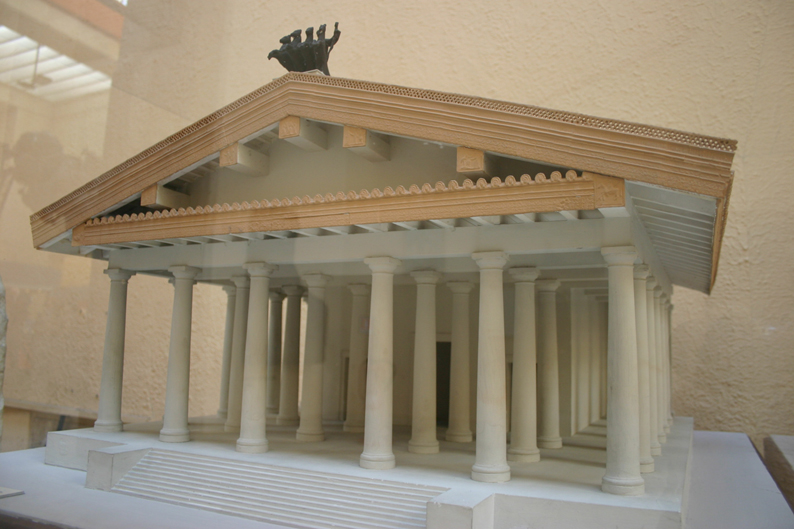
معبد جوبيتر أوبتيموس ماكسيموس 526-509 ق.م

بعد 650 ق.م، أصبح الإتروسكانيون الحضارة المسيطرة في إيطاليا وقاموا بالتوسع نحو شمال وسط إيطاليا. تدعي الثقافة الرومانية أن روما كانت تحت حكم الملوك السبع من 753 إلى 509 ق.م بداية من الملك الأسطوري رومولوس والذي يُعتقد أنه مؤسس مدينة روما مع أخيه ريموس. يقال أن آخر ثلاثة ملوك كانوا من الإتروسكانيين (على الأقل جزئيا) وهم تاركينوس برسكوس، وسيرفيوس توليوس، وتاركينوس سوبيربوس. (تقول المصادر الأدبية القديمة أن برسكوس كان ابن أحد اللاجئين الإغريق وأن أمه إتروسكانية. تشير أسماؤهم إلى المدينة الإتروسكانية تاركينوس.
وصلت الشهادات الأصلية للتاريخ الروماني إلينا عن طريق كل من تيتوس ليفيوس، وفلوطارخس، وديونيسيوس، وغيرهم. تقول الشهادات أن روما حُكمت في القرون الأولى بواسطة الملوك السبع. التسلسل الزمني كما حسبه ماركوس تيرينتيوس فارو يقدر فترة حكمهم بحوالي 243 سنة بمتوسط 35 سنة لكل منهم، وهو الشيء المشكوك فيه طبقا للحسابات الحديثة. قام الغال بتدمير معظم السجلات التاريخية في روما عندما نهبوا المدينة في معركة أليا في 390 ق.م، وما تبقى فُقد في الزمن أو تمت سرقته. مع عدم وجود أي سجلات حديثة لوجود المملكة، فإن وجودها من الأصل يبقى مشكوك فيه. تسلسل الملوك أيضا محل شك تاريخي، على الرغم من أن آخر الملوك السبع قد يكون له وجود تاريخي. يعتقد بعض المؤرخين أن روما كانت تحت حكم الإتروسكانيين لقرن من الزمان إلا أن الأمر ما زال محل شك. في هذه الفترة بني جسر بونز سوبليسيوس على نهر التيبر لكي يستبدل مكان العبور القديم، كما بني كلووكا ماكسما وهو أول نظام صرف صحي في التاريخ، حيث كان الإتروسكانيون مهندسين بارعين في مثل هذه التصميمات. من وجهة نظر ثقافية وتقنية، فإن للإتروسكانيين ثاني أكبر تأثير على التطور الروماني، حيث لا يتخطاهم سوى الإغريق.
مع توسعهم نحو الجنوب، احتك الإتروسكانيون بشكل مباشر مع الإغريق، ونجحوا في البداية في الصدامات مع المستعمرات الإغريقية، ومن بعدها اتجهت إتروريا نحو السقوط. لاستغلال الوضع، ثارت روما وفازت بالاستقلال عن حكم الإتروساكنيين في حدود عام 500 ق.م. استغنت روما أيضا عن نظام الملكية المطلقة لصالح نظام الجمهورية المبني على مجلس الشيوخ الروماني، والذي يتكون من نبلاء المدينة مما يسمح بالمشاركة السياسية لمعظم الرجال الأحرار والذين يُنتخبون سنويا.
ترك الإتروسكانيون تأثيرا دائمًا على روما. تعلم الرومان بناء المعابد منهم، كما أدخل الإتروسكانيون عبادة ثلاثية الآلهة جونو ومنيرفا وجوبتر من الآلهة الإتروسكانية أوني ومنرفا وتينيا. إلا أن تأثير شعب الإتروسكان على تطور روما غالبا مبالغ فيه. كانت روما مدينة لاتينية بشكل رئيسي، ولم تصبح إتروسكانية بشكل كامل أبدا. كما تشير الأدلة إلى أن الرومان تأثروا بشكل أكبر من المدن الإغريقية الواقعة في الجنوب، خاصة عن طريق التجارة.

### الجمهورية الرومانية
تعود الجمهورية الرومانية إلى الفترة من 509 ق.م إلى 27 ق.م. بعد عام 500 ق.م، انضمت روما إلى المدن اللاتينية في الدفاع ضد غارات السابيون. بعد الانتصار في معركة بحيرة ريجيلوس في عام 493 ق.م أظهرت روما من جديد تفوقها على الدول اللاتينية التي خسرتها بعد سقوط الملكية المطلقة. بعد عدد من الصراعات الطويلة أصبح هذا التفوق واقعا في 393 عندما قهرت روما كلا من قبائل الفولسكي والآيكوي. في عام 394 ق.م، غزت روما جارتهم الإتروسكانية فيو التي كانت تشكل تهديدا واضحا لروما. اقتصرت القوة الإتروسكانية الآن على إتروريا فقط، وأصبحت روما القوة المهيمنة في لاتيوم.

الأراضي الواقعة تحت السيطرة الرومانية من 510 ق.م وحتى سقوط الإمبراطورية البيزنطية في 1453 م.

عقدت معاهدة رسمية مع مدينة قرطاج في نهاية القرن السادس ق.م، والتي حددت مناطق نفوذ كل مدينة ونظمت التجارة بينهما.
كان أعداء روما القدماء هم قبائل التلال المجاورة في فولكسان وفيو وآيكوي، وبالطبع الإتروسكان. مع مرور السنين وزيادة مساحة الأراضي الرومانية بسبب النجاح العسكري، بدأ خصوم جدد في الظهور. أقوى هؤلاء الخصوم هم الغال، وهم مجموعة من الشعوب والذين سيطروا على معظم شمال أوروبا بما في ذلك ما يعتبر حديثا شمال ووسط شرق إيطاليا.
في 387 ق.م قام السينونيون بنهب وحرق روما، والذين أتوا من شرق إيطاليا بقيادة برينوس والذي استطاع هزيمة الجيش الروماني في معركة أليا في إتروريا. تقترح العديد من السجلات المعاصرة أن السينونيين أردوا عقاب روما بسبب خرق حيادها الدبلوماسي في إتروريا. زحف السينونيون 130 كيلومترا إلى روما بدون إلحاق أي ضرر بالقرى المجاورة، وبمجرد نهبهم لروما انسبحوا منها. هُزم برينوس بعد فترة قليلة عن طريق الديكتاتور ماركوس فوريوس كاميلوس في مدينة توسكلوم.
بعد ذلك بدأت روما إعادة بناء المباني في عجالة واتجهت إلى الهجوم، فغزت الإتروسكان واستولت على أراضي الغال في الشمال. بعد 345 ق.م، اندفعت روما نحو الجنوب ضد اللاتينيين الآخرين. كان السامنيوم عدوهم الرئيسي القوي في المنطقة، والذين خدعوا القوات الرومانية وقاموا بمحاصرتهم في معركة كودين فوركس. على الرغم من هذا النكسة وبعض النكسات الأخرى، إلا أن الرومان تقدموا بثبات. بحلول عام 290 ق.م، سيطرت روما على نص شبه الجزيرة الإيطالية. في القرن الثالث ق.م، سيطرت روما على مدينة بوليس الإغريقية في الجنوب أيضا.
في وسط هذه الحروب غير المنتهية (منذ بداية الجمهورية وحتى الإمبراطورية، لم تُغلق أبواب معبد يانوس سوى مرتين فقط. عندما تكون هذه الأبواب مفتوحة فإن هذا يعني أن روما في حرب)، واجهت روما أزمة اجتماعية شديدة تتمثل في الأزمة بين البليبس (الطبقة العامة من المواطنين) والباتريكيان (الطبقة الأرستقراطية) في الجمهورية الرومانية القديمة، حيث سعى البليبس إلى المساواة السياسية مع الباتريكيان. لعبت هذه الأزمة دورا هاما في تطور دستور الجمهورية الرومانية. بدأت في 494 ق.م، وأثناء كون روما في حالة حرب مع قبيلتين مجاورتين، ترك البليبس كلهم المدينة في الحادثة المعروفة باسم الانفصال الأول. كانت نتيجة الانفصال الأول خلق منصة البليبس، والتي ظهر معها أول اعتراف حقيقي بقوة البليبس.
طبقا للتقاليد فإن روما أصبحت جمهورية في 509 ق.م. إلا أن روما استغرقت عدة قرون لتصبح المدينة العظيمة ذات التصور الشائع. بحلول القرن الثالث ق.م، كانت روما قد أصبحت المدينة البارزة في شبه الجزيرة الإيطالية. أثناء حروب بونيقية بين روما وإمبراطورية قرطاج العظيمة على البحر المتوسط (264 إلى 146 ق.م)، زادت مكانة روما أكثر حيث أصبحت عاصمة لإمبراطورية تمتد لما وراء البحار لأول مرة. مع بداية القرن الثاني ق.م، ارتفع عدد سكان روما بشكل واضح مع هجرة المزارعين الإيطاليين نحو المدن؛ بسبب حلول عملية تجارة عبيد والمعروفة باسم لاتيفونديا والتي دفعتهم خارج مزارعهم. أدى الانتصار في حرب بونيقية الأولى إلى ظهور أول مقاطعتين خارج الأراضي الإيطالية وهما صقلية وسردينيا. لاحقا تلتهم أجزاء من إسبانيا (هسبانيا)، وفي بداية القرن الثاني تدخل الرومان في أعمال العالم الإغريقي. في هذه الوقت كانت كل الممالك الهلنستية والمدن الإغريقية في تدهور، حيث كانوا منهكين من الحروب الأهلية التي لا تنتهي، وكانوا يعتمدون على قوات المرتزقة.

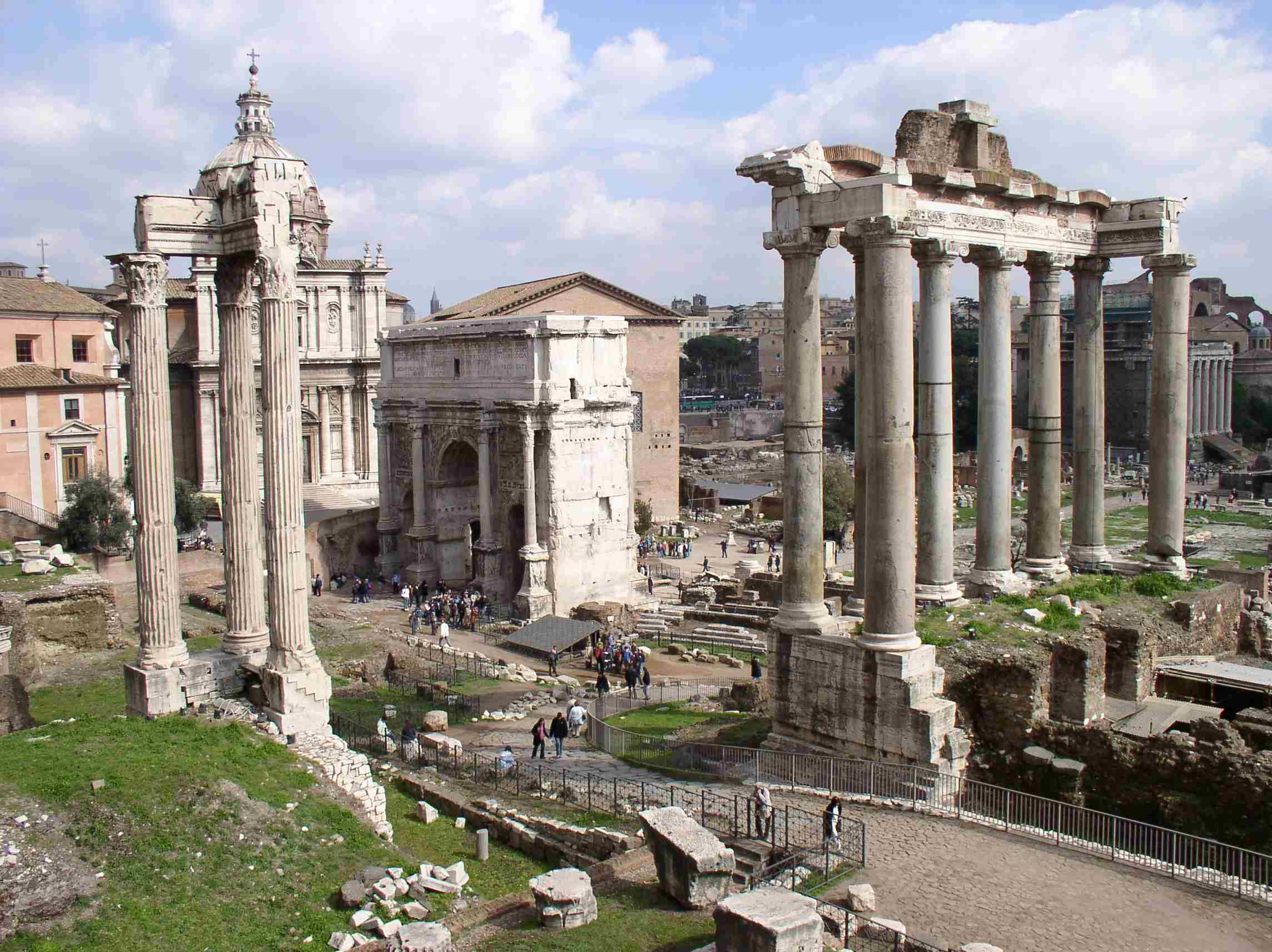
المنتدى الروماني في وسط روما

نظر الرومان إلى الحضارة الإغريقية نظرة إعجاب كبير. رأي الإغريق الرومان كحليف مفيد في نزاعاتهم الأهلية، ولم تمر فترة طويلة حتى تمت دعوة الفيالق الرومانية إلى التدخل في اليونان. في أقل من خمسين سنة كانت كل أراضي اليونان قد تم غزوها. سحقت الفيالق الرومانية الكتائب المقدونية مرتين في 197 وفي 168 ق.م. في 146 ق.م قام القنصل لوكيوس موميوس بغزو كورنث، والذي يُعتبر نهاية اليونان الحرة. في نفس السنة قام كورنيليوس آميلانوس –ابن سكيبيو الإفريقي- بتدمير مدينة قرطاج، وجعلها مقاطعة رومانية.

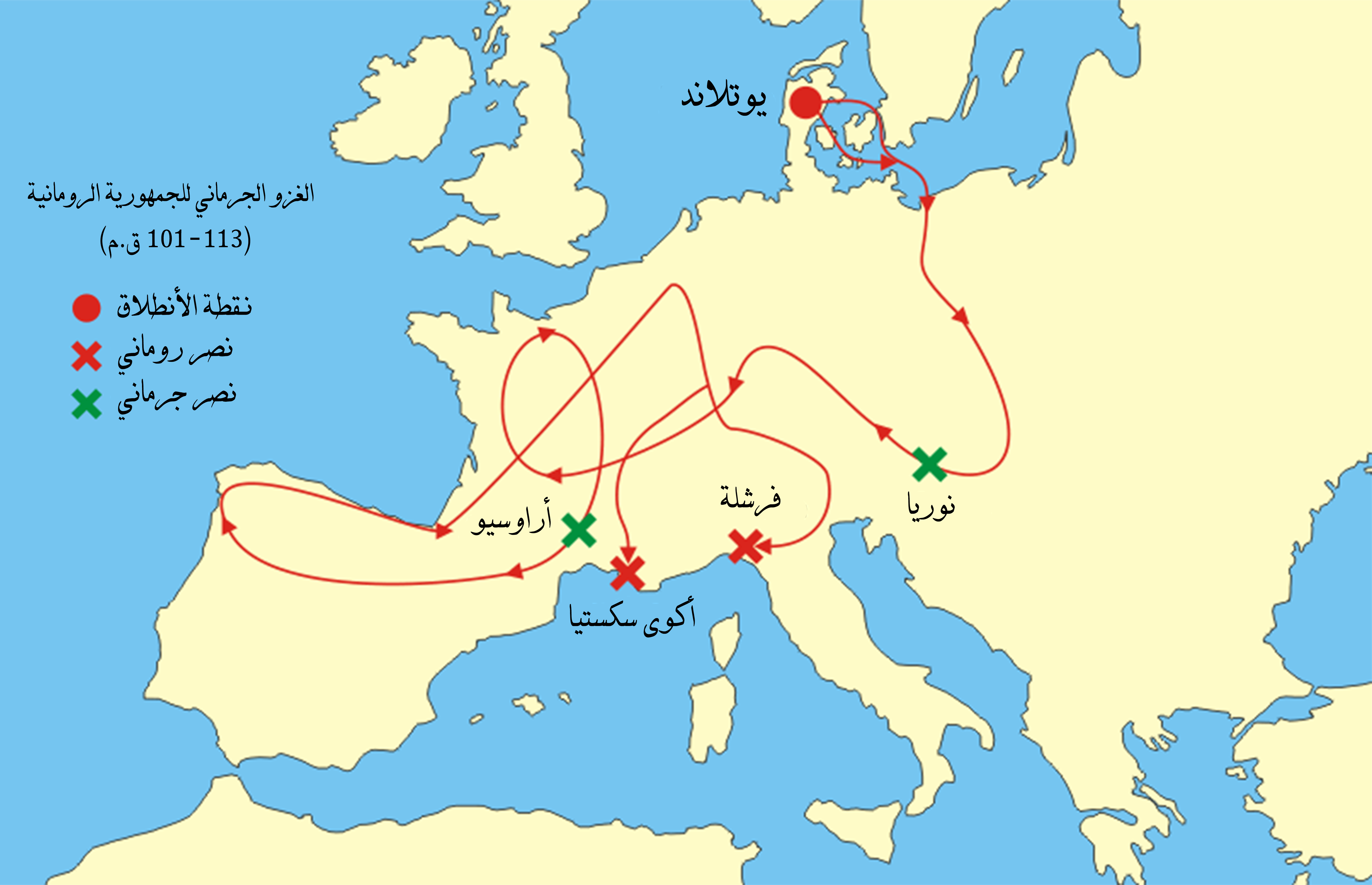
غزو الكيمبريون والتوتونيون على الجُمهورية الرومانية خلال الفترة (113-101 ق.م).

في السنوات التالية استمرت روما في غزواتها في إسبانيا بقيادة تيبريوس جراكوس، كما وضعت أقدامها في آسيا عندما أعطى آخر ملوك بيرغامون مملكته إلى الرومان. جلبت نهاية القرن الثاني تهديدا آخر عندما عبر حشد كبير من الشعوب الجرمانية –الكيمبريون والتوتونيون- نهر رون وانتقلوا إلى إيطاليا. كان غايوس ماريوس القنصل لخمس مرات متتالية (سبعة في المجمل)، وانتصر في معركتين حاسمتين (أكوي سكستيا سنة 102 ق.م) و(فرشلة سنة 101 ق.م)، كما قام ببعض الإصلاحات في الجيش حيث جعله أكثر تنظيما الأمر الذي بقي على حاله لقرون.
تميزت أول ثلاثين سنة من القرن الأخير ق.م بمشاكل داخلية حقيقية والتي هددت وجود الجمهورية. كان كل من الحرب الاجتماعية بين روما وحلفائها، وحروب العبيد الرومانية صراعين كبيرين، كلاهما في إيطاليا، وكلاهما أجبرا روما على تغيير سياستها بخصوص حلفائها. في هذا الوقت كانت روما قوة هائلة ذات ثروة طائلة والتي أتت من الشعوب المقهورة (من ضريبة وطعام وعبيد). شعر حلفاء روما بالمرارة لأنهم كانوا يقاتلون بجانب الرومان، إلا أنهم لم يكونوا مواطنين ولم يأخذوا سوى القليل من الغنائم. على الرغم من خسارتهم الحرب، إلآ أنهم حصلوا أخيرا على ما أرادوه، وبحلول بداية القرن الأول م. كان كل الأحرار في إيطاليا مواطنين رومانيين عمليا.
إلا أن نمو القوة الرومانية خلق مشاكل جديدة، وطلبات جديدة والتي لم يستطع النظام السياسي القديم للجمهورية حلها بانتخاباته السنوية ومشاركة السلطة. ديكتاتورية سولا، والأوامر الخارقة لبومباي ماجنوس، والحكم الثلاثي الأول أظهروا جميعا الحقيقة. في يناير 49 ق.م، زحف يوليوس قيصر قاهر الغال بفيالقه ضد روما. في السنوات التالية سحق منافسيه، وحكم روما لأربعة سنوات. بعد اغتياله في 44 ق.م، حاول مجلس الشيوخ الروماني إعادة الجمهورية، إلا أن أبطال المجلس ماركوس بروتوس (من نسل مؤسس الجمهورية) وجايوس كاسيوس هُزموا بواسطة ملازم قيصر ماركوس أنطونيوس وابن أخ قيصر أوكتافيون.
شهدت السنوات من 44 إلى 31 ق.مالصراع على القوة بين ماركوس أنطونيوس وأوكتافيون (المعروف لاحقا باسم أغسطس). أخيرا وفي 2 سبتمبر 31 ق.م وفي شاطئ أكتيوم، حدثت المعركة الأخيرة في البحر. انتصر أوكتافيون وأصبح الحاكم الوحيد لروما (ولإمبراطوريتها). يعتبر هذا التاريخ نهاية الجمهورية وبداية عهد الزعامة.

### الإمبراطورية الرومانية
| التسلسل الزمني لروما   | التسلسل الزمني لروما |
| الإمبراطورية الرومانية | الإمبراطورية الرومانية |
| ---------------------- | --- |
| 44 ق.م – 14 م          | أغسطس قيصر يؤسس الإمبراطورية. |
| 64                     | حريق روما الكبير أثناء فترة حكم نيرون. |
| 69–96                  | سلالة فلافيان وبناء الكولوسيوم. |
| القرن الثالث           | أزمة القرن الثالث وبناء الأسوار الأوريليانية. |
| 284–337                | ديوكلتيانوس وقسطنطين الأول. معركة جسر ميلفيو. استبدال روما بالقسطنطينية كعاصمة للإمبراطورية.                                                            |
| 395                    | انفصال الإمبراطورية الفعلي إلى إمبراطورية رومانية غربية وإمبراطورية رومانية شرقية.                                                                      |
| 410                    | القوط بقيادة ألاريك الأول ينهبون روما. |
| 455                    | الوندل بقيادة جنسريق ينهبون روما. |
| 476                    | انهيار الإمبراطورية الرومانية الغربية وعزل الإمبراطور الأول رومولوس أوغستولوس.                                                                          |
| القرن السادس           | الحرب القوطية. قام القوط بقطع قنوات المياه في حصار 537، وهو الحدث الذي يعتبره المؤرخون بداية العصور الوسطى في إيطاليا                                   |
| 608                    | الإمبراطور فوقاس يُهدي البانثيون إلى البابا بونيفاس الرابع، ليتحول إلى كنيسة مسيحية. بناء عمود فوقاس وهو آخر تعديل على المنتدى الروماني في وسط روما.     |
| 630                    | مبنى كوريا يوليا (الشاغر منذ اختفاء مجلس الشيوخ الروماني)يتحول إلى كاتدرائية سانت أدريانو ألفورو.                                                       |
| 663                    | قسطنطين الثاني يزور روما لاثني عشر يوما، كأول إمبراطور يضع قدميه في روما منذ قرنين. أخذ الزخارف والبرونز من المباني في روما ونقلها معه إلى القسطنطينية. |
| 751                    | الغزو اللومباردي في إكسرخسية رافينا، لتصبح دوقية روما منعزلة تماما عن الإمبراطورية.                                                                     |
| 754                    | بعد تحالفه مع الفرانك، أعلن بيبان القصير نفسه باتريكيانا رومانيا، ثم قام بغزو إيطاليا. إعلان قيام الدول البابوية.                                       |

#### الإمبراطورية المبكرة
مع نهاية الجمهورية، حققت روما عظمة تليق بكونها عاصمة لإمبراطورية تسيطر على كامل المتوسط. كانت روما في هذا الوقت أكبر مدن العالم. تقدر الإحصائيات أن عدد سكانها تراوح بين 450 ألف إلى 3.5 مليون شخص، ويرجح المؤرخون من 1 إلى مليوني شخص. ازدادت عظمة روما تحت حكم أغسطس الذي أكمل مشروع يوليوس قيصر وأضاف عدة مشاريع أخرى، مثل ساحة أغسطس وآرا باكيس. يقال أن أغسطس قال أنه وجد روما مدينة من الطوب إلا أنه تركها مدينة من الرخام. حاول من تلوا أغسطس السير على نهجه وتقليد نجاحاته عن طريق إضافة إسهاماتهم إلى المدينة. في 64 م. وأثناء فترة حكم نيرون، دمر حريق روما الكبير معظم المدينة، إلا أنه استُخدم كعذر لتطورات جديدة.

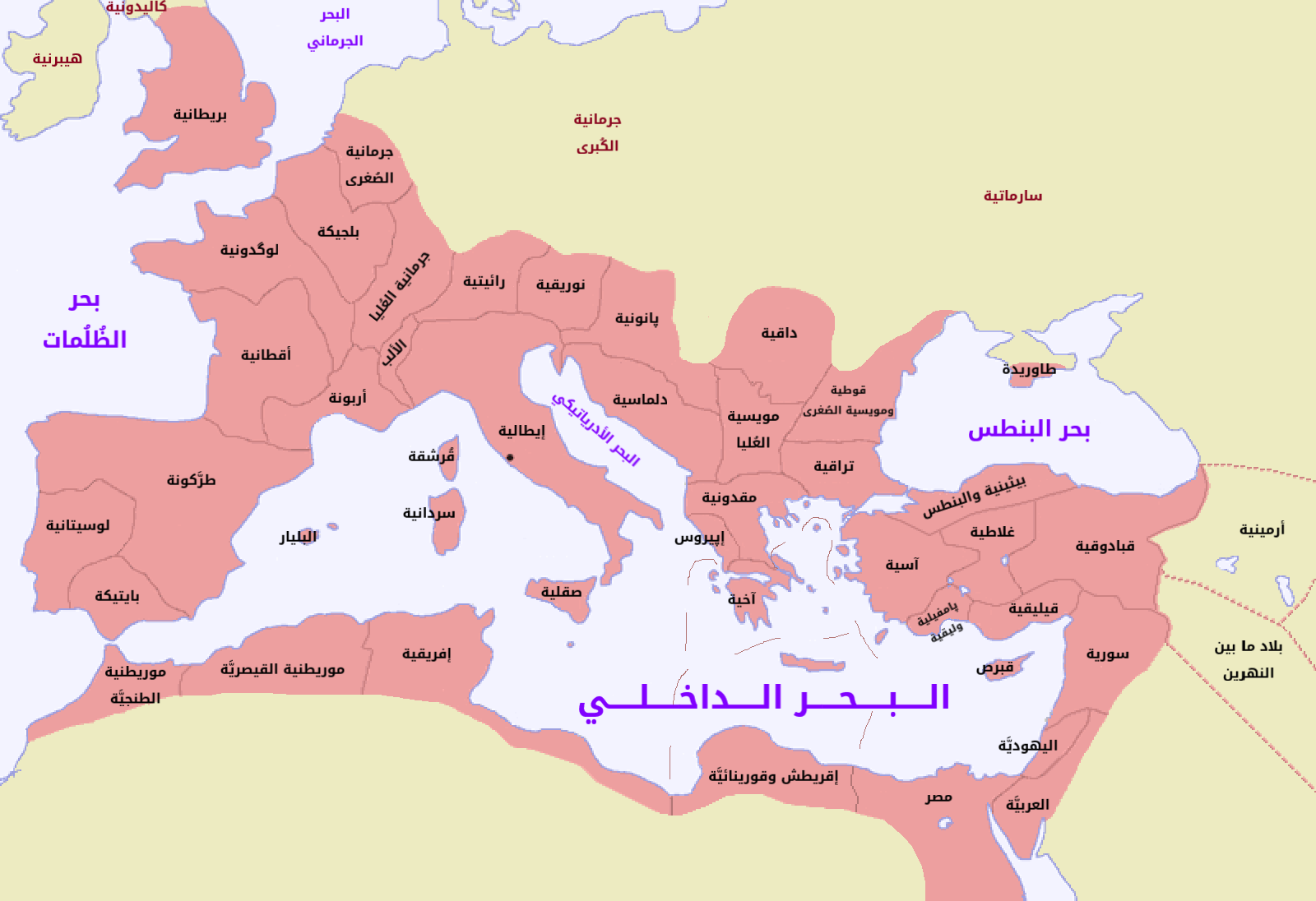
الإمبراطورية الرومانية في أقصى اتساع لها في عهد تراجان 117 م.

كانت روما مدينة مدعومة في ذلك الوقت بحوالي 15 إلى 25% من إمداد الحبوب تُدفع إلى الحكومة المركزية. لعبت التجارة والصناعة دورا صغيرًا مقارنة بمدن أخرى كالإسكندرية. هذا يعني أن روما كانت تعتمد على البضائع والمنتجات القادمة من مناطق أخرى من الإمبراطورية لإطعام عدد السكان الكبير. كان هذا غالبا ما يُدفع عن طريق الضرائب والتي تجبيها الحكومة الرومانية. إن لم تكن روما مدعومة بهذا الشكل، كانت ستكون أصغر بشكل كبير.
انخفض عدد سكان روما بعد ذروته في القرن الثاني أثناء فترة حكم ماركوس أوريليوس، حيث قتل الطاعون الأنطوني 2000 شخص يوميا. مات ماركوس أوريليوس في عام 180 م. لتكون فترة حكمه آخر «الأباطرة الخمسة الخيّرين» ونهاية فترة باكس رومانا أو فترة السلام النسبي في الإمبراطورية الرومانية. أعلن ابنه كومودوس -والذي كان مساعدا للإمبراطور منذ 177 م.- حكمه الإمبراطوري المطلق، والذي كان مصاحبا بشكل عام لانحدار وسقوط الإمبراطورية الرومانية الغربية. أصبح عدد سكان روما جزء صغيرًا فقط من ما كان في ذروتها عند الانتهاء من بناء سور أوريليوس في 273 (في هذه السنة كان عدد السكان حوالي 500 ألف).

#### أزمة القرن الثالث
بداية من القرن الثالث، تغيرت الأمور. تحدد «أزمة القرن الثالث» المصائب والمشاكل السياسية للإمبراطورية، والتي اقتربت من الانهيار. الشعور الجديد بالخطر وتهديدات غزوات البرابرة اتضحت بشدة في قرارات الإمبراطور أوريليان، والذي في عام 273 أنهى إحاطة العاصمة نفسها بسور ضخم والذي بلغ محيطه حوالي 20 كيلومترا. استمرت روما في كونها عاصمة الإمبراطورية رسميا، إلا أن الأباطرة كانوا يقضون وقتا أقل فيها. مع نهاية القرن الثالث أدت إصلاحات ديوكلتيانوس السياسية إلى حرمان روما من دورها التقليدي كالعاصمة الإدارية للإمبراطورية. لاحقا حكم الأباطرة الغربيين من ميلان أو رافينا، أو من مدن في الغال. في 330 م. قام قسطنطين الأول بتأسيس عاصمة ثانية للإمبراطورية في القسطنطينية. في هذا الوقت، انتقل جزء كبير من الطبقة الأرستقراطية إلى العاصمة الجديدة، وتبعهم العديد من الفنانين والحرفيين الذي كانوا يعيشون في روما.

#### التحول إلى المسيحية
وصلت المسيحية إلى روما في القرن الأول الميلادي. في القرنين الأوائل بعد المسيحية رأت السلطة الإمبراطورية المسيحية كطائفة من اليهودية وليست كديانة مستقلة. لم يُصدر أي إمبراطور قوانين عامة ضد الإيمان أو الكنيسة، وكانت أعمال الاضطهاد تحدث تحت سلطة الحكومات المحلية. وصفت رسالة من بلنيوس الأصغر حاكم بيثينيا إلى الإمبراطور تراجان أعمال الإعدام وقطع الرقاب التي تحدث للمسيحيين، ورد تراجان بأنه على بلينيوس ألا يميل إلى المسيحيين ولا أن ينتبه إلى الاستنكار العام، ولكن عليه فقط أن يعاقب المسيحيين الذين يرفضون الانصياع.
ذكر سويتونيوس أنه أثناء فترة حكم نيرون كان العقاب ينزل بالمسيحيين باعتبارهم طبقة من الرجال الذين يتبعون خرافة مؤذية. لم يوضح سويتونيوس سبب العقاب. ذكر تاسيتس أيضا أنه بعد حريق روما الكبير في 64 م. قال بعض السكان أن نيرون هو المسؤول عن الحريق لأنه أراد إلحاق التهمة بالمسيحيين. قدمت الحرب ضد اليهود أثناء فترة حكم نيرون –والتي زعزعت الإمبراطورية وقادت إلى الحرب الأهلية وانتحار نيرون- سببا إضافيا لقمع الطائفة اليهودية.
قام ديوكلتيانوس بما يعتبر الاضطهاد الأعم والأقسى للمسيحيين، والذي استمر من 303 إلى 311 م.. في هذا الوقت أصبحت المسيحية أكثر انتشارا من أن يتم قمعها، وفي 313 جعل مرسوم ميلانو التسامح سياسية رسمية للإمبراطورية. أصبح قسطنطين الأول (الحاكم الأوحد من 324 إلى 337) أول إمبراطور مسيحي، وفي 380 م. أقر ثيودوسيوس الأول المسيحية كالديانة الرسمية للإمبراطورية.
تحت حكم ثيودوسيوس أصبحت زيارة المعابد الوثنية ممنوعة، وأخمدت النار الأبدية في معبد فيستا في المنتدى الروماني، وتم حل عذارى فستال، ومُنعت العرافة والشعوذة، كما رفض ثيودوسيوس طلب أعضاء مجلس الشيوخ الوثنيين بعودة هيكل النصر الذي يمثل إلهة النصر إلى مجلس الشيوخ.
تحول الإمبراطورية إلى المسيحية جعل أسقف روما (المسمى لاحقا البابا) الشخصية الدينية الرئيسية في الإمبراطورية الغربية، والذي بدأ رسميا في سنة 380 مع مرسوم ثيسالونيكا. على الرغم من دورها الهامشي في الإمبراطورية، بدأت روما استعادة دورها وقيمتها التاريخية حيث شهدت هذه الفترة آخر موجة من البناء في المدينة. قام الإمبراطور ماكسنتيوس الذي تلا ثيودوسيوس ببناء عدة مبان مثل كاتدرائيته في المنتدي الروماني، كما بنى قسطنطين نفسه قوس قسطنطين للاحتفال بانتصاره على السابق، كما بنى ديوكلتيانوس أعظم حمامات على الإطلاق. كان قسطنطين أيضا أول راع للمباني المسيحية الرسمية في المدينة. تبرع قسطنطين بقصر لاتيرانو إلى البابا، وبنى أول كاتدرائية عظيمة: كاتدرائية القديس بطرس القديمة.

#### غزو الجرمان وانهيار الإمبراطورية الغربية

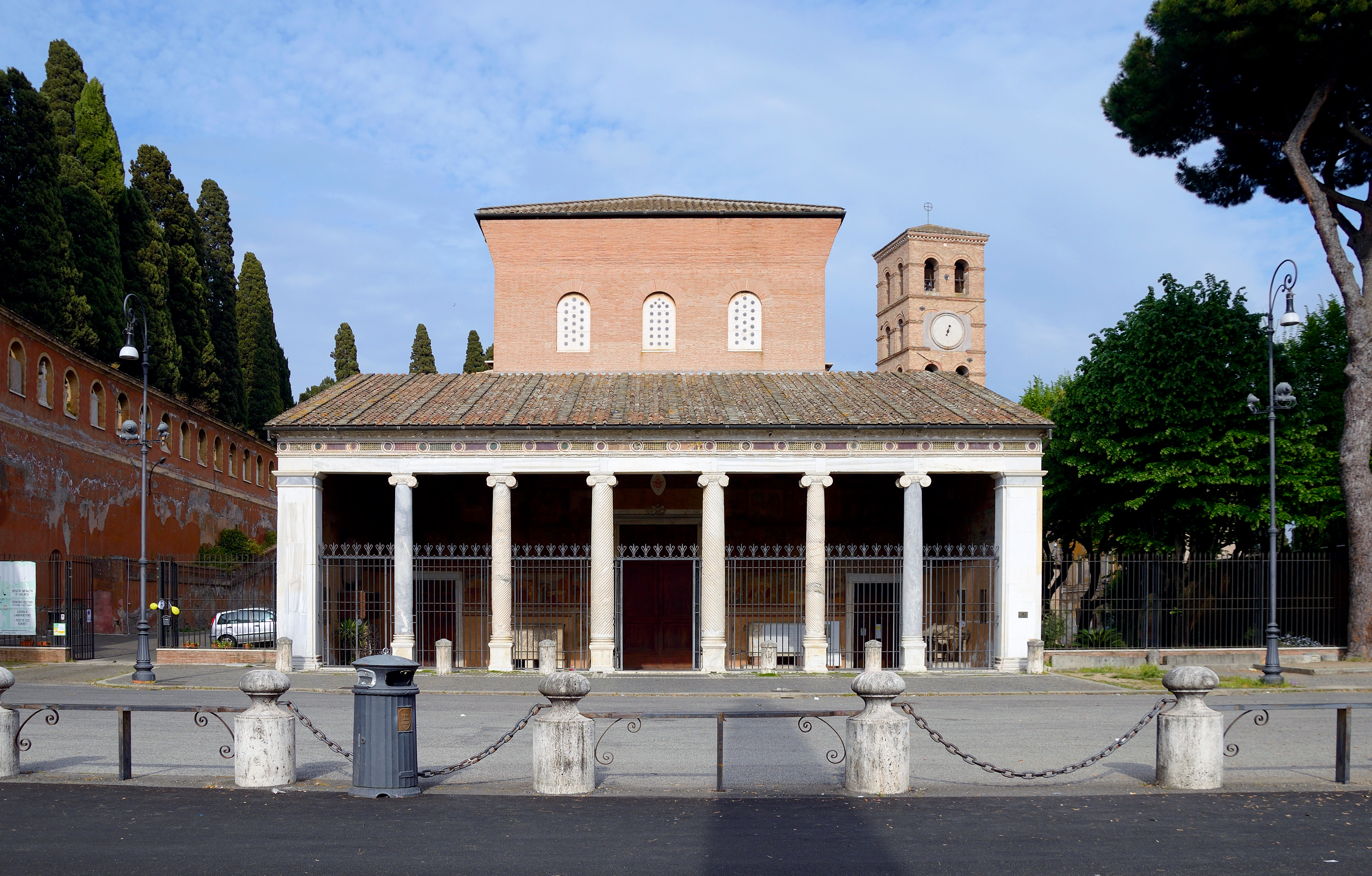
كاتدرائية القديس لورانس خارج الأسوار والتي بُنيت على قبور الشهداء الرومانيين المفضلين للشعب

كانت روما لا تزال أحد معاقل الوثنية، عن طريق الأرستقراطيين وأعضاء مجلس الشيوخ. إلا أن السور الجديد لم يمنع نهب المدينة أولا عن طريق ألاريك الأول في 24 أغسطس 410، وعن طريق جنسريق في 455، وحتى عن طريق القوات الرومانية للجنرال فلافيوس رسيمر لأنهم لم يحصلوا على أموالهم (كان معظم الجيش يتكون من البربر) في 11 يوليو 472. كانت هذه أول مرة تسقط روما في أيدي العدو منذ 800 سنة. النهب السابق لروما كانت عن طريق الغال بقيادة برينوس في 387 ق.م. يُعتقد أن النهب في عام 410 نقطة فاصلة في تدهور وانهيار الإمبراطورية الرومانية الغربية. كتب القديس جيروم والذي كان يعيش في بيت لحم في هذه الفترة أن «المدينة التي أخذت العالم، تؤخذ الآن». أدهش نهب روما العالم الروماني كله. بدأ عدد السكان بالانخفاض منذ نهاية القرن الرابع، على الرغم من أنه في منتصف القرن الخامس، بدت روما وكأنها استعادت كونها المدينة الأهم في جزئي الإمبراطورية، حيث كان عدد سكانها حوالي 650 ألف شخص. تسارع الانهيار بشدة بعد استيلاء الوندال على مقاطعة أفريكا. بدأ السكان الهرب من المدينة حيث لم تعد الحبوب تأتيها من أفريقيا منذ منتصف القرن الخامس.
مع بداية القرن السادس كان عدد سكان روما حوالي 100 ألف. دمّرت العديد من الآثار بواسطة السكان أنفسهم، الذين أخذوا الحجارة من المعابد المغلقة والمباني الهامة الأخرى، بل إنهم حتى أحرقوا التماثيل لصناعة الغراء لاستخدامهم الخاص. بالإضافة إلى ذلك فإن معظم الكنائس المتزايدة تم بناؤها بهذه الطريقة. على سبيل المثال فإن كاتدرائية القديس بيتر القديمة تم بناؤها باستخدام أنقاض سيرك نيرون. سلوك «أكل الذات» كان صفة ثابتة في روما حتى عصر النهضة. منذ القرن الرابع صدرت مراسيم عديدة ضد أخذ الأحجار وخاصة الرخام، إلا أن حقيقة تكرار صدور هذه المراسيم يوضح أنها لم تكن فعالة. أحيانا كانت تُبنى الكنائس عن طريق استغلال المعابد الوثنية القديمة، وأحيانا عن طريق تغيير الإله الوثني أو البطل إلى قديس مسيحي مقابل أو شهيد. بهذه الطريقة تحول معبد رومولوس وريموس ليصبح كاتدرائية القديسين كوسماس وداميان. لاحقا تحول البانثيون (معبد كل الآلهة) ليصبح كنيسة كل الشهداء.

#### الحكم البربري والحكم البيزنطي

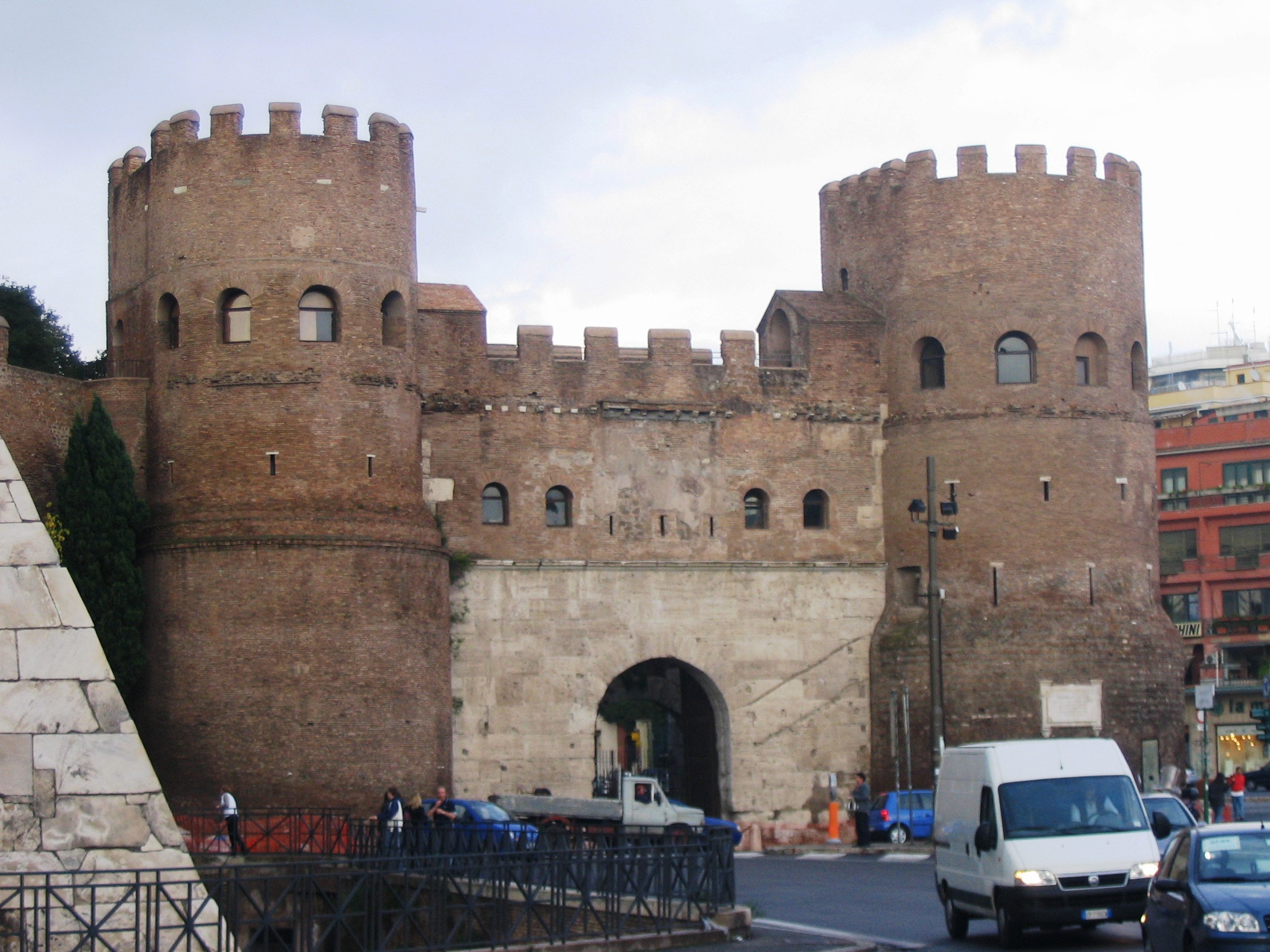
وقعت روما تحت حصار جيوش البيزنطيين والقوط الشرقيين مراتٍ عدة إبَّان الحروب القوطية في منتصف القرن السادس

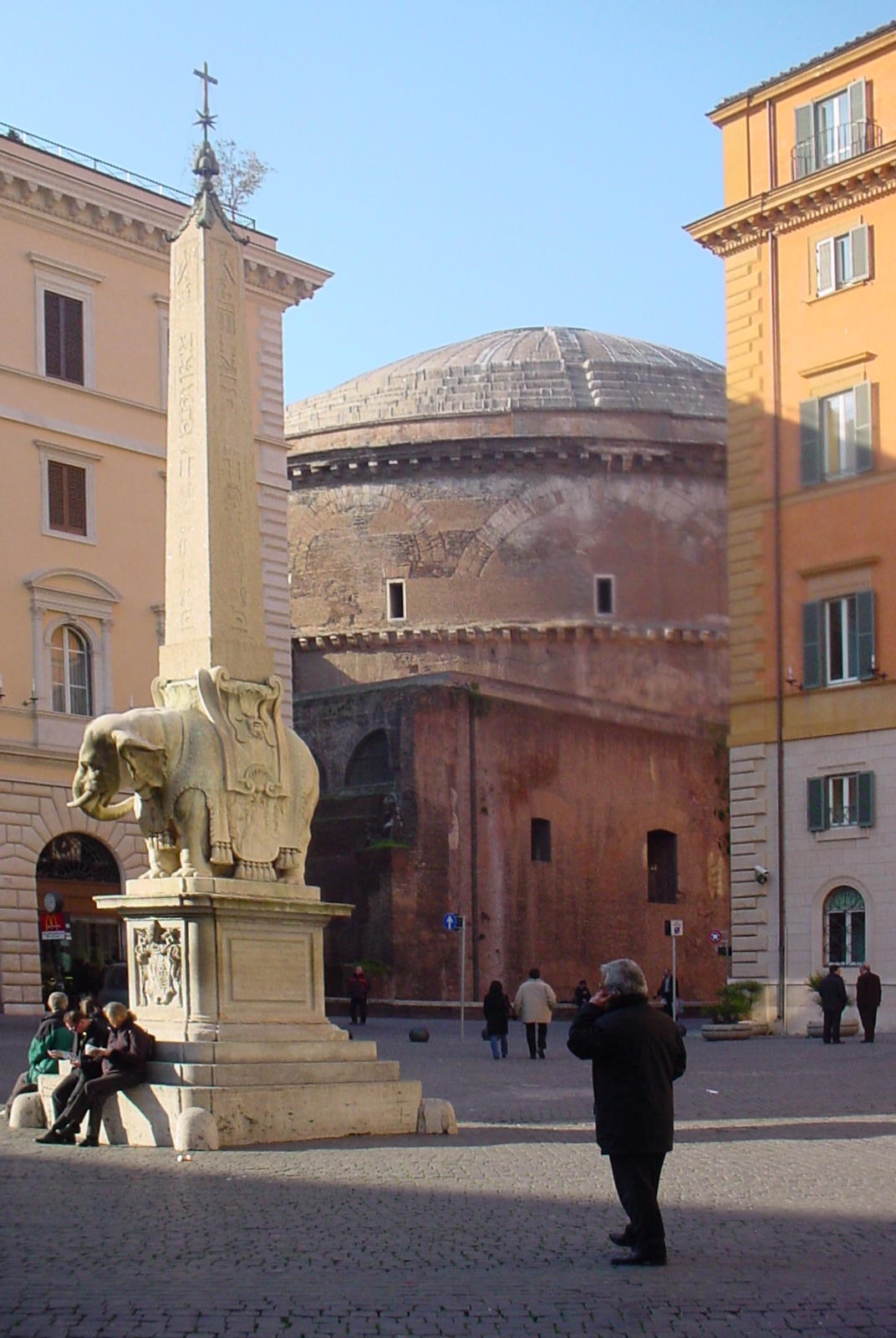
الناحية الجنوبية الشرقية للبانثيون

في سنة 480 اغتيل آخر إمبراطور روماني غربي وهو يوليوس نيبوس، وأعلن الجنرال الروماني من أصل بربري أودواكر الولاء لإمبراطور الإمبراطورية الشرقية زينون. على الرغم من الولاء الظاهري للقسطنطينية إلا أن أدواكر ومن بعده القوط الشرقيين استمروا في حكم إيطاليا كمملكة مستقلة عن رافينا. في هذه الأثناء كان أعضاء مجلس الشيوخ والذين فقدوا سلطتهم منذ وقت طويل، لا يزالون يحكمون روما نفسها حيث كان البابا غالبا ما يأتي من عائلة منهم. استمر هذا الوضع حتى قام ثيوداهاد باغتيال أمالاسونثا (ملكة قوطية موالية للإمبراطورية) واغتصب السلطة في عام 535. استخدم إمبراطور الإمبراطورية الرومانية الشرقية هذا الأمر ذريعة لإرسال قواته إلى إيطاليا تحت قيادة الجنرال بيليساريوس، والذي استولى على المدينة في العام التالي. نجح البيزنطيون في الدفاع عن المدينة في حصار روما والذي استمر عامًا كاملا، واستولوا على رافينا في النهاية.
تجددت المقاومة القوطية، وفي 17 ديسمبر 546 قام القوط الشرقيون بقيادة توتيلا بالاستيلاء على روما ونهبها. استعاد بيليساريوس المدينة بعد فترة قصيرة، إلا أن القوط الشرقيين أعادوا الاستيلاء عليها في 549. استُبدل بيليساريوس بنارسيس والذي استعاد روما من القوط الشرقيين في 552، لينهي ما سُميت بالحروب القوطية والتي دمرت معظم إيطاليا. تركت الحروب المستمرة حول روما في العقدين من 530 إلى 550 المدينة في حالة غير قابلة للإصلاح، ليغادرها معظم السكان ويُهجر معظمها، وتتحول إلى مستنقع غير صحي حيث أهملت أنظمة الصرف الصحي، وإهمال السدود على نهر التيبر طوال النصف الثاني من القرن السادس. من هنا انتشرت الملاريا. لم يتم إصلاح القنوات المائية أبدًا، مما أدى إلى انكماش في عدد السكان ليصل إلى أقل من 50 ألف مركزين حول التيبر وحول الكامبوس ماريتوس. هناك أسطورة وإن كانت غير أكيدة بأنه لم يبق أي سكان في روما.
حاول جستينيان الأول منح المعونات لروما لإصلاح المباني العامة، والقنوات المائية، والجسور والتي أتت من المناطق الإيطالية التي أفقرتها الحروب السابقة، إلا أن المعونات لم تكن كافية. قام جستينيان أيضا بتعيين نفسه كراع للمدرسين والمتحدثين والأطباء والمحامين أملا في أن يتجه الشباب أكثر نحو تعليم أفضل. بعد الحرب تمت استعادة مجلس الشيوخ نظريا، ولكن تحت إشراف الحاكم الحضري والمسؤولين الآخرين الذين عينتهم السلطات البيزنطية في رافينا.
إلا أن البابا كان أحد الشخصيات الدينية القائدة في كل الإمبراطورية البيزنطية، وكان فعليا أكثر قوة محلية من أعضاء مجلس الشيوخ ومن المسؤولين البيزنطيين المحليين. عمليا كانت السلطة المحلية في روما تؤول إلى البابا، وطوال العقود التالية بدأت الكنيسة في امتصاص معظم ممتلكات وسلطات مجلس الشيوخ الأرستقراطي والحكومة البيزنطية المحلية.
تميزت فترة حكم ابن أخ جستينيان وبعده جستن الثاني (من 565 إلى 578) تاريخيا من وجهة النظر الإيطالية بغزوات اللموبارديين تحت قيادة ألبوين (568). بالاستيلاء على كل من بينيفينتو ولومباردي وبيدمونت وسبوليتو وتوسكاني، قلص الغزاة السلطة الإمبراطورية إلى جزء صغيرة من الأراضي المحاطة بعدد من المدن الساحلية مثل رافينا ونابولي وروما، ومنطقة البندقية الحديثة. المنطقة الوحيدة القارية تحت السيطرة البيزنطية هي بيروجيا، والتي وفرت طريق ربط محفوف بالمخاطر بين روما ورافينا. في 578 ومن جديد في 580، طلب أعضاء مجلس الشيوخ المساعدة من الإمبراطور تيبريوس الثاني (حكم من 578 إلى 582) ضد الدوقين فاروالد دوق سبوليتو، وزوتو دوق بينيفينتو.
أضاف الإمبراطور موريكيوس (حكم من 582 إلى 602) عاملا جديدا في الصراع المستمر عن طريق خلق تحالف مع شيلديبيرت الثاني. غزت جيوش ملك الفرنجة الأراضي اللومباردية في 584، و585، و588، و590. عانت روما بشدة من فيضان مدمر في نهر التيبر عام 589، تلاه طاعون في 590. سار البابا المنتخب حديثا غريغوري الأول في موكب بجانب قلعة سانت أنجلو ومر على المباني، ويشير بسيفه الملتهب إليها كإشارة على أن الوباء سيتوقف. كانت المدينة على الأقل آمنة من أن يتم الاستيلاء عليها.
تمكن أغيلولف الملك اللومباردي الجديد من تحقيق السلام مع شيلديبيرت الثاني، وأعاد تنظيم أراضيه واستأنف نشاطه ضد كلا من نابولي وروما في عام 592. مع انشغال الإمبراطور في الحروب على الحدود الشرقية، وعدم قدرة الإكسارخوس المتتالين على حماية روما من الغزو، أخذ غريغوري المبادرة الشخصية في بداية المفاوضات من أجل معاهدة سلام. انتهت هذه الحرب في خريف عام 598.
تزايدت قوة أسقف روما تحت قيادة الغاصب فوكاس (حكم من 602 إلى 610). أعاد فوكاس تنظيم قياداته بناء على بطريريكية القسطنطينية، بل حتى أصدر مرسوما على أن البابا بونيفاس الثالث (607) هو «رئيس كل الكنائس». شهدت فترة حكم فوكاس نصب آخر قطعة أثرية إمبراطورية في المنتدى الروماني وهو العمود الذي يحمل اسمه. كما أنه منح البانثيون والذي كان مغلقا لسنوات إلى البابا، لينقذه غالبا من الدمار.
أثناء القرن السابع أدى تدفق كل من المسؤولين البيزنطيين ورجال الكنيسة من كل مناطق الإمبراطورية إلى تحول كل من الطبقة الأرستقراطية والقيادة الكنسية إلى اللغة الإغريقية. إلا أن التأثير الثقافي البيزنطي القوي لم يؤدي دائمًا إلى الانسجام بين روما والقسطنطينية. في أثناء النقاش حول المونوثيليتية، وجد الباباوات أنفسهم تحت ضغط كبير عندما فشلوا في مجاراة المراكز اللاهوتية المتغيرة في القسطنطينية. في عام 653، طُرد البابا ثيودور الأول إلى القسطنطينية، وبعد محاكمة علنية نُفي إلى كريميا حيث مات في النهاية.
لاحقا في 663، حظيت روما بأول زيارة إمبراطورية منذ قرنين عن طريق الإمبراطور قسطنطين الثاني، كأسوأ مصائب روما منذ الحروب القوطية عندما قرر الإمبراطور سلب روما من المعادن بما في ذلك الموجودة في المباني والتماثيل، لتوفير مواد تسليح تُستخدم في الحرب ضد العرب. إلا أنه وطوال النصف قرن التالي وعلى الرغم من المنازعات، فضل كل من روما والبابوية استمرار الحكم البيزنطي، من ناحية لأن البديل كان الحكم اللومباردي، ومن ناحية لأن معظم طعام روما كان يأتي من الدول البابوية من جميع أنحاء الإمبراطورية وخاصة صقلية.

## روما العصور الوسطى
| التسلسل الزمني لروما | التسلسل الزمني لروما                                                                  |
| روما العصور الوسطى   | روما العصور الوسطى                                                                    |
| -------------------- | ------------------------------------------------------------------------------------- |
| 772                  | اللومبارديون يستولون على روما لفترة قصيرة، لكن شارلمان يحرر المدينة بعدها بسنة واحدة. |
| 800                  | تعيين شارلمان إمبراطور الإمبراطورية الرومانية المقدسة في كاتدرائية القديس بطرس.       |
| 846                  | العرب ينهبون كاتدرائية القديس بطرس.                                                   |
| 852                  | بناء الأسوار الليونينية.                                                              |
| 962                  | تتويج أوتو الأول إمبراطورا عن طريق البابا يوحنا الثاني عشر.                           |
| 1000                 | الإمبراطور أوتو الثالث والبابا سلفستر الثاني.                                         |
| 1084                 | النورمان ينهبون روما.                                                                 |
| 1144                 | تأسيس البلدية القروسطية لروما.                                                        |
| 1300                 | أول يوبيل عن طريق البابا بونيفاس الثامن.                                              |
| 1303                 | تأسيس الجامعة الرومانية.                                                              |
| 1309                 | البابا كليمنت الخامس ينقل الكرسي الرسولي إلى أفينيون.                                 |
| 1347                 | كولا دي رينزو يعين نفسه أطربون.                                                       |
| 1377                 | البابا غريغوري الحادي عشر يعيد الكرسي الرسولي إلى روما.                               |

### الانفصال عن البيزنطيين وقيام الدول البابوية
في 727 رفض البابا غريغوري الثاني أن يقبل مرسوم الإمبراطور ليو الثالث الإيساوري، والذي أدى إلى حرب الأيقونات البيزنطية. استجاب ليو في البداية بمحاولة فاشلة لاختطاف الأسقف، ثم بإرسال قوة من قوات رافينا تحت قيادة الإكسارخوس باولوس، إلا أن اللومبارد من توسكيا وبينيفينيتو استطاعوا دفعهم للخلف. أرسل الإمبراطور الجنرال الروماني إيوتيخيوس نحو الغرب والذي استطاع الاسيتلاء على روما وضمها من جديد إلى الإمبراطورية في 728.
في 1 نوفمبر 731، استدعى غريغوري الثالث مجلساً في كاتدرائية القديس بيتر لحرمان المبتدعين كنسيا. استجاب الإمبراطور بمصادرة ممتلكات دول بابوية كبيرة في صقلية وكالابريا، وتحويل مناطق كانت تحت سلطة البابا كنسيا إلى بطريريكية القسطنطينية. على الرغم من المشادات إلا أن غريغوري الثالث لم يوقف دعمه أبدًا للجهود الإمبراطورية ضد المخاطر الخارجية.
في هذه الفترة تم إحياء مملكة اللومبارد تحت قيادة الملك ليوتبراند. في 730 قام بتدمير ريف روما لمعاقبة البابا لأنه دعم دوق سبوليتو. على الرغم من كونه محميا وراء الأسوار العالية، إلا أن البابا لم يستطع فعل الكثير ضد ملك اللومبارد، والذي استطاع أن يكون حليفا للبيزنطيين. أصبحت المدينة في حاجة ماسة للحماية من أطراف أخرى. أصبح غريغوري الثالث هو أول بابا يطلب مساعدة مادية من مملكة الفرنجة، والتي كانت في ذلك الوقت تحت حكم شارل مارتيل (739).
تلا ليوتبراند في حكم اللومبارد الملك أيوستولف والذي كان حتى أكثر قسوة. قام الملك بغزو فيرارا ورافينا، ليُنهي إكسارخية رافينا. بدا وأن روما ضحيته التالية. في 754 اتجه البابا أسطفان الثاني إلى فرنسا لتسمية بيبان القصير ملك الفرنجة «حامي روما». في أغسطس من هذا العام عبر الملك والبابا معا جبال الألب وهزما أيوستولف في بافيا. إلا أنه وبمجرد عودة بيبان إلى سانت دينيس، لم يوف أيوستولف بوعده وحاصر روما في عام 756 لمدة 56 يوما. اتجه اللومبارديون نحو الشمال عندما علموا بتحرك بيبان ثانية إلى إيطاليا. في هذه المرة وافق على منح البابا الأراضي الموعودة، ووُلدت الدولة البابوية.
في 771 حاك ملك اللومبارد الجديد ديسيديريوس مؤامرة لغزو روما وأسر البابا ستيفان الثالث أثناء رحلة حج مختلقة داخل أسوار المدينة. كان حليفه الرئيسي باولوس أفيارتا رئيس الحزب اللومباردي في المدينة. استولى على روما في 772 لكنه أغضب شارلمان. إلا أن الخطة فشلت، وقام وريث ستيفان البابا هادريان الأول بالاستعانة بشارلمان ضد ديسيديريوس، والذي هُزم في 773. لم تقم للمملكة اللومبادرية قائمة بعد ذلك، ودخلت روما من ذلك الوقت في مدار مؤسسة سياسية أحدث وأكثر قوة.

### قيام الإمبراطورية الرومانية المقدسة

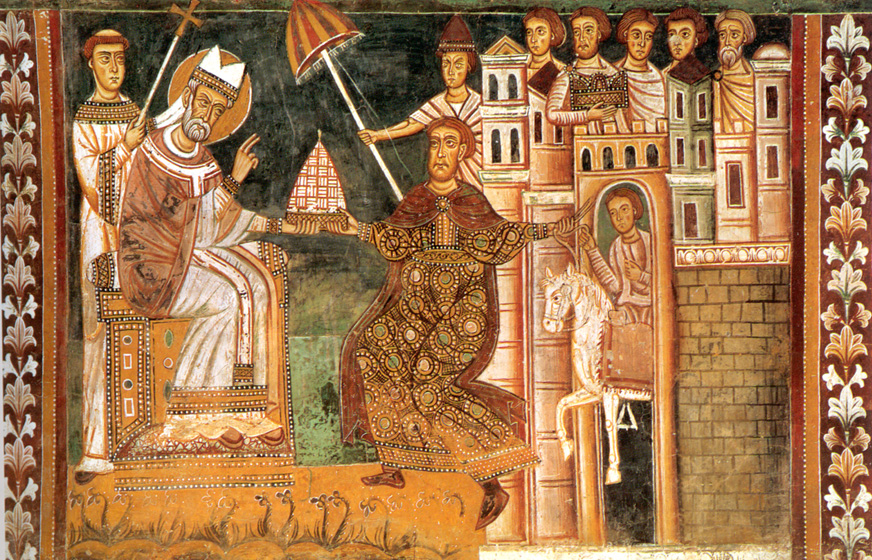
لوحة لفريسكو دي سيلفستر وقسطنطين القرن الثالث عشر، توضح منحة قسطنطين في كاتدرائية سانتي كواتري كوروناتي، في روما

في 25 أبريل 799، قاد البابا الجديد ليون الثالث الموكب التقليدي من لاتيران إلى كنيسة سان لورينزو إن لوتشينا على طول فيا فلامينيا. كان اثنان من النبلاء يكرهان ضعف البابا في التعامل مع شارلمان، وهاجما الموكب وأصابا البابا إصابة هددت حياته. هرب ليون إلى ملك الفرنجة، وفي نوفمبر من سنة 800 دخل الملك روما بجيش قوي وعدد من الأساقفة الفرنسيين. أعلن الملك محاكمة قضائية ليقرر ما إذا كان ليون الثالث سيبقى هو البابا، أم أن هذه الادعاءات لديها ما يبررها. إلا أن هذه المحاكمة كانت خطوة واحدة من خطة محكمة من سلسلة من الأحداث والتي فاجئت العالم. تم إعلان البابا شرعيا، وتم نفي المهاجمين. في 25 ديسمبر من سنة 800، توج البابا ليون الثالث شارلمان إمبراطورا للإمبراطورية الرومانية المقدسة في كاتدرائية القديس بطرس.
أثر هذا الفعل بشدة في ولاء روما للسلالة الإمبراطورية في القسطنطينية. بل إن روما أسست إمبراطورية منافسة، والتي بعد عدة محاولات غزو من شارلمان أصبحت تضم معظم الأراضي المسيحية الغربية.
بعد وفاة شارلمان، أدى عدم وجود شخصية بنفس الهيبة إلى وقوع المؤسسة في خلاف كبير. في نفس الوقت كان على الكنيسة العالمية في روما أن تواجه ظهور الاهتمامات العلمانية داخل المدينة نفسها، والتي حفزتها القناعة بأن الشعب الروماني –رغم فقره وضعفه- له الحق في أن ينتخب الإمبراطور الغربي. وثيقة التزوير الشهيرة والمعروفة باسم منحة قسطنطين، ضمنت للبابا ملكية الأرض من رافينا وحتى جيتا. اشتمل هذا اسميا على سيادة روما، إلا أنه وقع الخلاف بهذا الصدد، وبمرور القرون لم يستطع سوى الباباوات الأقوياء أن يفرضوا هذا الأمر. كان عنصر الضعف الوحيد في البابوية داخل أسوار المدينة هو الحاجة المستمرة لانتخاب البابا الجديد، حيث استطاعت عائلات النبلاء أن تخلق دورا قياديا لأنفسهم. تعلمت القوى المجاورة مثل دوقية سبوليتو وتوسكانا، كيفية الاستفادة من هذا الضعف الداخلي، ولعبوا دور الحكم بين المتنافسين.
كانت روما بالفعل ضحية للحكم المطلق في هذا الوقت. كانت أكثر النقاط انحدارا في عام 897، عندما قام حشد غاضب بنبش جثة البابا الميت فورموسوس، وقدموها للمحاكمة وحكموا عليه بأنه مذنب فيما يُعرف باسم كادافر سينود.

### بلدية روما
من 1048 إلى 1257، شهدت البابوية صراعا متزايدا مع القادة، ومع كنيسة الإمبراطورية الرومانية المقدسة، ومع الإمبراطورية البيزنطية. بلغ الخلاف مع الإمبراطورية البيزنطية ذروته في الانشقاق العظيم بين الشرق والغرب، والذي فصل الكنيسة الكاثوليكية والكنيسة الشرقية الأرثوذوكسية. من 1257 إلى 1377، كان البابا على الرغم من كونه أسقف روما، إلا أنه كان مستقرا في فيتيربو، أو أورفيتو، أو بيروجيا، ولاحقا في أفينيون. تلا عودة البابوية إلى روما بعد بابوية أفينيون انفصال الكنيسة الغربية إلى كنيستين، ولاحقا إلى ثلاثة مدعين بابويين متنافسين.

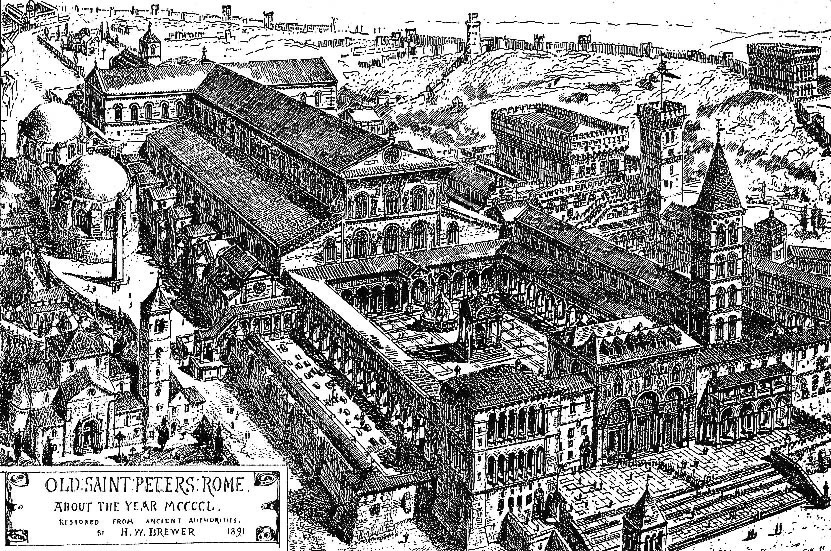
لوحة من القرن التاسع عشر تظهر كاتدرائية القديس بطرس القديمة، كما يُعتقد أنها كانت تبدو في عام 1450 م.

في هذه الفترة جذبت الكنيسة الجديدة الزوار والأساقفة من جميع أنحاء العالم المسيحي، وجلبت معهم الأموال، لتصبح روما –على الرغم من أن عدد سكانها 30 ألف شخص فقط- مدينة للمستهلكين، والتي تعتمد على الوجود الحكومي البيروقراطي. في هذا الوقت، بدأت بعض المدن الإيطالية في التمتع بالحكم الذاتي، في مقدمتهم العائلات الجديدة والتي كانت تستبدل الأرستقراطية القديمة بطبقة حاكمة جديدة من رجال الأعمال والتجار. بعد أن قام النورمان بنهب روما في 1084، أيد عدد من العائلات القوية إعادة إعمار المدينة مثل عائلة فرانجيباني، وعائلة بييرليوني، والذين أتت شهرتهم من التجارة والخدمات المصرفية، بدلا من حيازة الأراضي. ملهمين بالمدن المجاورة مثل تيفولي وفيتيربو، بدأ شعب روما التفكير في تبني حالة شعبية، والفوز بكمية كافية من الحرية عن السلطة البابوية.
ثار الرومان بقيادة جيوردانو بيرليوني ضد الأرستقراطية وحكم الكنيسة في عام 1143. وُلدت الجمهورية الرومانية ومجلس الشيوخ الروماني من جديد. على الرغم من الكلمات الملتهبة للمبشر أرنالدو دي بريشيا العدو اللدود للممتلكات الكنسية ولتدخل الكنيسة في الأمور الدنيوية، إلا أن الثورة أدت إلى خلق بلدية روما والتي استمرت حتى سقطت في عام 1155، بعد أن تركت أثرها على الحكومة الأهلية للمدينة الخالدة لقرون. إلا أن روما القرن الثاني عشر لم تتشابه كثيرًا مع الإمبراطورية التي حكمت المتوسط كاملا منذ 700 سنة، ولذا كان على مجلس الشيوخ العمل بجد من أجل النجاة، فقاموا باختيار سياسة مبهمة تتمثل في نقل التأييد من البابا إلى الإمبراطورية الرومانية المقدسة، والعكس إذا ما تطلب الموقف. في معركة مونتيبورسيو في عام 1167 أثناء أحد هذه النقلات في التأييد، هُزمت القوات الرومانية بواسطة القوات الإمبراطورية لفريدريك بربروسا. لحسن الحظ أدى طاعون تفشي في جيوش العدو المنتصر إلى إبادته، مما أدى إلى إنقاذ روما.

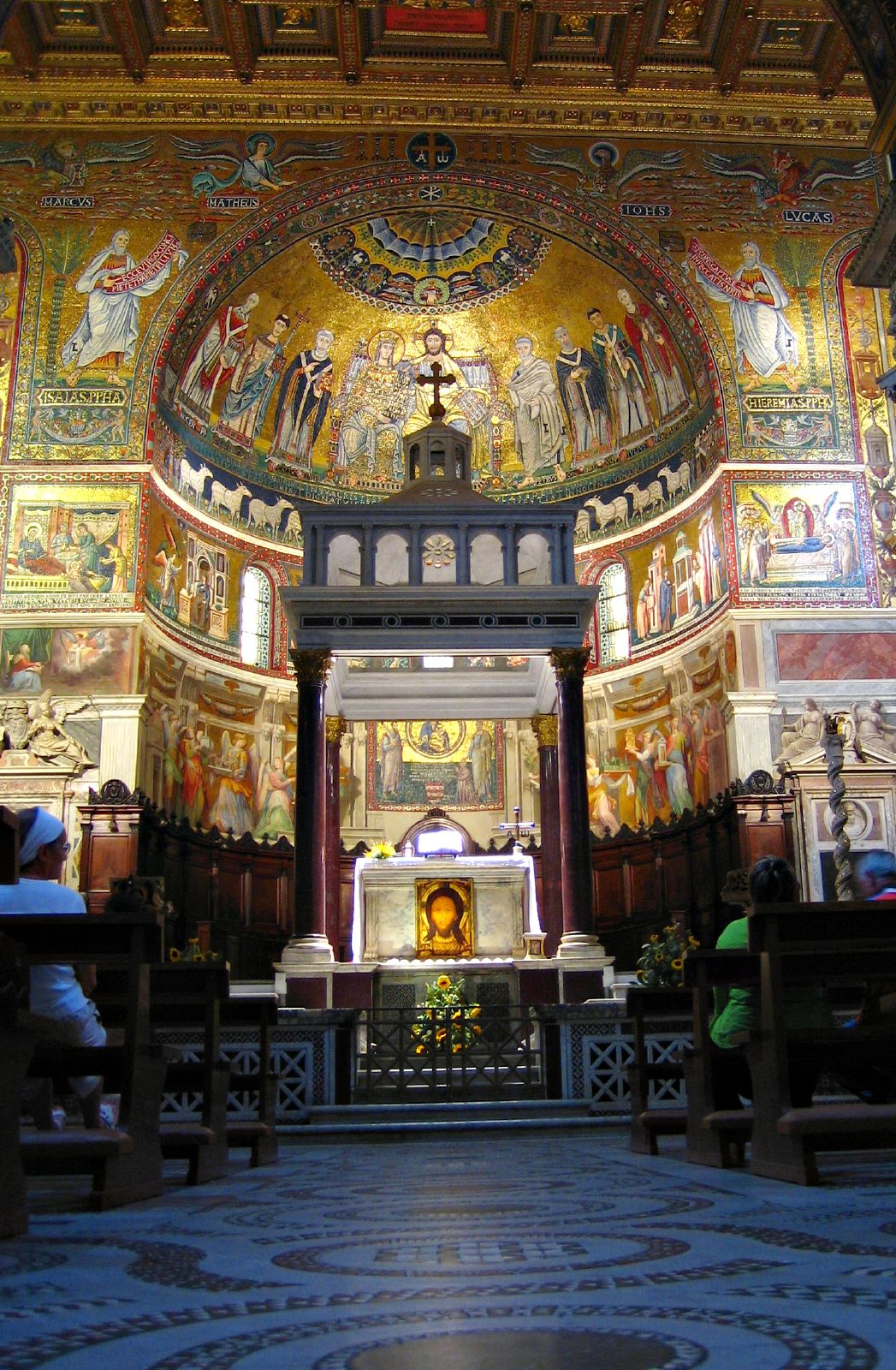
كاتدرائية سانتا ماريا من الداخل، وهي واحدة من أجمل الكنائس الرومانية التي بُنيت أو أُعيد بناؤها في العصور الوسطى

في 1188، اعترف البابا كليمنت الثالث أخيرا بالحكومية البلدية الجديدة. كان على البابا أن يدفع كميات كبيرة من الأموال إلى المسؤولين في البلدية، بينما أصبح أعضاء مجلس الشيوخ البالغ عددهم 56 تابعين للبابا. دائمًا ما واجه أعضاء مجلس الشيوخ مشاكل في تأدية وظيفتهم، لذا فقد حدثت الكثير من التغييرات. كثيرًا ما كان عضو واحد مسؤولا عن المجلس بأكمله، والذي أدى كثيرًا إلى الاستبداد، وهو ما لم يساعد استقرار المنظمة المولودة حديثا.

### الغويلفيون والغيبلينيون
في عام 1204، اشتعلت شوارع روما، عندما اشتغل الصراع بين عائلة البابا إينوسنت الثالث وخصومه من عائلة أورسيني القوية، مما أدى إلى أعمال شغب بالمدينة. دُمرت العديد من المباني القديمة بسبب الآلات التي استخدمتها الفرق المتخاصمة لمحاصرة أعدائهم في الأبراج المتعددة والحصون الكثيرة والتي كانت علامة مميزة للمدن الإيطالية في العصور الوسطى.

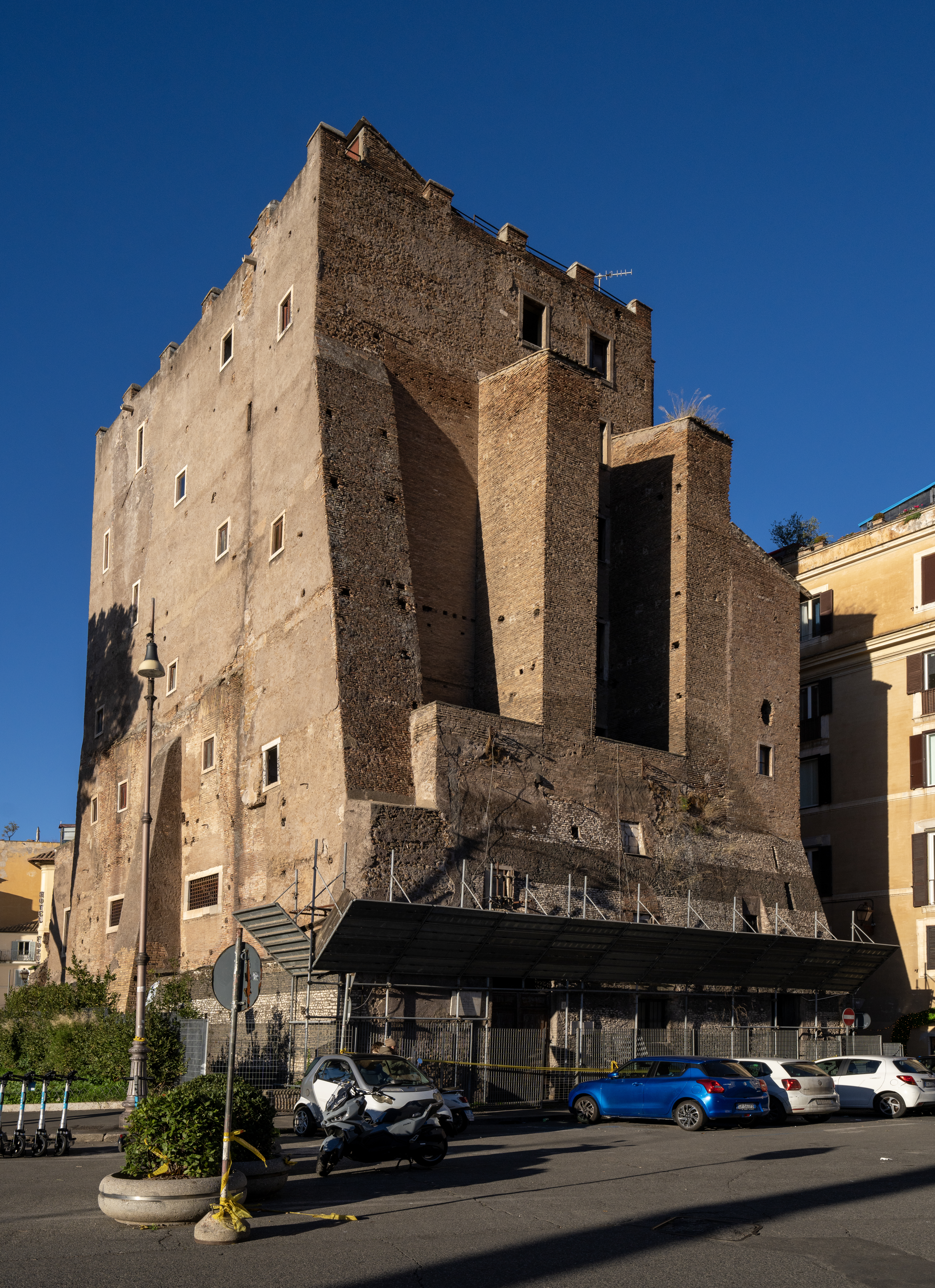
برج تورى دي كونتي. هو أحد الأبراج التي بناها عائلات النبلاء في روما لإظهار قوتهم وللدفاع عن أنفسهم ضد أعمال الشغب والتي كانت صفة دائمة لروما في العصور الوسطى. لم يتبق من البرج اليوم سوى ثلثه الأسفل.

اشتعل الصراع أيضا بين البابا والإمبراطور فريدريك الثاني إمبراطور الإمبراطورية الرومانية المقدسة وملك نابولي وصقلية، والذي شهد تأييد روما لغويلفيون وغيبلينيون. ليسدد ثمن ولائه، قام فريدرك بإرسال الكروشيو (عجلة حربية رباعية العجلات والتي فاز بها من اللومبارد في معركة كورتينوفا في عام 1234) إلى البلدية، ليتم عرضها في هضبة كابتولين.
في هذه السنة وأثناء أعمال شغب أخرى ضد البابا، قام الرومان بقيادة لوكا سافيللي بنهب مبنى اللاتيران، على الرغم من أن لوكا هو ابن أخ البابا هونوريوس الثالث ووالد هونوريوس الرابع، إلا أنه في هذا العصر لم تكن الصلات الأسرية تحدد انحياز الفرد.
لم تتطور روما أبدًا لتصبح مقاطعة مستقرة ذاتية الحكم، كما حدث في بلديات أخرى مثل فلورنسا وسيينا وميلانو. عدة أسباب حرمت المدينة من ذلك مثل الصراع اللانهائي بين عائلات النبلاء (سافيللي، وأورسيني، وكولونا، وأنيبالدي)، والمركز المبهم للبابا، وغطرسة السكان الذين لم يفقدوا أحلامهم عن الماضي الرائع، إلا أنهم في نفس الوقت يفكرون في الميزات الفورية، بالإضافة إلى ضعف مؤسسات الجمهورية.
في محاولة لتقليد البلديات الأكثر نجاحا، انتخب الشعب في عام 1252 عضو مجلس الشيوخ الأجنبي برانكالوني ديلي أندالو من بولونيا. من أجل إقرار السلام في المدينة قام بقمع النبلاء الأكثر قوة في المدينة، ودمر 140 برجا، كما أعاد تنظيم الفئات العاملة وشرع العديد من القوانين المستوحاة من قوانين شمال إيطاليا. كان براكالوني شخصية قاسية، لكنه مات في عام 1258 قبل أن يتحول أي من إصلاحاته إلى واقع. بعد خمس سنوات تم انتخاب ملك نابولي تشارلز الأول. لم يدخل المدينة سوى في عام 1265، إلا أن حضوره كان مطلوبا لمواجهة كونرادين وريث عائلة هوهنشتاوفن والذي أتى إلى روما ليعلن أحقية عائلته على حكم جنوب إيطاليا. بعدها غادر تشارلز المدينة. بعد يونيو 1265 أصبحت روما جمهورية ديمقراطية من جديد، مع انتخاب إنفانتي إنريكي من قشتالة. إلا أن كونرادين وغويلفيون وغيبلينيون سُحقوا في معركة تالياكوتزوا (1268)، لتسقط روما من جديد في أيدي تشارلز.
تم انتخاب البابا نيكولا الثالث –من عائلة أورسيني- في عام 1277 ونقل كرسي البابا من لاتيران إلى مدينة الفاتيكان الأكثر تحصينا. كما طلب نيكولا عدم السماح للغرباء بأن يكونوا أعضاء في مجلس الشيوخ في روما. ولأنه من روما، انتخبه الشعب. مع هذه الحركة بدأت المدينة تتحرك ثانية نحو الحزب البابوي. في عام 1285 أُعيد انتخاب تشارلز ثانية، إلا أن حرب صلاة الغروب الصقلية قللت من هيبته وأصبحت روما من هذه الوقت فصاعدا حرة من سلطته. العضو المنتخب التالي كان رومانيا وتلاه ثانية بابا هو هونيروس الرابع من سافيلي.

### بونيفاس الثامن والأسر البابلوني
تلا البابا سلستين الخامس روماني من عائلة كاتاني وهو بونيفاس الخامس. كان بونيفاس متورطا في عداء ضد منافسيه التقليديين عائلة كولونا، وفي نفس الوقت عانى ليؤكد على السيادة العالمية للكرسي الرسولي. في سنة 1300 أطلق أول يوبيل، وفي 1303 أسس لأول مرة جامعة روما. كان اليوبيل خطوة هامة لروما، لأنه رفع من هيبة روما العالمية، والأهم من ذلك هو انتعاش اقتصاد المدينة مع تدفق الزوار. مات بونيفاس في 1303 بعد إهانة أنانيي (صفعة أنانيي)، والتي أشارت إلى حكم ملك فرنسا على البابوية ومهدت لفترة أخرى من الانحدار في روما.
تلا بونيفاس البابا كليمنت الخامس والذي لم يدخل المدينة أبدًا، ليبدأ ما يسمى «الأسر البابلوني» أو غياب البابا عن مقعده الروماني ووجوده بدلا من ذلك في أفينيون، الفترة التي استمرت لأكثر من سبعين سنة. أدى هذا الوضع إلى استقلال القوى المحلية، إلا أنها لم تكن مستقرة، كما أن انعدام الإيرادات أدى إلى فترة اضمحلال لروما. لم تُبن أي مبان هامة جديدة في روما لأكثر من قرن، بل إن كثيرًا من آثار المدينة بما في ذلك الكنائس الرئيسية بدأت في التحول إلى أنقاض.

### كولا دي رينزو وعودة البابا إلى روما

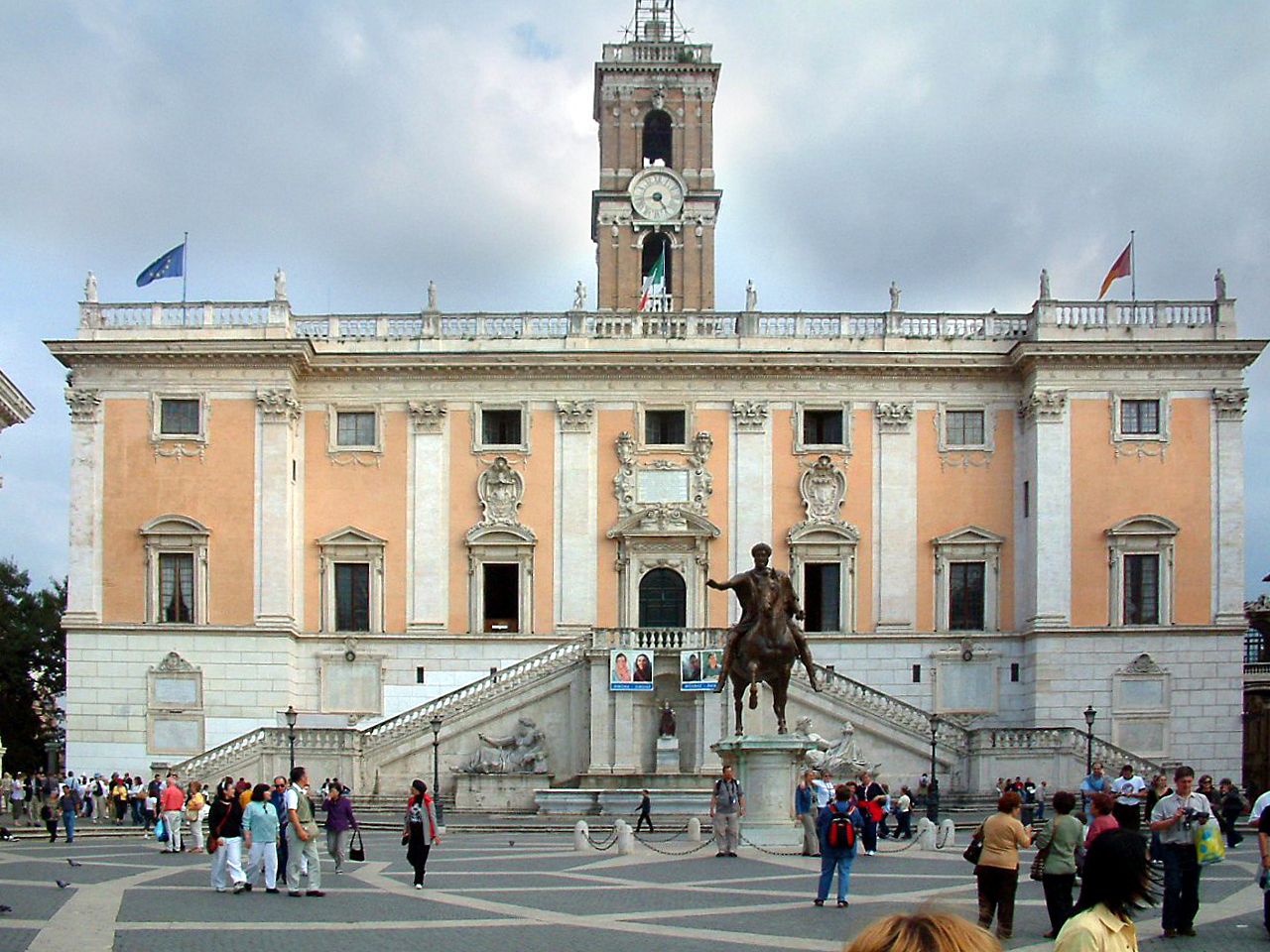
اقتحم كولا دي رينزو هضبة كابتولين على رأس جموع كبيرة في عام 1347 من أجل إعادة الجمهورية الرومانية.

على الرغم من انحدار روما وغياب البابا، إلا أن روما لم تفقد تأثيرها الروحي. في عام 1341 ذهب الشاعر الشهير فرانشيسكو بتراركا إلى روما ليتم تقليده لقب شاعر البلاط على هضبة كابتولين. ارتفعت أصوات كل من النبلاء والفقراء مطالبين بعودة البابا إلى روما. من بين كل السفراء الذين اتجهوا إلى أفينيون ظهرت الشخصية الغريبة ولكن البليغة: كولا دي رينزو. مع تزايد نفوذه بين الناس في ذلك الوقت، وفي 20 مايو 1347 قام بغزو كابتولين على رأس حشد حماسي. تطلعت فترة حكمه وعلى الرغم من قصرها إلى هيبة روما القديمة. الآن ومع وقوع روما تحت حكم ديكتاتوري، لقب نفسه «حامي الشعب» مشيرا إلى البليبس في الجمهورية الرومانية. اعتبر كولا نفسه مساويا لإمبراطور الإمبراطورية الرومانية المقدسة. في 1 أغسطس منح لقب روماني لكل المدن الإيطالية، بل إنه حتى استعد لعقد انتخابات لانتخاب الإمبراطور الروماني لإيطاليا. كان هذا أكثر من اللازم. أعلن البابا أنه مهرطق ومجرم ووثني. بدأ عامة الشعب الابتعاد عنه في حين كان النبلاء يكرهونه بالفعل. في 15 ديسمبر اضطر إلى أن يهرب.

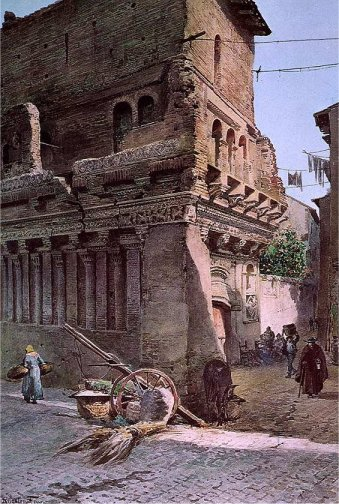
لوحة لمنزل كولا دي رينزو والمعروف باسم كاسا دي رينزو بالألوان المائية بواسطة إيتوري فرانز (حوالي عام 1880).

في أغسطس 1354 كان كولا من جديد بطل الرواية عندما عهد الكاردينال جيل ألفاريز دي ألبورنوز إليه بدور «سناتور روما» في برنامجه لتأكيد حكم البابا في الدولة البابوية. في أكتوبر وبعد أن أصبح كولا مكروها للغاية بين الناس لتصرفاته غير المسؤولة، قُتل أثناء أعمال شغب حرضتها عائلة كولونا. في أبريل 1355دخل تشارلز الخامس المدينة من أجل التتويج الروحي كإمبراطور. كانت زيارته محبطة للغاية بالنسبة للمواطنين. كان لديه القليل من المال، كما أنه لم يتم تتويجه بواسطة البابا بل بواسطة كاردينال ليغادر المدينة بعدها ببضعة أيام.
مع عودة الإمبراطور إلى أراضيه، استطاع ألبورنوز استعادة السيطرة على المدينة، مع بقائه في قلعته الحصينة في مونتفياسكوني في شمال لاتسيو. تم اختيار أعضاء مجلس الشيوخ مباشرة بواسطة البابا من عدة مدن إيطالية، لكن المدينة كانت مستقلة بالفعل. اشتمل أعضاء المجلس على ستة قضاة وخمسة كتاب وستة مارشالات وعدة عائلات وعشرين فارسا وعشرين رجلا مسلحا. قام ألبرونوز بقمع العائلات الأرستقراطية ذات النفوذ، وأحس الحزب الديمقراطي بالثقة الكافية ليتبنى سياسة الهجوم. في 1362 أعلنت روما الحرب على فليتري، إلا أن هذه الحركة أدت إلى حرب أهلية. استعان الحزب الريفي بفرقة من الكوندوتييرو تسمى «ديل كابيلو»، بينما استعان الرومان بخدمات القوات الألمانية والهنغارية بالإضافة إلى القوات المجندة والمكونة من 600 فارس وحوالي 22000 من قوات المشاة. تميزت هذه الفترة بنشاط فرق الكوندوتييرو في إيطاليا. العديد من عائلات سافيلي وأورسيني وأنيبالدي الذين طُردوا من روما كونوا هذه المجموعات المسلحة. أضعفت الحرب مع فليتري روما وسلمت روما نفسها من جديد إلى البابا الجديد أوربان الخامس، بشرط ألا يدخل ألبورنوز من أسوار المدينة.
في 16 أكتوبر 1367 كاستجابة لدعوات القديس بريجيد وبيتراركا، زار أوربان المدينة أخيرا. أثناء حضوره قام بتتويج تشارلز الرابع ثانية في المدينة. بالإضافة إلى ذلك، أتى الإمبراطور البيزنطي يوحنا الخامس باليولوج إلى روما ليتوسل من أجل إطلاق حملة صليبية ضد العثمانيين ولكن دون جدوى. إلا أن أوربان لم بعجبه هواء المدينة غير الصحي وأبحر إلى أفينيون في 5 سبتمبر 1370. تلاه غريغوري الحادي عشر والذي عاد إلى روما في مايو 1372، إلا أن الكاردينالات الفرنسيين والملك أوقفوه.
في 17 يناير 1377، استطاع غريغوري الحادي عشر أخيرا أن يعيد الكرسي الرسولي إلى روما.

### الانشقاق الغربي والصراع مع ميلان

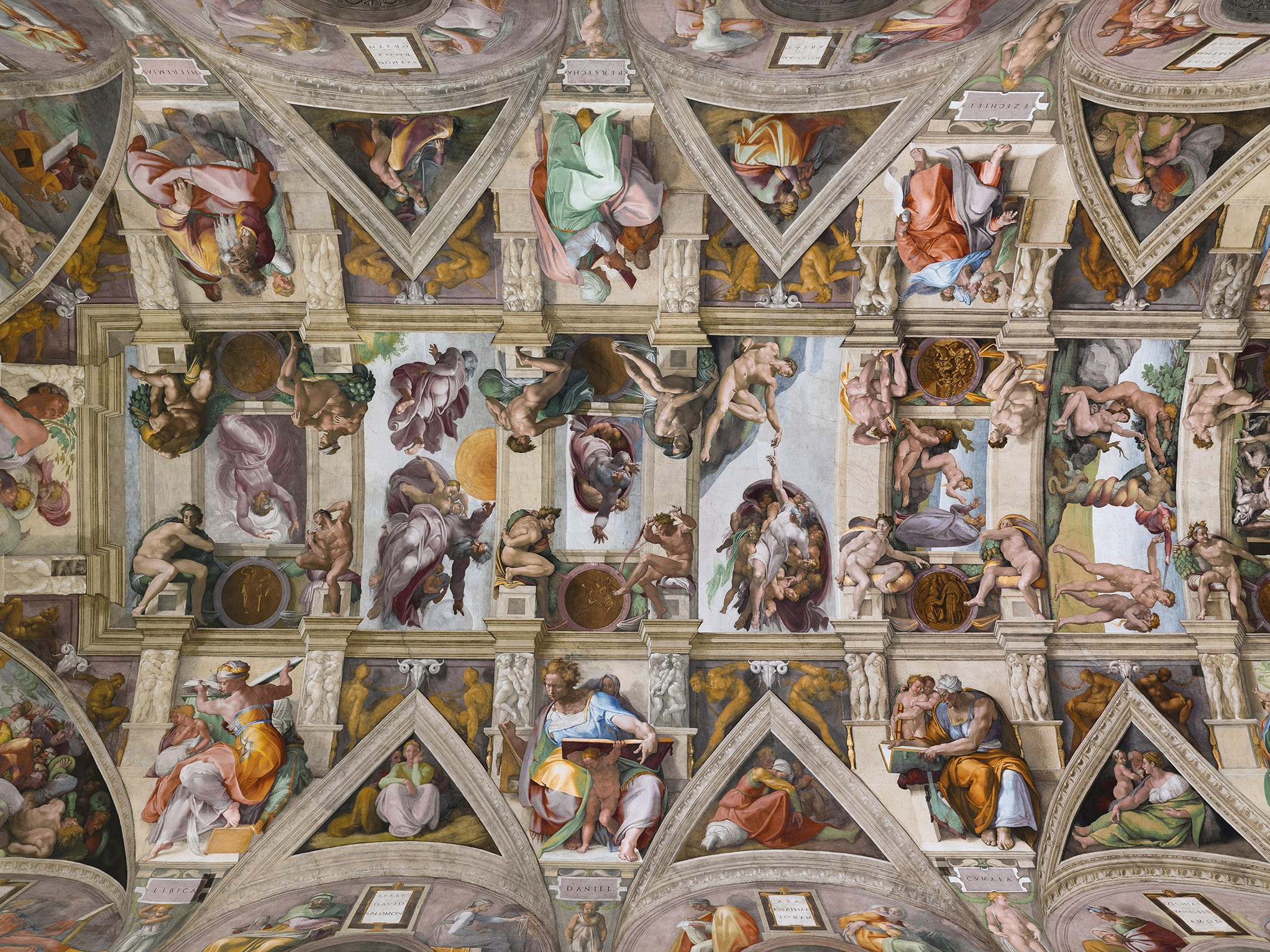
سقف مايكل أنجلو في كنيسة سيستينا.

أدت التصرفات غير المترابطة للبابا التالي الإيطالي أوربان السادس في عام 1378 إلى الانشقاق الغربي، والذي أعاق أي محاولات حقيقية لتحسين حالة روما المتدهورة. كان القرن الرابع عشر وفي ظل غياب البابا أثناء بابوية أفينيون قرن الإهمال والبؤس لمدينة روما لتصل إلى أقل معدلاتها في عدد السكان. مع تأجيل عودة البابا إلى روما باستمرار بسبب الحالة السيئة للمدينة وانعدام السيطرة والأمان، كان من الضروري في البداية تقوية الجوانب السياسية والمذهبية للبابا.
عندما عاد غريغوري الحادي عشر إلى روما في عام 1377، وجد مدينة مليئة بالفوضى السياسية بسبب الصراعات بين طبقتي النبلاء وعامة الشعب. مرت بعدها أربعة عقود من عدم الاستقرار والتي تميزت بالصراع المحلي على القوة بين البلدية والبابوية، والصراع العالمي متمثلا في الانشقاق العظيم والذي في آخره تم انتخاب البابا مارتن الخامس والذي أعاد الاستقرار واضعا أساسات البعث.
في 1433 وقع دوق ميلان فليبو ماريا فيسكونتي معاهدة سلام مع فلورنسا والبندقية، ثم أرسل الكوندوتييرو نيكولو فورتيبراتشيو وفرانشيسكو سفورتسا لإزعاج الدولة البابوية انتقاما لتأييد البابا إيجين الرابع للجمهوريتين السابقتين.
احتل فورتيبراتشيو تيفولي بمساعدة كولونا في أكتوبر 1433 ونهب ريف روما. على الرغم من التنازلات التي قدمها البابا إيجين إلى فيسكونتي إلا أن جنود ميلان لم يتوقفوا عن نهبهم. هذا جعل الرومانيين في 29 مايو 1434 يضعون الجمهورية الرومانية في أيدي البانديريزي (العسكريين). ترك إيجين المدينة بعد بضعة أيام أثناء الليل في 4 يوليو.
إلا أن البانديريزي أثبتوا عدم كفاءتهم في حكم المدينة، ليحرمهم فشلهم وعنفهم من التأييد الشعبي. لذا فقد عادت المدينة ثانية إلى إيجين بواسطة جيش جيوفاني فيتيلليشي في 26 أكتوبر 1434. بعد وفاته في ظروف غامضة أصبحت المدينة في أيدي لودوفيكو سكارامبو. عاد إيجين إلى روما ثانية في 28 سبتمبر 1443.

## روما عصر النهضة
| التسلسل الزمني لروما            | التسلسل الزمني لروما                                                 |
| عصر النهضة والعصر الحديث المبكر | عصر النهضة والعصر الحديث المبكر                                      |
| ------------------------------- | -------------------------------------------------------------------- |
| 1420–1519                       | أصبحت روما مركز النهضة. تأسيس كنيسة القديس بطرس. تأسيس كنيسة سيستين. |
| 1527                            | اللاندسكنيشت ينهبون روما.                                            |
| 1555                            | تأسيس الغيتو.                                                        |
| 1585–1590                       | إصلاحات روما الحضرية في عهد سيكتوس الخامس.                           |
| 1592–1606                       | كارافاجيو يعمل في روما.                                              |
| 1600                            | حرق جوردانو برونو.                                                   |
| 1626                            | تكريس كنيسة القديس بطرس الجديدة.                                     |
| 1638–1667                       | عصر الباروك. برنيني وبوروميني. يصل سكان روما إلى 120,000.            |
| 1703                            | بناء ميناء ريبيتا.                                                   |
| 1732–1762                       | بناء نافورة تريفي.                                                   |

شهد النصف الثاني من القرن الخامس عشر وصول النهضة الإيطالية من فلورنسا إلى روما. أراد البابا أن يتخطى عظمة المدن الإيطالية الأخرى. من أجل هذه الغاية قام الباباوات ببناء الكنائس والجسور والساحات والميادين العامة بصورة مسرفة، بما في ذلك كاتدرائية القديس بطرس الجديدة، وكنيسة سيستين، وبونتى سيستو (أول كوبري على نهر التيبر منذ العصور القديمة)، وبياتزا نافونا. كان الباباوات أيضا رعاة للفنانين أمثال مايكل أنجلو وبيروجيني ورفائيل وجيرلاندايو ولوكا سينيوريللي وبوتيتشيللي وكوزيمو روسيللي.
يقال أن النهضة بدأت في روما تحت الباب نيكولاس الخامس والذي أصبح كبير الأساقفة في 19 مارس 1447، مبشرا بفترة أصبحت فيها المدينة مركزا للإنسانية. كان نيكولاس الخامس أول بابا يزخرف المحكمة الرومانية بالدارسين والفنانين أمثال لورينزو فالا وفاسباسيانو دي بيستيتشي.

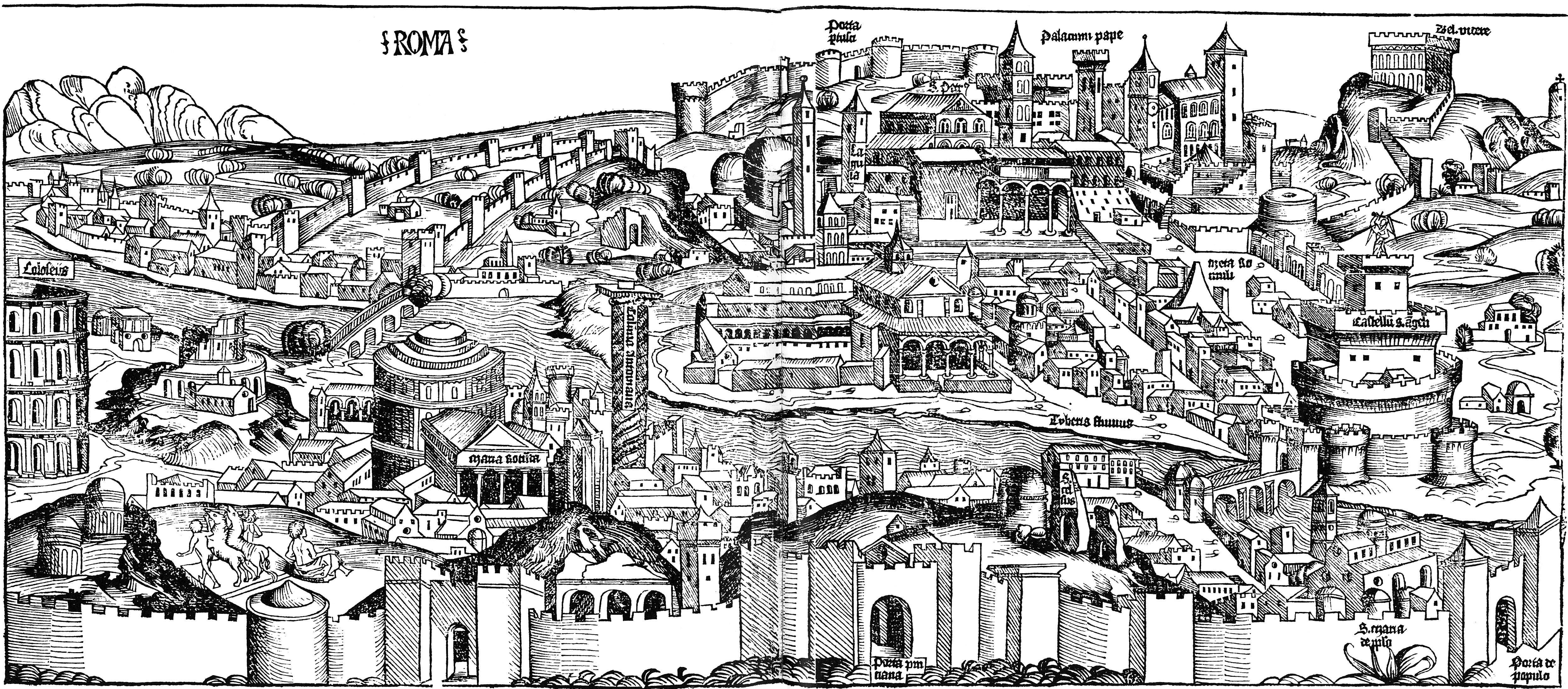
روما في عام 1493.

في 4 سبتمبر 1449 أعلن نيكولاس عن يوبيل في السنة التالية، والذي شهد تدفقا كبيرا من الزوار من جميع أنحاء أوروبا. كانت الحشود ضخمة لدرجة أنه في ديسمبر مات 200 شخص على جسر بونتى سانت أنجلو دهسا تحت الأقدام أو غرقا في نهر التيبر. لاحقا في هذا العام ظهر الطاعون في روما وهرب نيكولاس من المدينة.
إلا أن نيكولاس جلب الاستقرار إلى السلطة المؤقتة للبابوية، والتي لم يكن للإمبراطور أي يد فيها. بهذه الطريقة فقد كان تتويج وزواج فريدريك الثالث إمبراطور الإمبراطورية الرومانية في 16 مارس 1453 مجرد حفلة شعبية. البابوية تحكم روما الآن بيد من حديد. في ناير 1453 تم قمع محاولة من ستيفانو بوركاري لاستعادة الجمهورية، وتم إعدامه هو ومساعديه فرانشيسكو جاباديو وبيترو دي مونتيروتوندو وباتيستا شيارا وأنجيولو رونكوني، إلا أن البابا اكتسب سمعة الخيانة، لأنه وقت بدء الإعدام كان ثملا فلم يستطع تأكيد صفحه عن شيارا ورونكوني.
كان لنيكولاس يد أيضا في تجديد مناطق روما الحضرية بالتعاون مع ليون ألبيرتي، بما في ذلك بناء كنيسة القديس بطرس الجديدة.
تلا نيكولاس البابا كاليستوس الثالث والذي تجاهل سياسات نيوكلاس الثقافية، ليعطي كامل اهتمامه لشغفه الأول: ابن أخيه. تلاه البابا بيوس الثاني من توسكانا بعد وفاة كاليستوس في عام 1458 والذي كان إنسانيا بارزا، لكنه لم يفعل الكثير لروما. في أثناء فترته أعلن لورنزو فالا أن منحة قسطنطين كانت زورا. كان بيوس أول بابا يستخدم البنادق، في حملته ضد ثورة بارونات سافيللي المجاورين لروما في عام 1461. تميزت فترة البابا باول الثاني (1464-1571) فقط بإعادة الاحتفالات، والتي أصبحت فيما بعد حدثا هاما في روما لعدة قرون. في عام 1468 تم الكشف عن مؤامرة ضد البابا والتي دبرها مثقفو الأكاديمية الرومانية والتي أسسها بومبونيو ليتو. تم إرسال المتآمرين إلى قلعة سانت أنجلو.

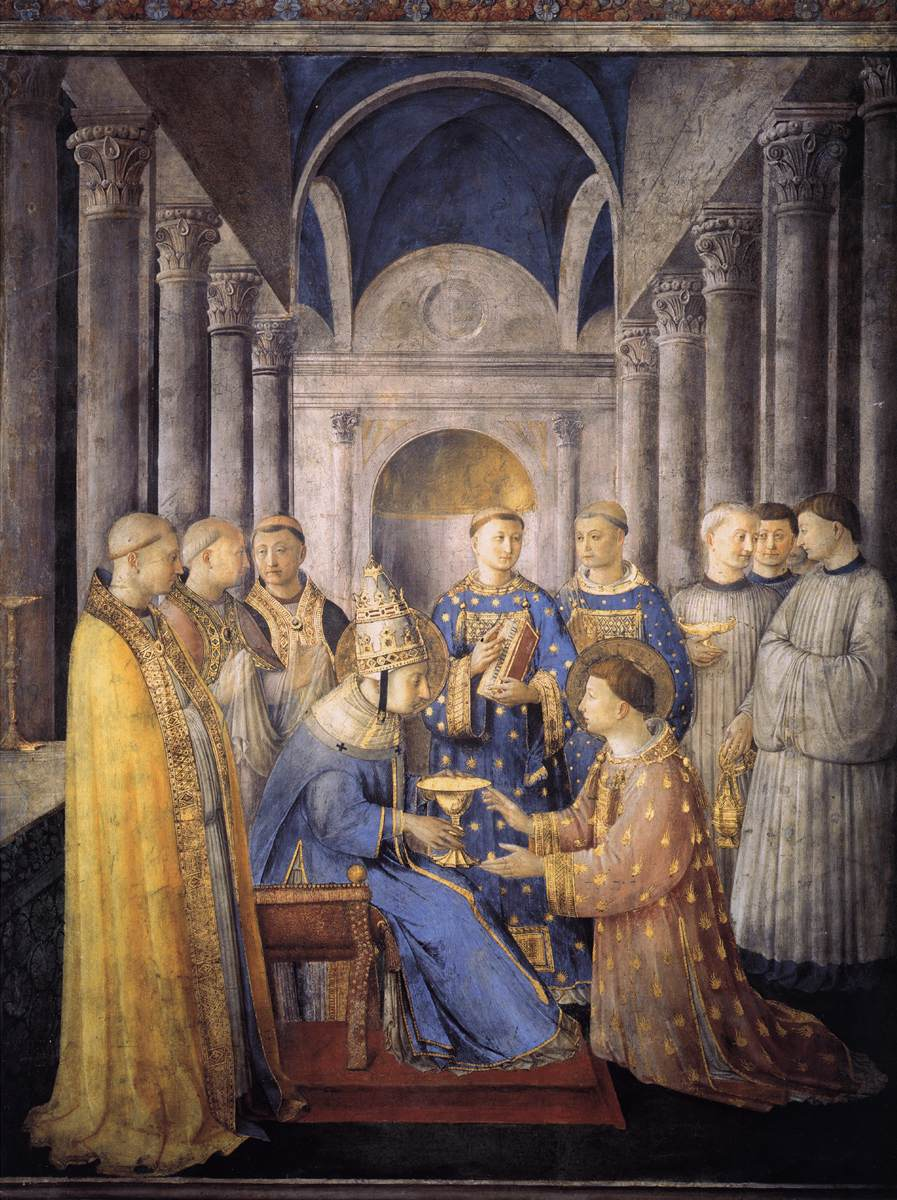
لوحة من عصر النهضة الرومانية

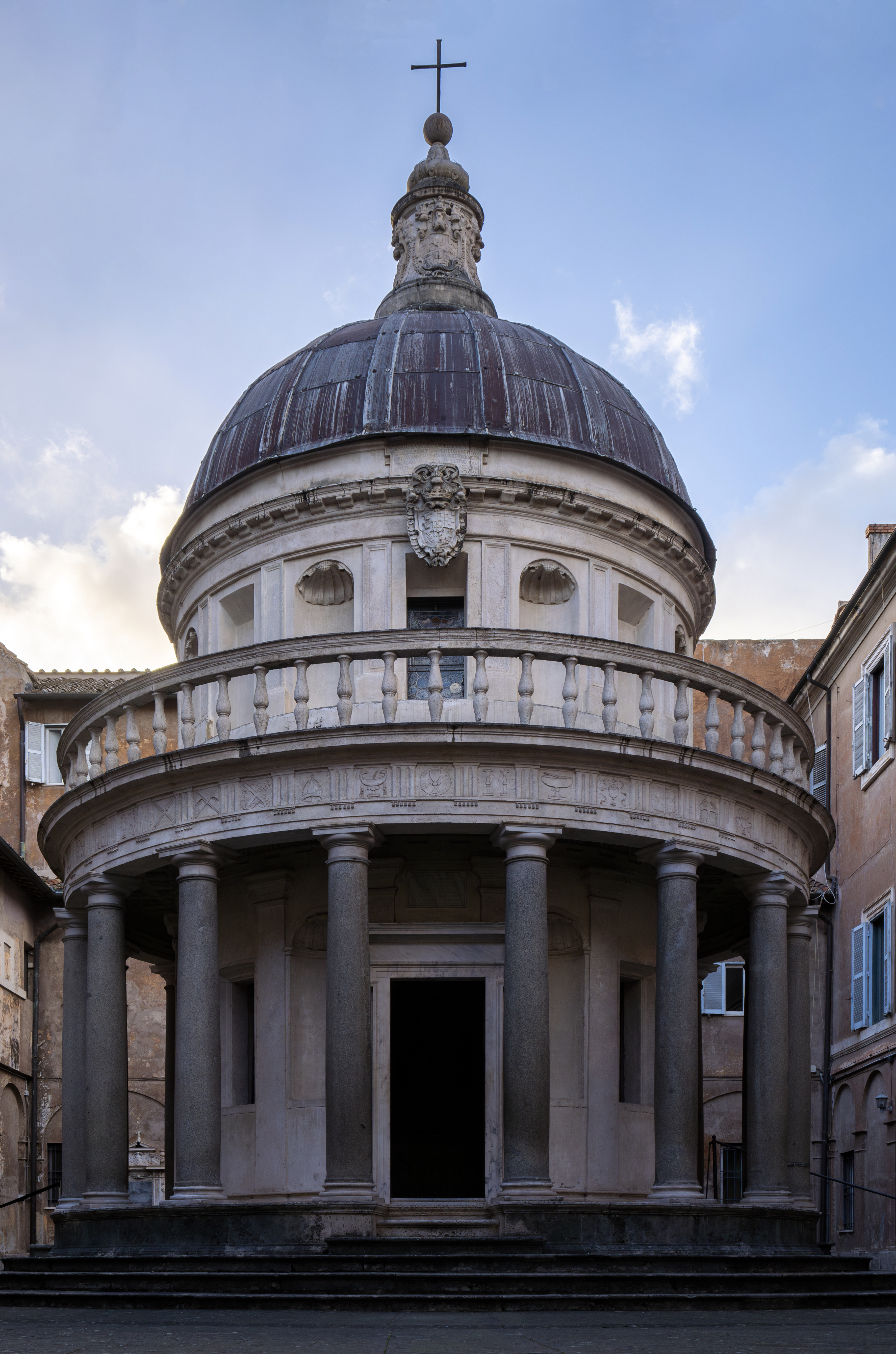
سان بيترو كمثال بارزا على العمارة الإيطالية في عصر النهضة

كان الحدث الأهم هو تنصيب الحبر سيكستوس الرابع والذي يعتبر أول بابا وملك لروما. من أجل أن يحابي قريبه جيرولامو رياريو قام بحملة كونجيورا دي باتسي ضد ميديشي في فلورنسا والتي باءت بالفشل (26 أبريل 1478) كما حارب كولونا وأورسيني في روما. تتطلب سياسة المكيدة والحرب الكثير من الأموال، إلا أن سيكستوس كان باترونا للفن في عهد نيكولاس الخامس. أعاد افتتاح الأكاديمية وفي عام 1471 قام ببناء مكتبة الفاتيكان، والتي كان أول أمين لها بلاتينا. تأسست المكتبة رسميا في 15 يونيو 1475. استعاد أيضا العديد من الكنائس مثل كنيسة سانتا ماريا ديل بوبولو، وكنيسة أكوا فيرجو ومستشفى الروح القدس، كما قام برصف العديد من الطرق وبنى جسرا شهيرا على نهر التيبر والذي لا يزال يحمل اسمه حتى اليوم. كانت كنيسة سيستين مشروعه الهندسي الخاص في قصر الفاتيكان. استخدم في زخرفتها أهم الفنانين في ذلك العصر أمثال مينو دي فيزولي، وساندرو بوتيشيللي، ودومينيكو جيرلاندايو، وبيترو بيروجينو، ولوكا سينيوريللي، وبينتروكيو، كما قام الفنان مايكل أنجلو في القرن السادس عشر بزخرفة سقف بتحفته الخالدة، ليساهم في ما يعتبر أحد أهم الآثار في العالم. مات سيكستوس في 12 أغسطس 1484.
ظهرت الفوضى والفساد والمحسوبية في عصر كل من البابا إينوسنت الثامن وألكسندر السادس (1492-1503). في الفترة بين موت الأول وانتخاب الثاني قُتل أكثر من 220 شخص في المدينة. كان على ألكسندر أن يواجه تشارلز الثامن ملك فرنسا ولذي غزا إيطاليا في عام 1494 ودخل روما في 31 ديسمبر من هذا العام. اختبأ البابا في قلعة سانت أنجلو والتي كانت قد تحولت لحصن حقيقي بواسطة أنتونية دا سانجالو. في النهاية استطاع ألكسندر الحصول على دعم الملك، كما عين ابنه سيزاري بورجيا كمستشار عسكري للملك في الغزو التالي لمملكة نابولي. كانت روما آمنة وبمجرد اتجاه الملك نحو الجنوب، غير البابا تحالفه لينضم إلى الحزب المعادي لفرنسا من الدول الإيطالية والذي في النهاية أجبر تشارلز على الهرب نحو فرنسا.
فضل البابا ألكسندر ابنه سيزاري القاسي وأعطاه دوقيته الخاصة من الدولة البابوية، وطرد من روما كل أعداء سيزاري مثل عائلة أورسيني. في عام 1500 استضافت المدينة يوبيلا جديدا، لكنها أصيحت غير آمنة خاصة في الليل حيث سيطرت عصابة اسمها «برافي» على شوارع المدينة.
كان للنهضة تأثير كبير على مظهر روما بأعمال مثل بييتا بواسطة مايكل أنجلو واللوحات الجدارية في شقة بورجيا في عصر إينوسنت. وصلت روما لأعلى نقاط العظمة تحت حكم البابا يوليوس الثاني (1502-1513) وليو العاشر وكلمنت السابع التاليين له، وكلاهما من عائلة ميديشي. في هذه الفترة المكونة من عشرين سنة أصبحت روما أعظم مراكز الفن في العالم. هُدمت كنيسة القديس بيتر القديمة وشرعوا في بناء واحدة جديدة. استضافت المدينة فنانين أمثال برامنتي والذي بنى معبد سان بيترو، وخطط للمشروع العظيم لتجديد الفاتيكان. اشتفات المدينة أيضا رفائيل والذي أصبح أشهر الرسامين في إيطاليا والذي رسم لوحات جدارية في كابيلا نيكولينا، وفيلا فارنيسيا، وحجرات رفائيل، والعديد من اللوحات المشهورة الأخرى. بدأ مايكل أنجلو زخرفة سقف كنيسة سيستين ونحت تمثال موسى الشهير من أجل مقبرة يوليوس. فقدت روما جزء من شخصيتها الدينية مع عدد كبير من الاحتفالات وسباقات الخيل والحفلات والمؤامرات والمجون. كان اقتصاد روما مزدهرا مع وجود العديد من أصحاب البنوك من توسكان مثل أجوستينو كيجي صيدق رفائيل وراعي الأدب. على الرغم من موته المبكر، إلا أن رفائيل دعا لأول مرة إلى حفظ الآثار القديمة.

## التاريخ الحديث المبكر

### نهب روما

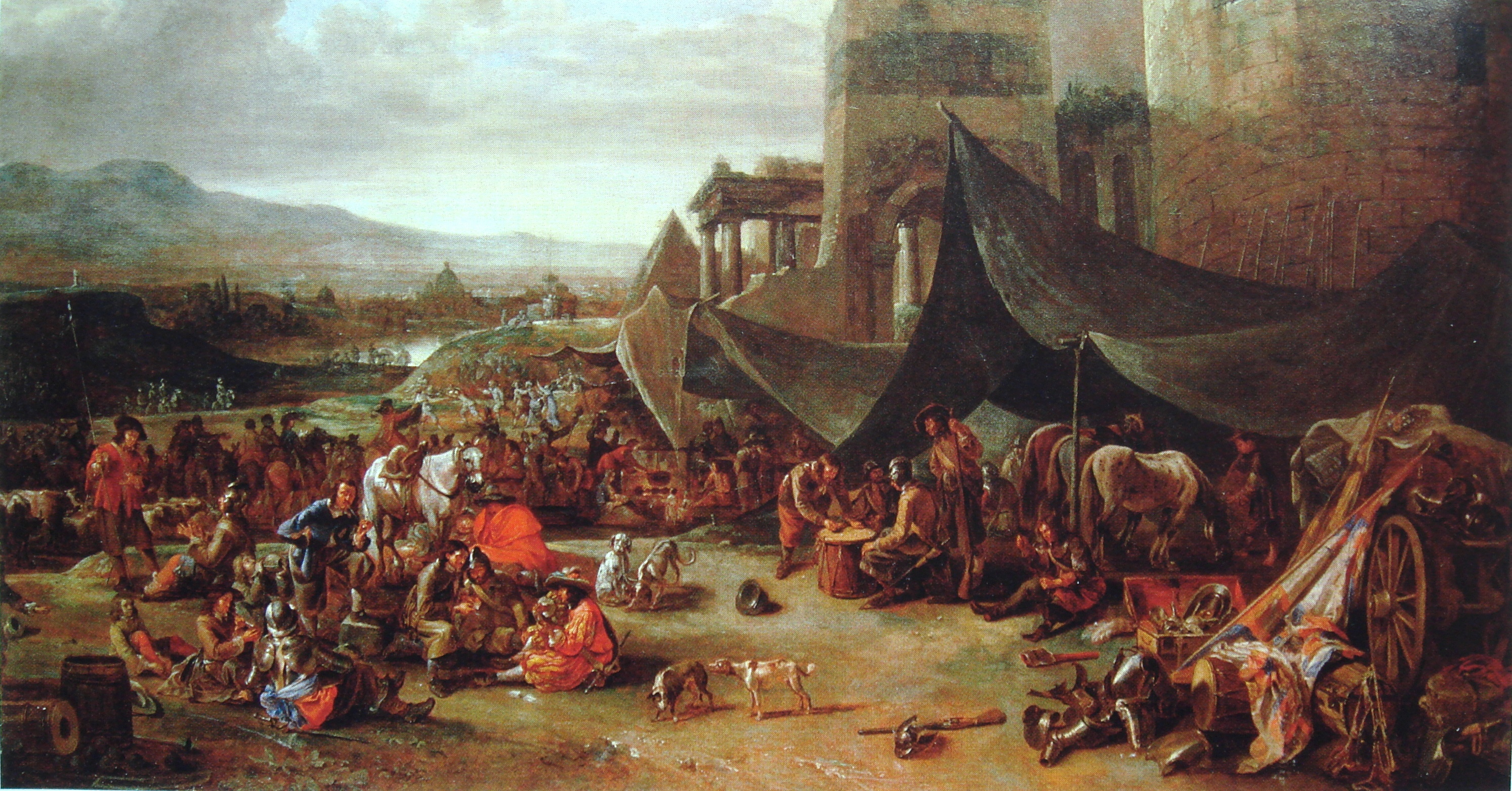
نهب روما 1527 بريشة الفنان يوحنا لنغلباخ، القرن السابع عشر.

في عام 1527 أدت الأفعال المبهمة التي قام بها البابا الثاني من ميديشي البابا كليمنت السابع إلى نهب روما الدرامي بواسطة القوات الإمبراطورية كارلوس الخامس إمبراطور الإمبراطورية الرومانية المقدسة. بعد إعدام حوالي ألف مدافع عن المدينة بدأت أعمال السلب والنهب. تدمرت المدينة لعدة أيام وقُتل العديد من المواطنين أو هربوا للحماية خارج الأسوار. من 189 حارسا سويسريا في الخدمة لم ينج منهم سوى 42. اعتُقل البابا نفسه لعدة أشهر في قلعة سانت أنجلو. أنهت أعمال النهب واحدة من أكثر الفترات ازدهارا في روما الحديثة.
أدى يوبيل عام 1525 إلى مهزلة، حيث انتشرت ادعاءات مارتن لوثر في أنحاء أوروبا واحتقاره لطمع البابا في الأموال. أصبحت هيبة روما في مهب الريح مع الانشقاقات في كنيسة ألمانيا وإنجلترا. حاول البابا بولس الثالث (1534-1549) إصلاح الوضع عن طريق عقد مؤتمر ترينتو، على الرغم من كونه أكثر الباباوات فسادا على الإطلاق. بل إنه حتى فصل بارما وبياتشنزا عن الدولة البابوية ليكوّن دوقية مستقلة لابنه بيير لويجي. أكمل رعاية الفن كذلك حيث دعم عمل مايكل أنجلو المعروف باسم الحكم الأخير، كما طلب منه تجديد الكامبيدوليو والبناء الساري لكنيسة القديس بطرس. بعد صدمة أعمال النهب استدعى المعماري الرائع جيوليانو دي سانيالو لتقوية أسوار مدينة ليونينية.
أصبحت الحاجة من أجل تجديد العادات الدينية واضحة في فترة الأجازة بعد موت بولس، عندما امتلأت شوارع روما بالسائرين المقنّعين الذين يهجون الكردينالات الذين حضروا الاجتماع السري. الاتنين التاليين لبولس كانا شخصيتين ضعيفتين والذين لم يفعلا أي شيء للهروب من السيادة الإسبانية على روما.

### الإصلاحات المضادة
تم انتخاب البابا بولس الرابع في عام 1555 والذي كان عضوا في الحزب المناهض للإسبان في حرب إيطاليا 1551-1559، إلا أن سياسته أدت إلى محاصرة قوات مملكة نابولي لروما من جديد في عام 1556. سعى بولس إلى السلام، إلا أنه كان عليه قبول سيادة فيليب الثاني ملك إسبانيا. كان بولس واحدا من أكثر الباباوات المكروهين على الإطلاق، وبعد موته أحرق حشد غاضب مقر محاكم التفتيش ودمروا تمثاله الرخامي على الكامبيدوليو.
تمثلت إصلاحات بولس المضادة في أوامره بأن منطقة مركزية في روما تكون محدودة حول بورتيكوس أوكتافيا، والتي تعرف باسم الغيتو الروماني، وهي المنطقة التي سيُجبر اليهود على العيش فيها لاحقا في عزلة. كان عليهم أن يبقوا في منطقة سانت أنجلو ويُغلق عليهم ليلا. كما أقر البابا أن على اليهود أن يلبسوا علامة مميزة: قبعات صفراء للرجال ونقاب للنساء. استمر الغيتو اليهودي طوال 315 سنة التالية في أوروبا.

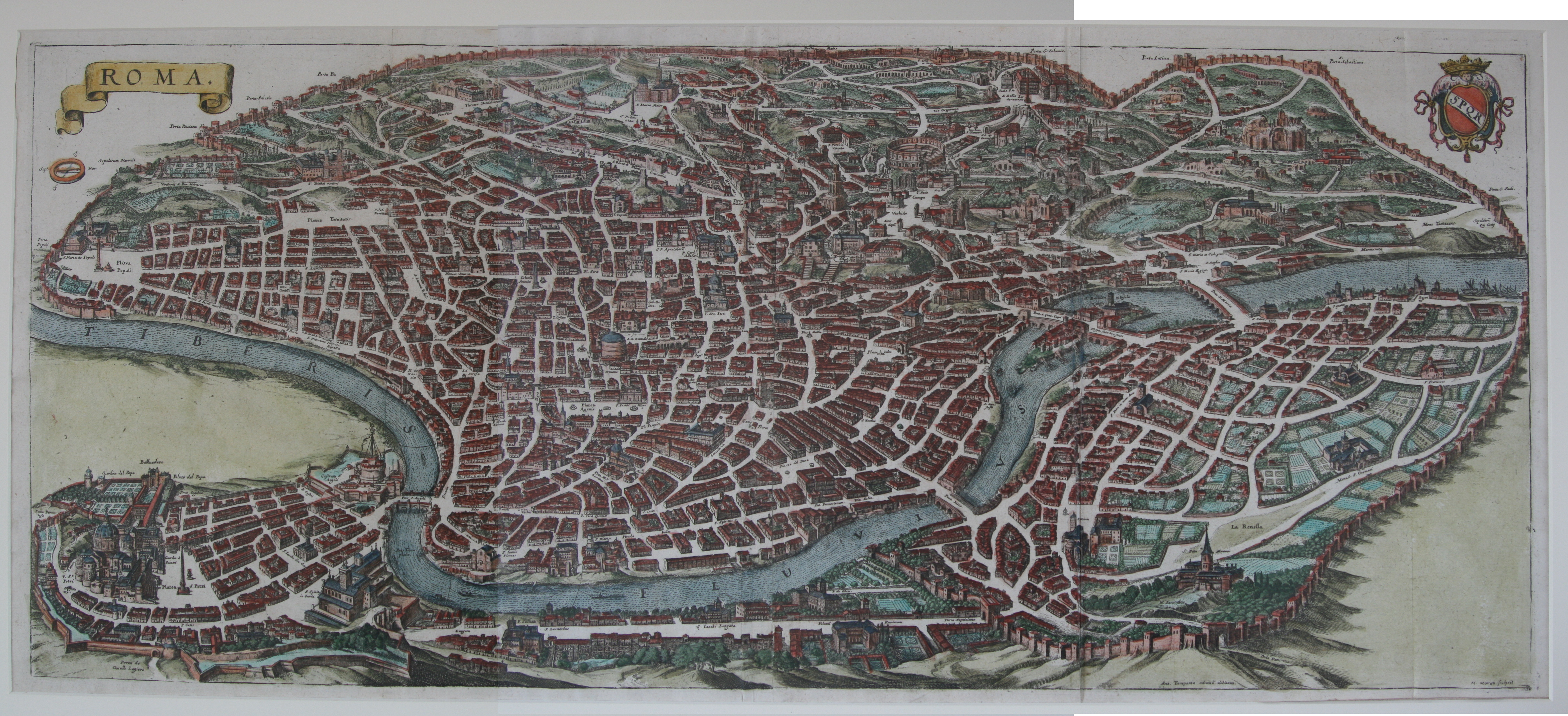
خريطة روما في عام 1688 من توبوغرافيا إيطاليا.

ازدادت سرعة الإصلاحات المضادة بعد بولس الرابع مع البابا بيوس الرابع وخاصة بيوس الخامس. كان يوليوس الرابع محبا للمحسوبية خاصة في مجال القضاء. أعطى كل من بيوس الخامس وبوروميو شخصية الإصلاحات المضادة لروما. أُزيلت العظمة من المحاكم وتم نفي الأشخاص الهزليين، كما كان على الكاردينالات والأساقفة العيش في المدينة. كان المهرطقون والزناة يُعاقبون أشد العقاب. تم نفي العاهرات أو حصرهم في حي واحد. عادت سلطة محاكم التفتيش في المدينة وأعيد بناء القصر الخاص بها مع زيادة المساحة من أجل السجون. في هذه الفترة افتتح مايكل أنجلو بورتا بيا وحول حمامات ديوكلتيانوس إلى كاتدرائية سانتا ماريا الرائعة، حيث دُفن البابا بيوس الرابع.
تلاه غريغوري الثالث عشر والذي تعتبر إصلاحاته فاشلة لأنه حاول استخدام إجراءات أضعف مقارنة ببيوس، فشعرت العناصر السيئة في السكان الرومانيين بالحرية في عبثهم في شوارع المدينة. كتب الكاتب والفيلسوف الفرنسي ميشيل دي مونتين أن «لم تكن الحياة والممتلكات في خطر في عصر أكثر من عصر غريغوري الثالث عشر»، بل ظهرت أخوية في روما تقوم بالزواج من نفس الجنس في كنيسة سان جيوفاني. كما عادت العاهرات التي نفاهن بيوس من جديد.
كان لسيكستوس الخامس مزاج مختلف. فعلى الرغم من قصر مدة حكمه (1585-1590) إلا أن فترة حكمه تعتبر واحدة من الأكقر تأثيرا في تاريخ روما الحديث. كان سيكستوس الخامس أكثر شدة حتى من بيوس الخامس لدرجة أنه أطلق عليه اسم كاستيجاماتي والتي تعني «مُعاقب المجانين»، وبابا دي فيرو والتي تعني «البابا الحديدي»، والديكتاتور، بل إنه أطلق عليه الشيطان حيث لم يتعامل أي بابا من قبله بمثل هذا التصميم على إصلاح الكنيسة والتقاليد. أعاد سيكستوي تنظيم الدولة البابوية وإدارتها، ونظف شوارع روما من اللصوص وقطاع الطرق والقوادين. بل حتى الكاردينالات والنبلاء لم يعتبروا أنفسهم بمنأى عن سياسته. اتجهت الأموال القادمة من الضرائب –والتي أصبحت في فترة حكمه لا تضيع في الفساد- نحو مشاريع بناء طموحة. قام بإصلاح بعض القنوات المائية القديمة وبنى قنوات جديدة. اتجه أيضا إلى بناء مبان جديدة في بعض الأحياء البعيدة مثل إسكويلينو وفيمينالي وكويرينالي، بينما هُدمت بعض المباني القديمة في مركز المدينة لإفساح المجال لشوارع واسعة جديدة. كان هدف سيكستوس الرئيسي هو تأهيل روما لتكون مقصدا للزوار، وكان الغرض من الشوارع الجديدة إفساح الطريق نحو الكاتدرائيات الرئيسية. تم نقل الكاتدرائيات القديمة أو زخرفتها مثل كاتدرائية القديس يوحنا وكاتدرائية سانتا ماريا وكاتدرائية القديس بطرس.

### عصر الباروك

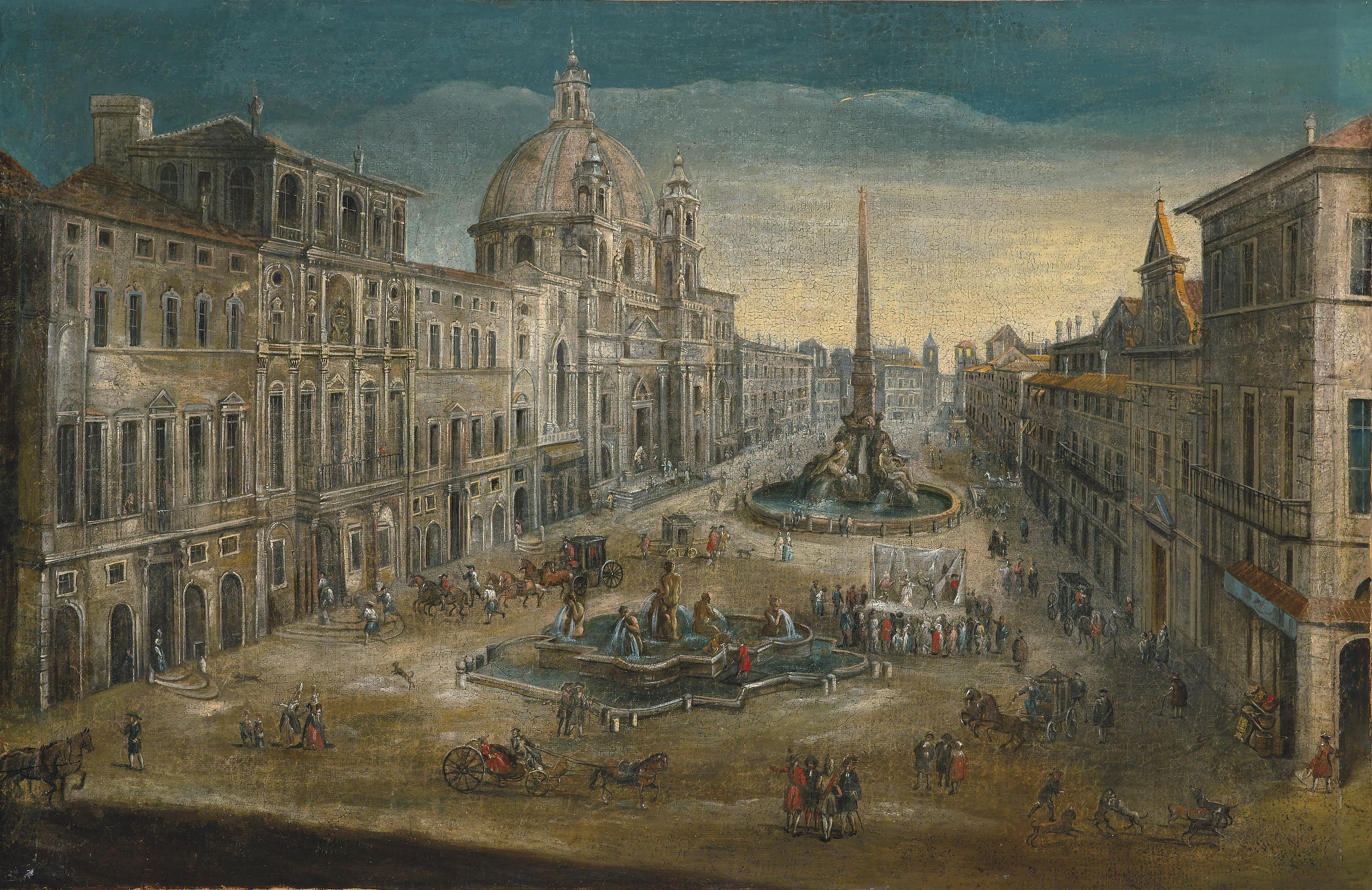
ميدان بياتزا نافونا في وسط روما في القرن السابع عشر

في القرن الثامن عشر وصلت البابوية إلى قمة قوتها المؤقتة حيث شملت الدولة البابوية على معظم إيطاليا بما في ذلك لاتيوم وأومبريا ومارش ورافينا وفيريرا وبولونيا وامتدت في الشمال حتى إميليا-رومانيا، بالإضافة إلى المقاطعات الصغيرة بينيفينيتو وبونتيكورفو في جنوب إيطاليا ومقطاعة كومتات فينيسن حول أفينيون في جنوب فرنسا.
ازدهرت عمارة الباروك وعمارة روكوكو في روما. بدأ العمل على نافورة تريفي في 1732 وانتهى في 1762. تم تصميم السلالم الإسبانية في عام 1735، كما تم الانتهاء من مقبرة البابا كليمنت الثالث عشر بواسطة أنطونيو كانوفا في عام 1792.
أصبح متحف بالاتسو نووفو أول متحف عام في العالم في عام 1734.
تم نقش بعضا من أهم المناظر في روما في القرن الثامن عشر بواسطة جوفاني باتيستا بيرانيزي والذي ألهمت نظرته الثاقبة لروما الكلاسيكية العديدين لزيارة المدينة وفحص الأنقاض بأنفسهم.

## التاريخ الحديث
| التسلسل الزمني لروما | التسلسل الزمني لروما                                        |
| روما الحديثة         | روما الحديثة                                                |
| -------------------- | ----------------------------------------------------------- |
| 1798–1799 و1800–1814 | الاحتلال الفرنسي.                                           |
| 1848–1849            | الجمهورية الرومانية مع مازيني وغاريبالدي.                   |
| 1870                 | القوات الإيطالية تستولي على روما.                           |
| 1874–1885            | بناء محطة تيرميني وتأسيس الفوتيريانو.                       |
| 1922                 | الزحف على روما.                                             |
| 1929                 | اتفاقية لاتران.                                             |
| 1932–1939            | بناء الشينشيتا.                                             |
| 1943                 | قصف روما.                                                   |
| 1960                 | روما تستضيف الألعاب الأوليمبية الصيفية.                     |
| 1975-1985            | من الإرهاب. موت ألدو مورو. اغتيال البابا يوحنا بولس الثاني. |
| 1990                 | روما تستضيف بطولة كأس العالم لكرة القدم.                    |
| 2000                 | روما تستضيف اليوبيل.                                        |

### توحيد إيطاليا
في عام 1870 أصبح البابا في وضع مشكوك فيه عندما تم اجتياح روما بواسطة قوات تحت قيادة بييمونتي والتي وحدت باقي إيطاليا بعد مقاومة صورية من الدولة البابوية. بين عامي 1861 و1929 كان يُشار إلى حالة البابا بأنها «كويستيونا رومانا» والتي تعني السؤال الروماني. لم يتم إزعاج الباباوات التاليين في قصرهم، إلآ أنه تم تعديل بعض الصلاحيات عن طريق قانون الضمانات والذي يشمل الحق في إرسال واستقبال السفراء. إلا أن البابا لم يقر حق الملك الإيطالي في حكم روما ورفض مغادرة الفاتيكان إلى أن حُلت المشكلة في عام 1929. استمرت الدول الأخرى في كسب الاعتراف الدولي ككيانات ذات سيادة.
قطع حكم البابا الجمهورية الرومانية (1798)، والتي كانت تحت تأثير الثورة الفرنسية. أثناء فترة حكم نابليون ضُمت روما إلى إمبراطوريته وكانت فعليا جزء من فرنسا. بعد سقوط إمبراطورية نابليون عادت الدولة البابوية عن طريق مؤتمر فيينا ما عدا أفينيون وكومتات فيناسين والتي أصبحت جزء من فرنسا.

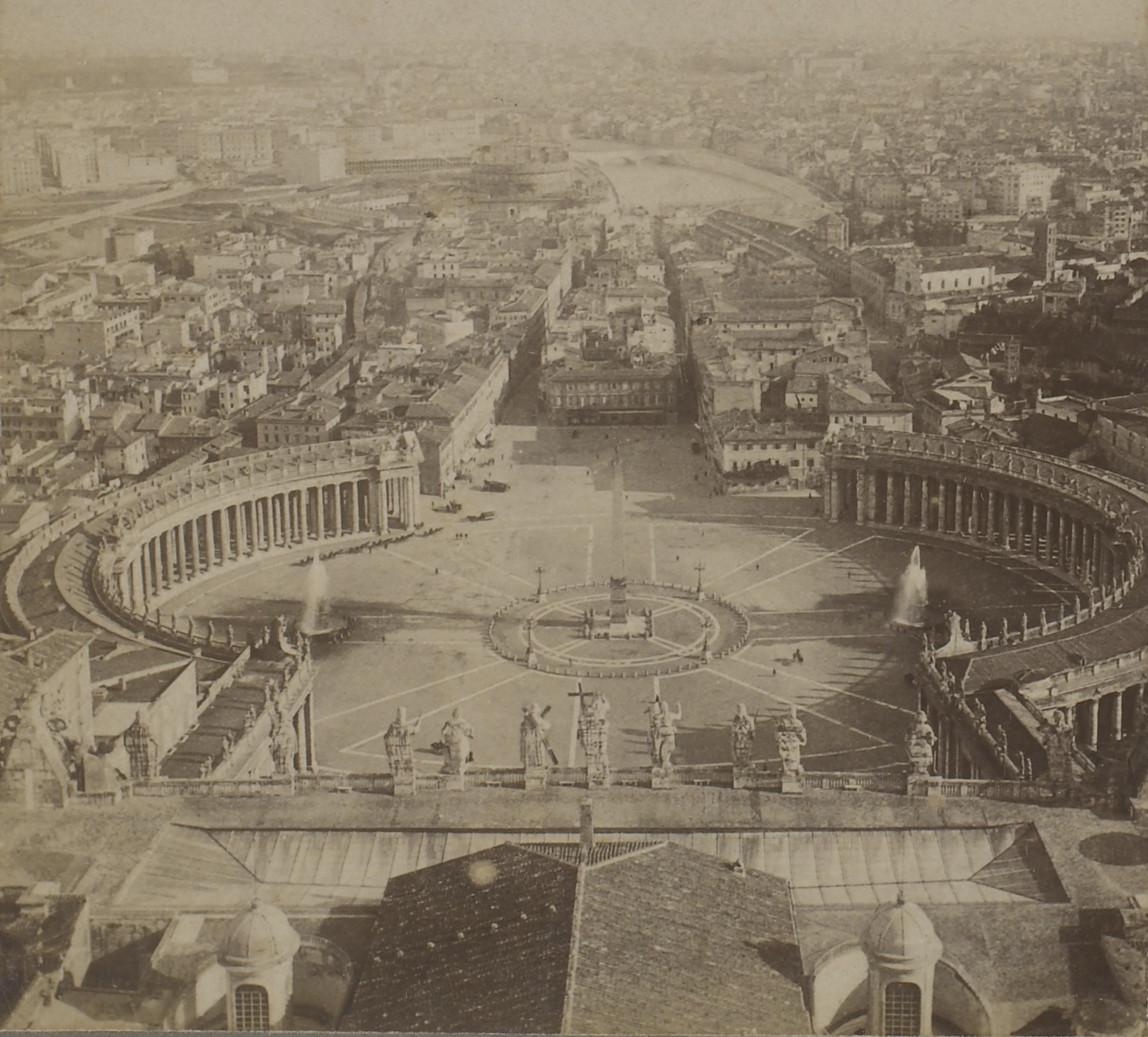
روما من قبة كاتدرائية القديس بولس 1901.

ظهرت جمهورية رومانية أخرى في عام 1849 في إطار ثورات 1848. اثنان من أهم شخصيات توحيد إيطاليا هما جوزيبي مازيني وجوزيبي غاريبالدي والذين قاتلا لصالح الجمهورية الرومانية قصيرة الأجل. إلا أن أعمال هذين الرجلين لم تكن لتوحد إيطاليا بدون القيادة الماكرة لكاميلو بينسو دي كافور وزير دفاع مملكة سردينيا.
حتى من بين الذين أرادوا توحيد إيطاليا، لم تتفق المجموعات المختلفة على الشكل الذي ستأخذه الدولة الموحدة. اقترح فينتشنزو جيوبيرتي (قسيس في مملكة سردينيا) تكوين اتحاد كونفدرالي من الدول الإيطالية تحت قيادة البابا. نُشر كتابه «عن السيادة الأخلاقية والمدنية للإيطاليين» في عام 1843 وكوّن رابطا بين البابوية والوحدة المنشودة. أراد العديد من الثوار جمهورية، إلا أنه في النهاية كان هناك ملك ووزيره المساعد والذي كانت لديه القوة في توحيد الدول الإيطالية تحت حكم مطلق.
في أثناء محاولته لتوحيد شمال إيطاليا تحت حكم مملكة سردينيا شرع كافور في بعض الصناعات الضخمة ليصبح القائد الاقتصادي لإيطاليا. اعتقد أنه بفعله هذا ستقع باقي الدول الإيطالية تحت يديه. أرسل كافور جيش سردينيا إلى حرب القرم لينضم إلى الفرنسيين والبريطانيين. ومع تحقيق بعض النجاحات الصغيرة في الحرب ضد روسيا، ظهرت العلاقات الودية بين مملكة سردينيا وفرنسا وهي العلاقة التي سيتم استغلالها في المستقبل.
تعتبر عودة البابا بيوس التاسع إلى روما بمساعدة القوات الفرنسية نقطة إقصاء روما من عملية التوحيد والتي تجسدت في حرب الاستقلال الإيطالية الثانية وحملة الألف. بعد ذلك أصبح كل إيطاليا فيما عدا روما وفينيتو تحت حكم بيت سافوي. هاجم جاريبالدي صقلية أولا لحسن حظه مع التخفي في بعض السفن البريطانية العابرة، وهبط دون مقاومة.
بأخذه الجزيرة استنكر كافور أعمال جاريبالدي بشدة إلا أنه كان يؤيده في السر بالأسلحة والإمدادات. استمرت هذه السياسة عند عبور جاريبالدي لمضيق ميسينا. طلب كافور سرا من الأسطول البريطاني أن يسمحوا لقوات جاريبالدي بعبور البحر، وفي نفس الوقت استنكر أفعاله في العلن. نجحت المناورة وممكنت جاريبالدي عبقريته العسكرية من أخذ كامل المملكة.
اتجه كافور بعد ذلك لأخذ فينيتيا ولومباردي عن طريق التحالف مع فرنسا. هاجم الإيطاليون والفرنسيون معا الدولتين بحيث تتولى فرنسا مدينة نيس ومنطقة سافوي في المقابل. إلا أن الفرنسيين انسحبوا من اتفاقهم بعد فترة قصيرة، ليُغضبوا كافور والذي استقال بعدها. تم الاستيلاء على لومبادري فقط في ذلك الحين.
إلا أنه مع تمركز القوات الفرنسية في روما، تم استدعاء كافور إلى المكتب حيث رأي فرصة لجاريبالدي في مهاجمة الدولة البابوية وضرب العلاقات الإيطالية الفرنسية. اتجه جيش ساردينيا لمهاجمة الدولة البابوية إلا أنه بقي خارج روما.
إلا أنه في الحرب النمساوية البروسية تم عقد اتفاق بين إيطاليا الجديدة وبروسيا والذي بموجبه ستهاجم إيطاليا النمسا في مقابل منطقة فينيتيا. حققت الحرب نجاحا كبيرا للبروسيين (على الرغم من أن الإيطاليين لم ينتصروا في أي معركة) وأصبحت الجبهة الشمالية لإيطاليا مكتملة.
في يوليو 1870 اندلعت الحرب الفرنسية البروسية ولم يكن في مقدور الإمبراطور الفرنسي نابليون الثالث حماية الدولة البابوية أكثر من ذلك. بعد فترة قصيرة دخل الجيش الإيطالي روما تحت قيادة الجنرال رفائيل كادورنا في 20 سبتمبر بعد هجوم بالمدفعية لثلاث ساعات من خلال بورتا بيا. تم احتلال مدينة ليونينية في اليوم التالي وشكل كادورنا حكومة مؤقتة من النبلاء المحليين لتجنب ظهور فصائل متطرفة. انضمت روما ولاتيوم إلى مملكة إيطاليا بعد استفتاء عام عُقد في 2 أكتوبر. صوت 133,681 لصالح الانضمام واعترض 1507 (في روما نفسها صوت 40,785 بنعم و57 بلا).
بعد أخذ روما أخيرا كانت الحكومة الإيطالية تنوي السماح للبابا بيوس التاسع الإبقاء على حكمه لجزء من روما غرب نهر التيبر والتي تعرف باسم مدينة ليونينة كجزء صغير متبق من الدولة البابوية، إلا أن بيوس رفض لأن قبوله كان ليعني الإقرار الضمني بشرعية حكم المملكة الإيطالية لأراضيه السابقة. بعد أسبوع واحد من دخول روما كانت القوات الإيطالية قد استولت على كامل المدينة وأقرت الأمان من أجل القصر الرسولي، حيث صوت السكان على الانضمام إلى إيطاليا. في 1 يوليو 1871 أصبحت روما رسميا عاصمة إيطاليا الموحدة ومنذ ذلك الوقت وحتى يونيو 1929 لم يكن للبابا أي حكم فعلي.
أشار البابا لنفسه في هذه الفترة باسم «سجين الفاتيكان»، على الرغم من أنه لم يكن ممنوع فعليا من الذهاب حيثما يريد. أخذ بيوس التاسع بعض الخطوات لضمان الاكتفاء الذاتي مثل تأسيس صيدلية الفاتيكان. عُرف النبلاء الإيطاليون الذين أصبحوا كذلك بفضل البابا لا بفضل المملكة باسم النبالة السوداء أثناء هذه الفترة بسبب حدادهم المزعوم.

### مملكة إيطاليا

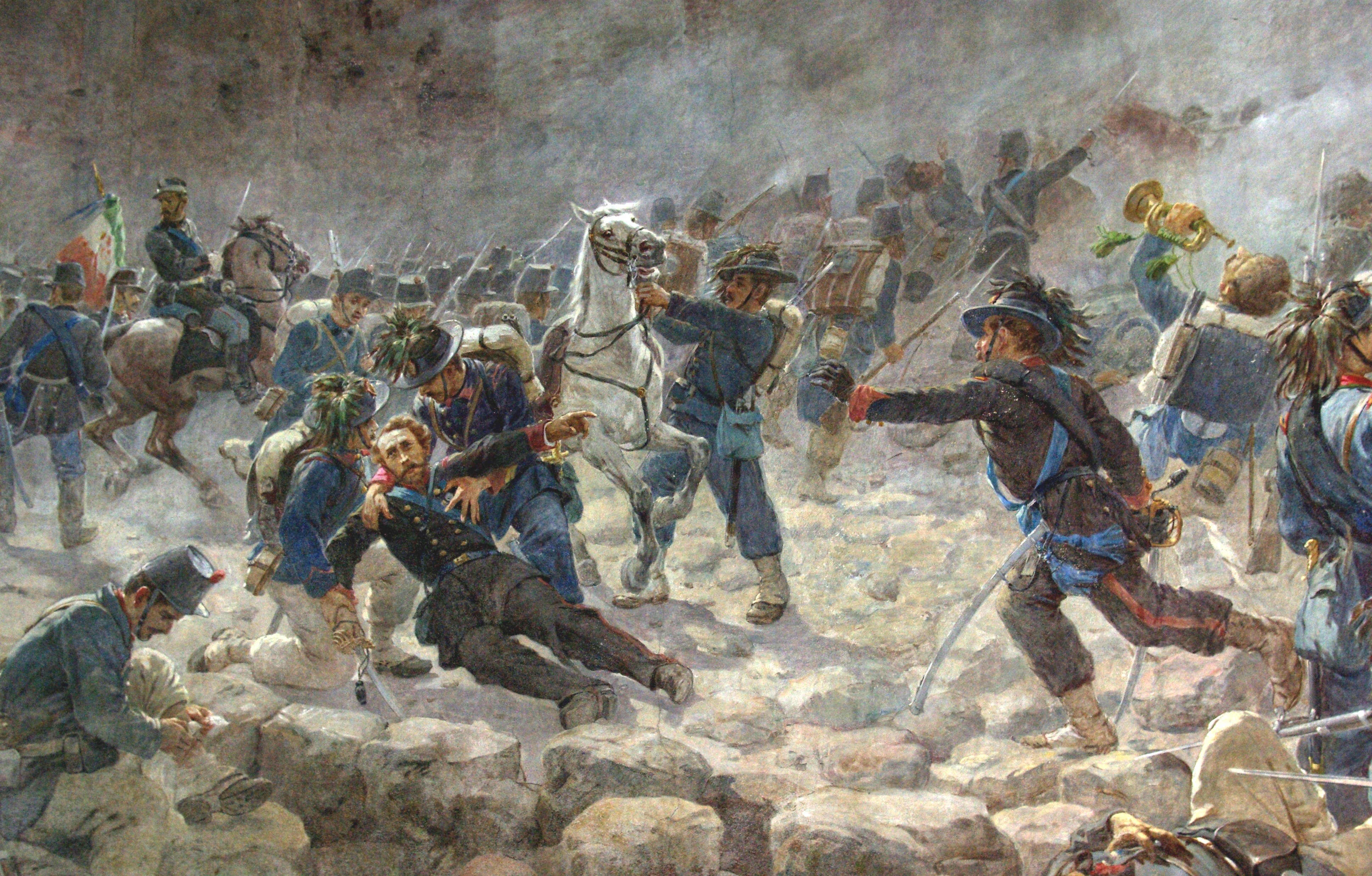
جنود إيطاليون يستولون على روما 1870.

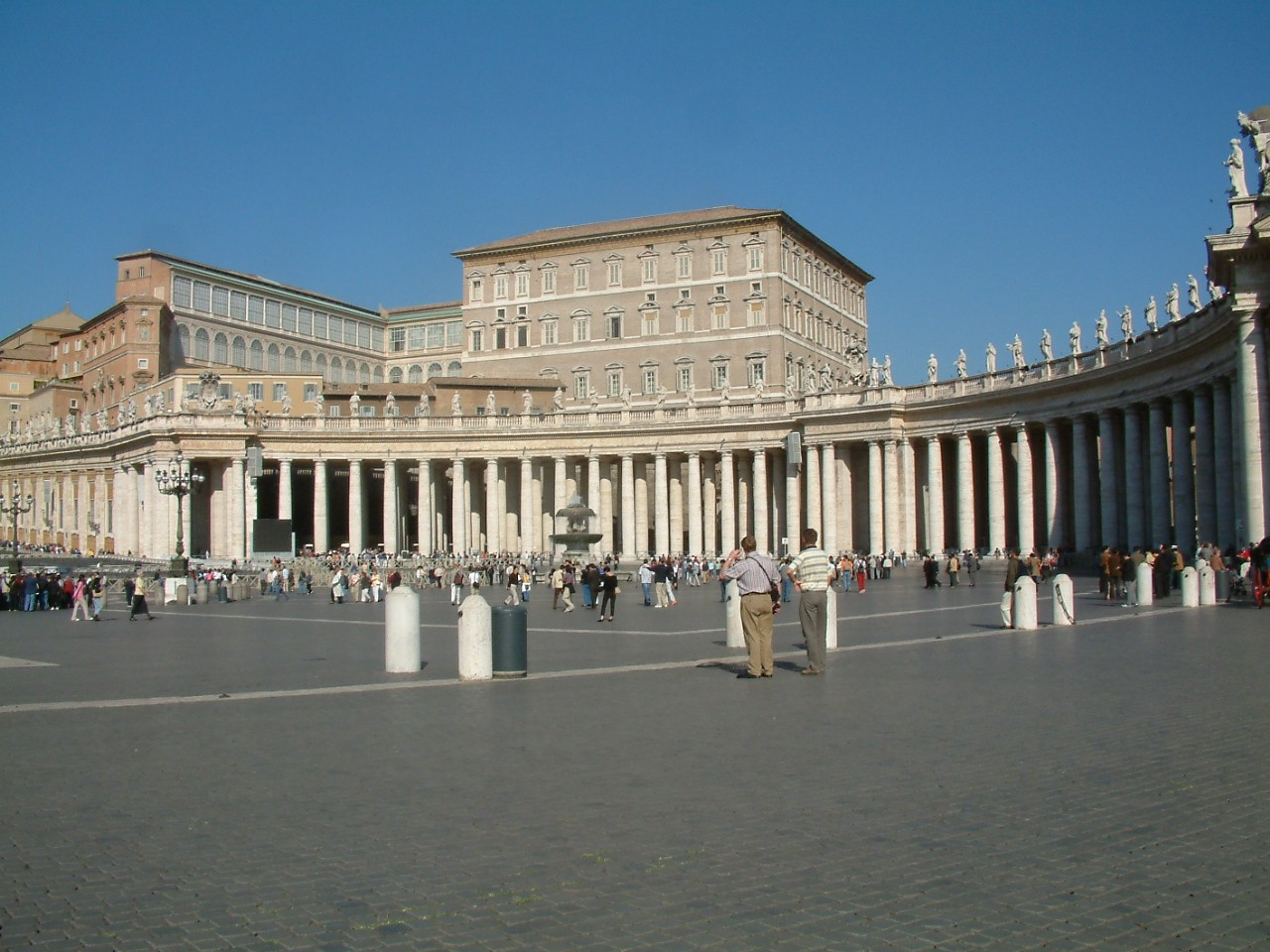
القصر الرسولي.

أصبحت روما مركز آمال الاتحاد الإيطالي عندما اتحدت إيطاليا تحت مملكة إيطاليا مع عاصمتها المؤقتة فلورنسا. في 1861 تم إعلان روما عاصمة إيطاليا على الرغم من أنها كانت لا تزال تحت حكم البابا. في ستينات القرن التاسع عشر كانت آخر بقايا الدولة البابوية تحت حماية الفرنسيين بقيادة نابليون الثالث. ولم تستطع القوات الإيطالية الاستيلاء على روما إلا بعد رفع حماية الفرنسيين في 1870 بسبب اشتعال الحرب الفرنسية البروسية. بعد ذلك أعلن البابا بيوس التاسع نفسه سجينا في الفاتيكان، وفي 1871 انتقلت عاصمة إيطاليا من فلورنسا إلى روما.
بعد الحرب العالمية الأولى، شهدت روما صعود الفاشية إلى الحكم بقيادة بينيتو موسوليني والذي بطلب من الملك فيكتور إيمانويل الثالث زحف نحو المدينة في 1922 وأعلن إمبراطورية جديدة (الإمبراطورية الاستعمارية الإيطالية) وتحالف مع ألمانيا النازية.
شهدت الفترة بين الحربين العالميتين ارتفاعا سريعا في عدد سكان المدينة لتتجاوز المليون نسمة.
تم حل السؤال الروماني أخيرا في 11 فبراير 1929 بين الكرسي الرسولي ومملكة إيطاليا عُقدت اتفاقية لاتران عن طريق بينيتو موسوليني بالنيابة عن الملك فيكتور إيمانويل الثالث والكاردينال السري للدولة البابوية بيترو جاسباري نيابة عن البابا بيوس الحادي عشر. الاتفاقية والتي أصبحت فعالة في 7 يونيو 1929 اعترفت بدولة الفاتيكان المستقلة، وإعطاء الكاثوليكية الإيطالية وضعا خاصا في إيطاليا.
أثناء الحرب العالمية الثانية عانت روما من القصف (خاصة على سان لورنزو) ولكنها لم تعاني من أضرار جسيمة لأن أيا من الدول المتحاربة لم يريدوا تعريض حياة بيوس الثاني عشر للخطر في مدينة الفاتيكان. كانت هناك بعض المعرك الضارية بين القوات الإيطالية والألمانية في جنوب المدينة وحتى قرب الكولوسيوم بعد فترة قصيرة من الهدنة بين إيطاليا وقوات الحلفاء. في 4 يونيو 1944 أصبحت روما أول عاصمة من دول المحور تسقط في أيدي الحلفاء، إلا أنها كانت غير مدمرة نسبيا، لأنه في 14 أغسطس 1943 (قبل قصف الحلفاء بيوم) أعلن الألمان أن روما مدينة مفتوحة وانسحبوا منها مما يعني أنه لم يكن على الحلفاء القتال وهم يحاولون الاستيلاء على المدينة.
عمليا لم تحاول إيطاليا التدخل في الكرسي الرسولي داخل جدران الفاتيكان. إلا أن ممتلكات الكنائس المصادرة في عدة أماكن بما في ذلك قصر كيرينالي. أعلن البابا بيوس التاسع (1846-78) –وهو آخر حاكم للدولة البابوية- أنه بعد الاستيلاء على روما كان «سجينا في الفاتيكان».
اتبعت مدينة الفاتيكان سياسة عدم الانحياز أثناء الحرب العالمية الثانية تحت حكم البابا بيوس الثاني عشر. على الرغم من أن مدينة روما كانت تحت الاحتلال الألماني من 1943 وتحت احتلال قوات الحلفاء من 1944، إلا أن مدينة الفاتيكان نفسها لم يتم احتلالها. كان أحد أهم أولويات بيوس الثاني عشر هو منع قصف روما، لذا كان حساسا للغاية لدرجة أنه اعترض على إلقاء القوات الجوية البريطانية المنشورات على روما قائلا أن الإنزالات القليلة خرقت حالة المدينة في عدم الانحياز. قبل دخول الأمريكان الحرب لم يكن هناك دافع لقصف المدينة، حيث لم ير البريطانيون أهمية إستراتيجية كبيرة لها.
بعد دخول أمريكا الحرب، عارضت الولايات المتحدة هذا القصف خوفا من إهانة الكاثوليك داخل القوات الأمريكية، بينما ساندت بريطانيا ذلك. أكد بيوس الثاني عشر على إعلان روما مدينة مفتوحة إلا أن هذا حدث فعليا في 14 أغسطس 1943 بعد أن تم قصف روما مرتين. على الرغم من أن الإيطاليين استشاروا الفاتيكان في كيفية إعلان المدينة مدينة مفتوحة، إلا أن الدافع نحو التغيير لم يكن له علاقة بالفاتيكان.

### عاصمة الجمهورية الإيطالية

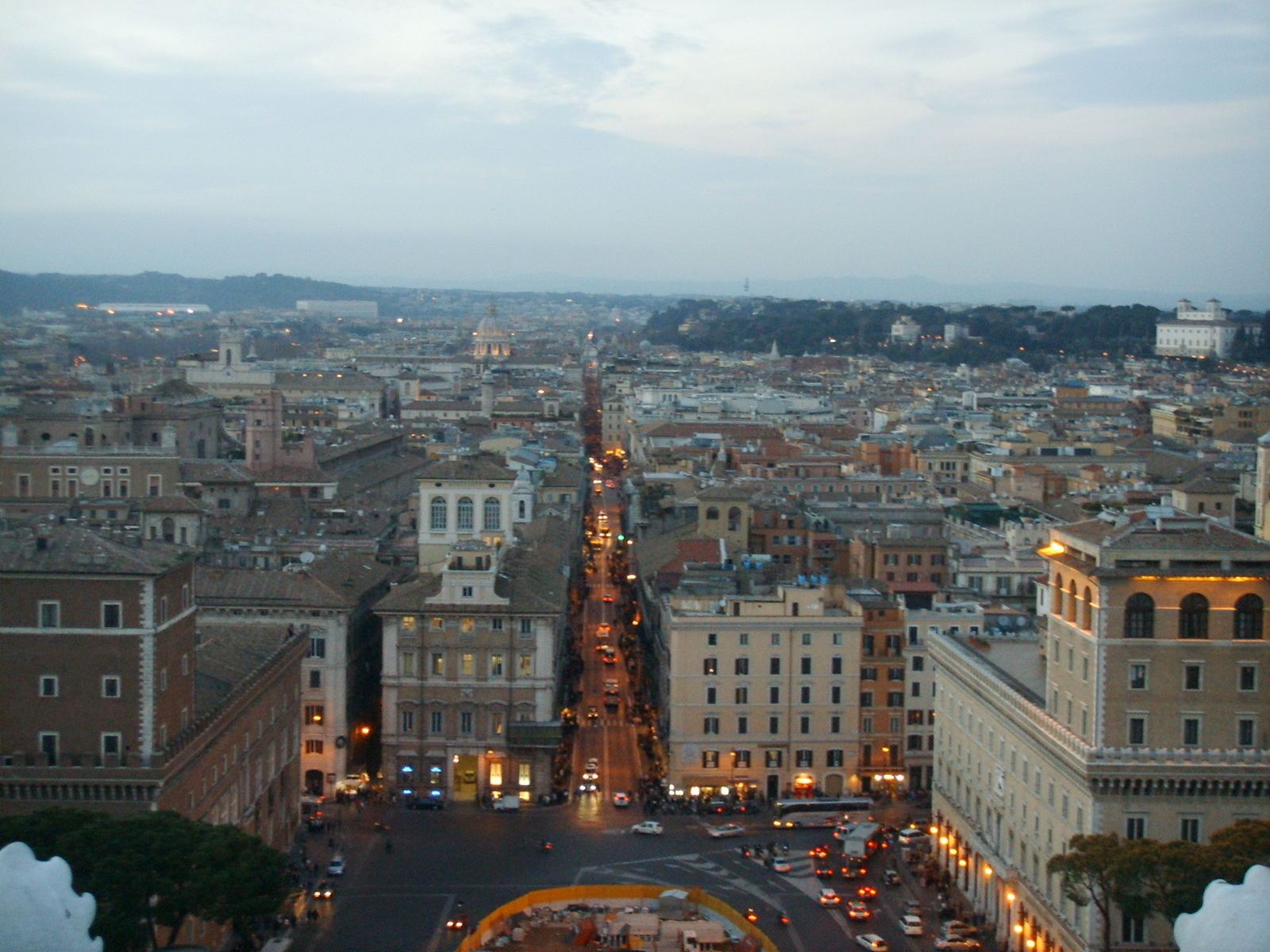
ميدان فيا دل كورسو 2008

نمت روما بصورة ملحوظة بعد الحرب كواحدة من القوى المحركة خلف المعجزة الاقتصادية الإيطالية لعملية إعادة البناء ما بعد الحرب. أصبحت روما مدينة أنيقة في الخمسينات وبداية الستينات، والتي تعرف باسم سنوات «الحياة الحلوة» مع إنتاج بعض الأفلام المشهورة مثل بن هور والوضع الراهن وعطلة رومانية ولا دولشي فيتا وجميعهم تم إنتاجهم في استوديوهات شينشيتا الأيقونية.
استمرت النزعة نحو ارتفاع عدد السكان حتى منتصف الثمانينات عندما كانت البلدية تحتوي على أكثر من 2.8 مليون نسمة، بعد ذلك بدأ عدد السكان بالانخفاض ببطء حيث انتقل العديد من السكان إلى الضواحي القريبة. تحتوي منطقة روما الحضرية حوالي 4.4 مليون نسمة في عام 2015.
لكونها عاصمة إيطاليا، فإن كل المصالح الحكومية للأمة موجودة فيها بما في ذلك الرئيس ومجلس الحكومة بوزيرها المنفرد والبرلمان والمحكمة القضائية الرئيسية والنواب الدبلوماسيين لكل من إيطاليا ومدينة الفاتيكان وعدد من المؤسسات الثقافية العالمية والعلمية والإنسانية بما في ذلك المعهد الألماني للآثار ومنظمة الأغذية والزراعة.
استضافت روما الألعاب الأولمبية الصيفية 1960 باستخدام العديد من المناطق الأثرية مثل حدائق فيلا بورغيزي وحمامات كالاكالا كأماكن للعرض. تم بناء العديد من المباني للألعاب الأوليمبية مثل الملعب الأوليمبي (والذي تم توسيعه لاحقا وتجديده ليستضيف مباريات التأهل والمباراة النهائية في كأس العالم لكرة القدم 1990)، والقرية الأوليمبية والتي بُنيت لاستضافة الرياضيين والتي أعيد تطويرها لاحقا لتصبح منطقة سكنية.
تم افتتاح مطار ليوناردو دا فينشي في عام 1961. تجلب السياحة حوالي 7-10 مليون زائر لروما كل عام. روما هي المدينة الثالثة الأكثر زيارة في الاتحاد الأوروبي بعد لندن وباريس. الكولوسيوم (4 مليون سائح) ومتاحف الفاتيكان (4.2 مليون سائح) في الترتيب 39 و37 على الترتيب كأكثر الأماكن زيارة في العالم طبقا لدراسة في 2012. تمت استعادة العديد من آثار روما القديمة بواسطة الدولة الإيطالية وبواسطة الفاتيكان من أجل يوبيل عام 2000.

## معرض الصور

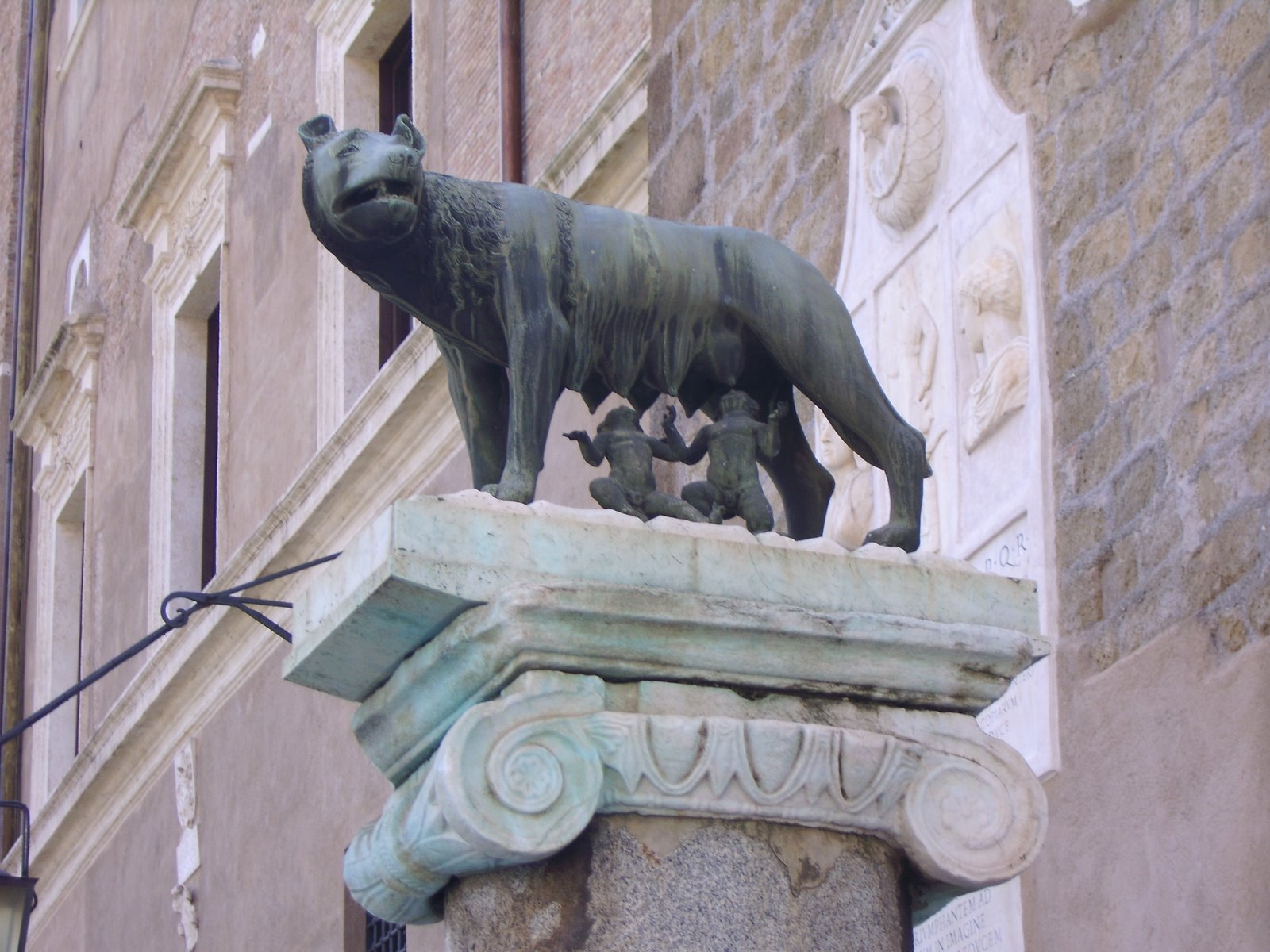
تمثال الذئبة لوبا كابيتولينا وهي ترضع رومولوس وريموس
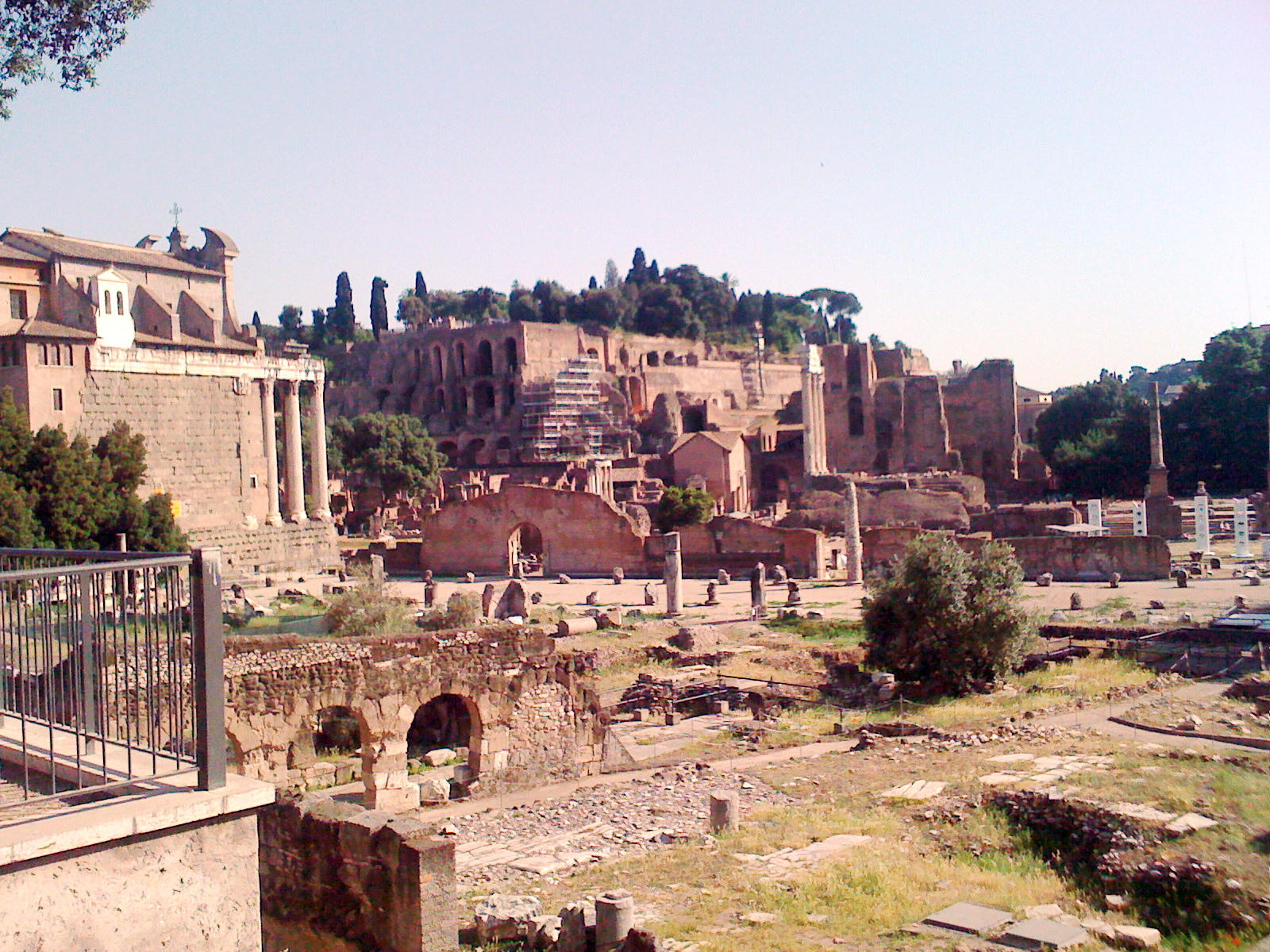
أطلال مدينة روما القديمة
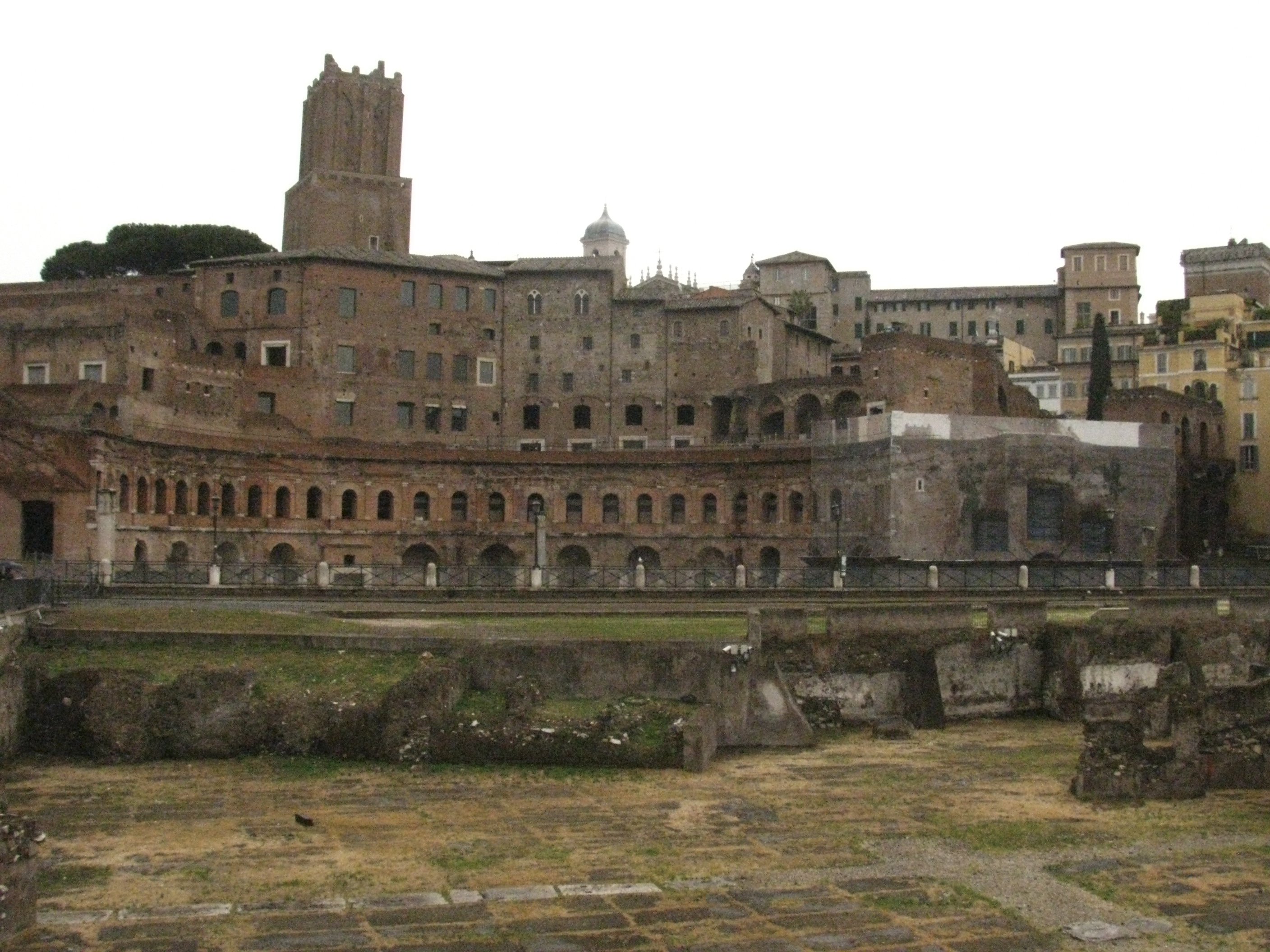
أطلال سوق تراجان التاريخي
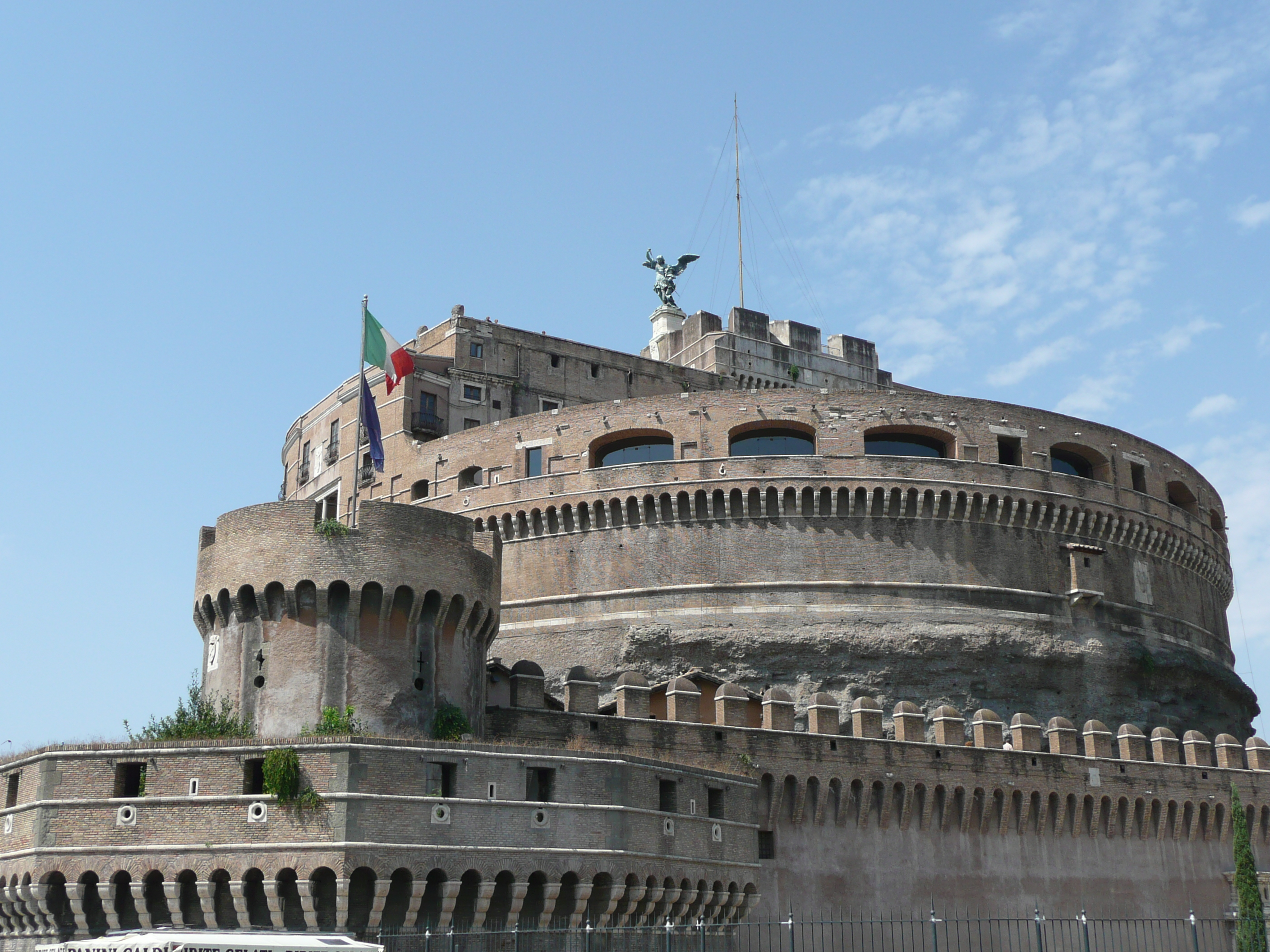
قلعة سانت أنجلو التاريخية
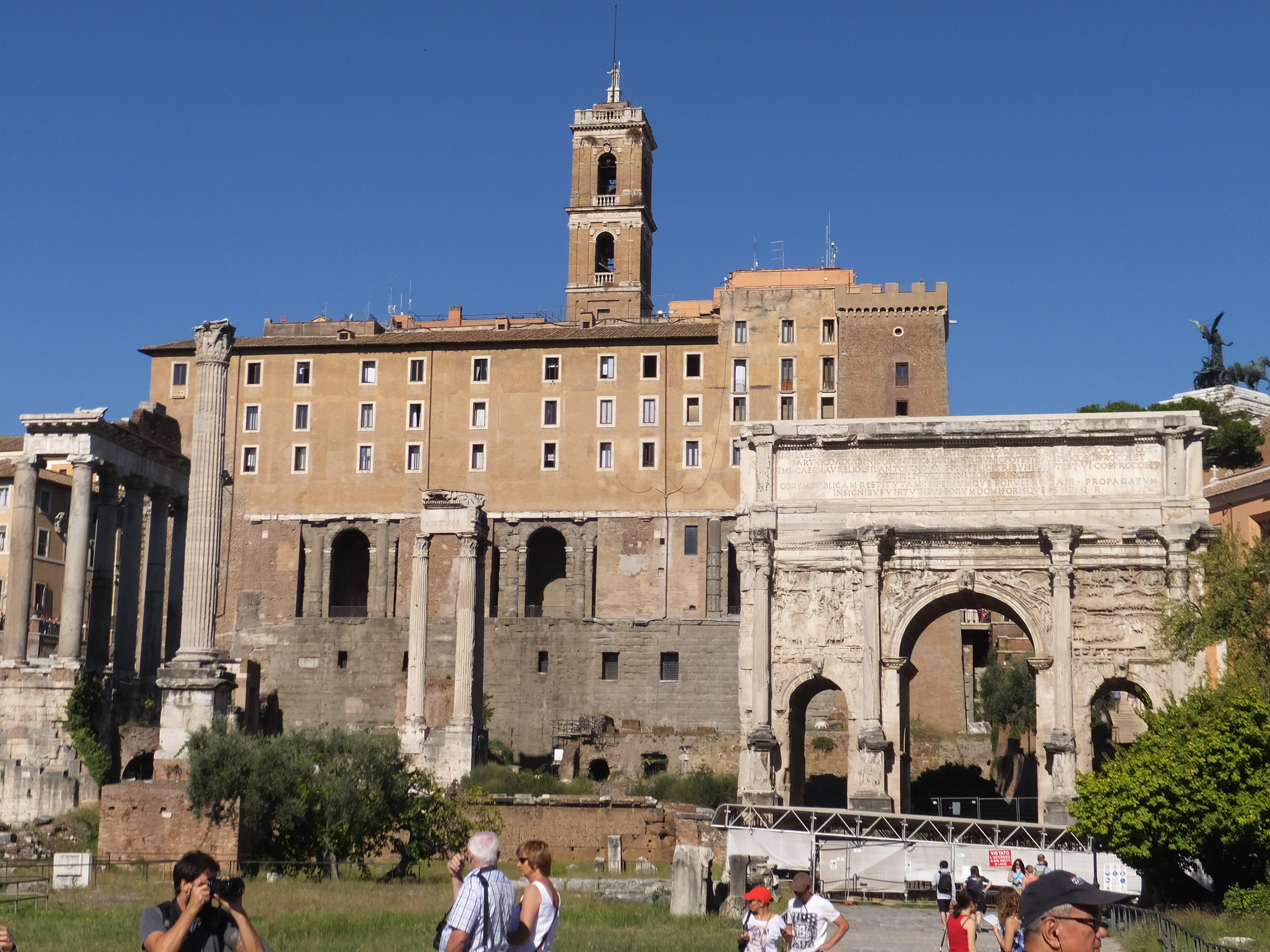
المنتدى الروماني في وسط روما
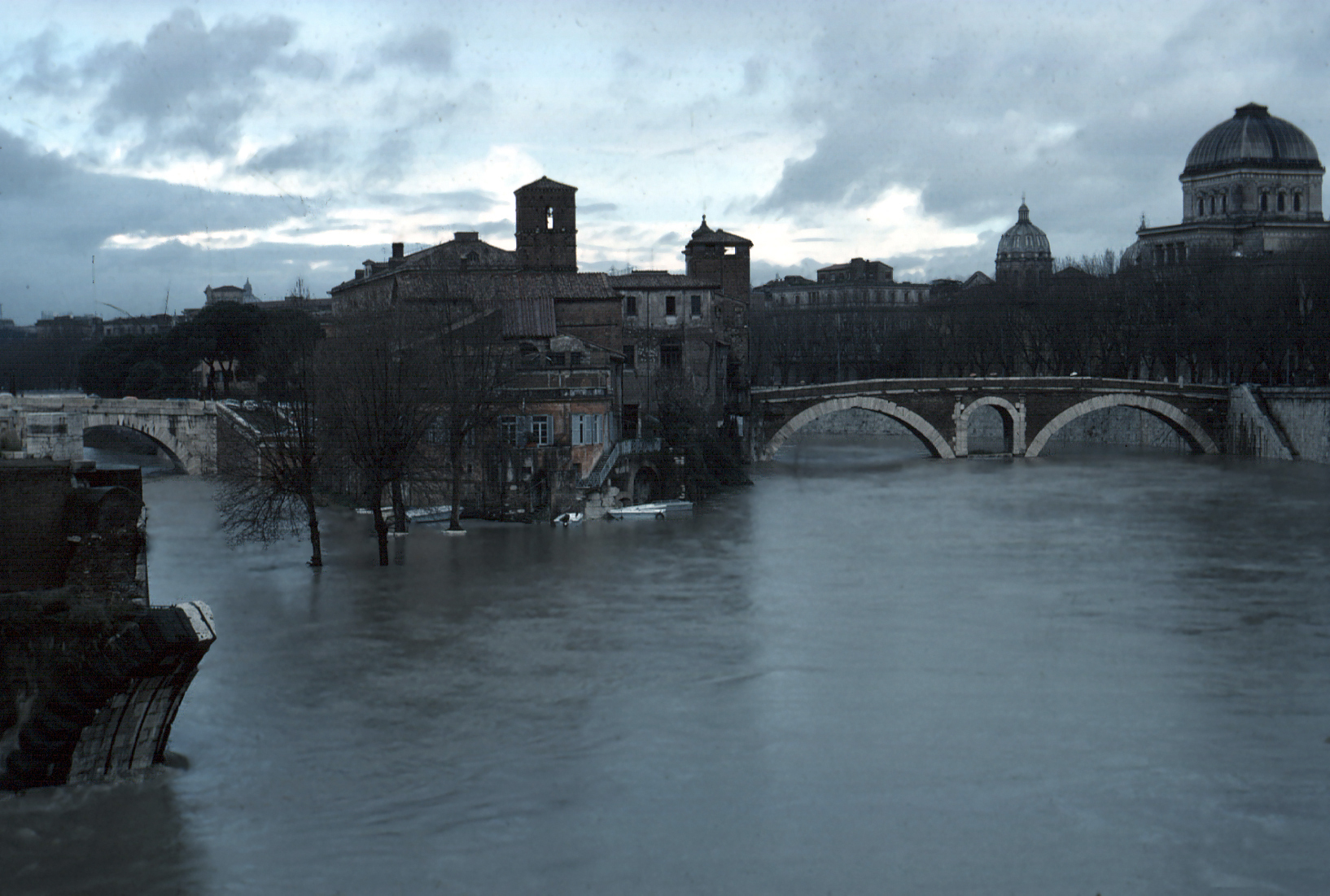
نهر التيبر
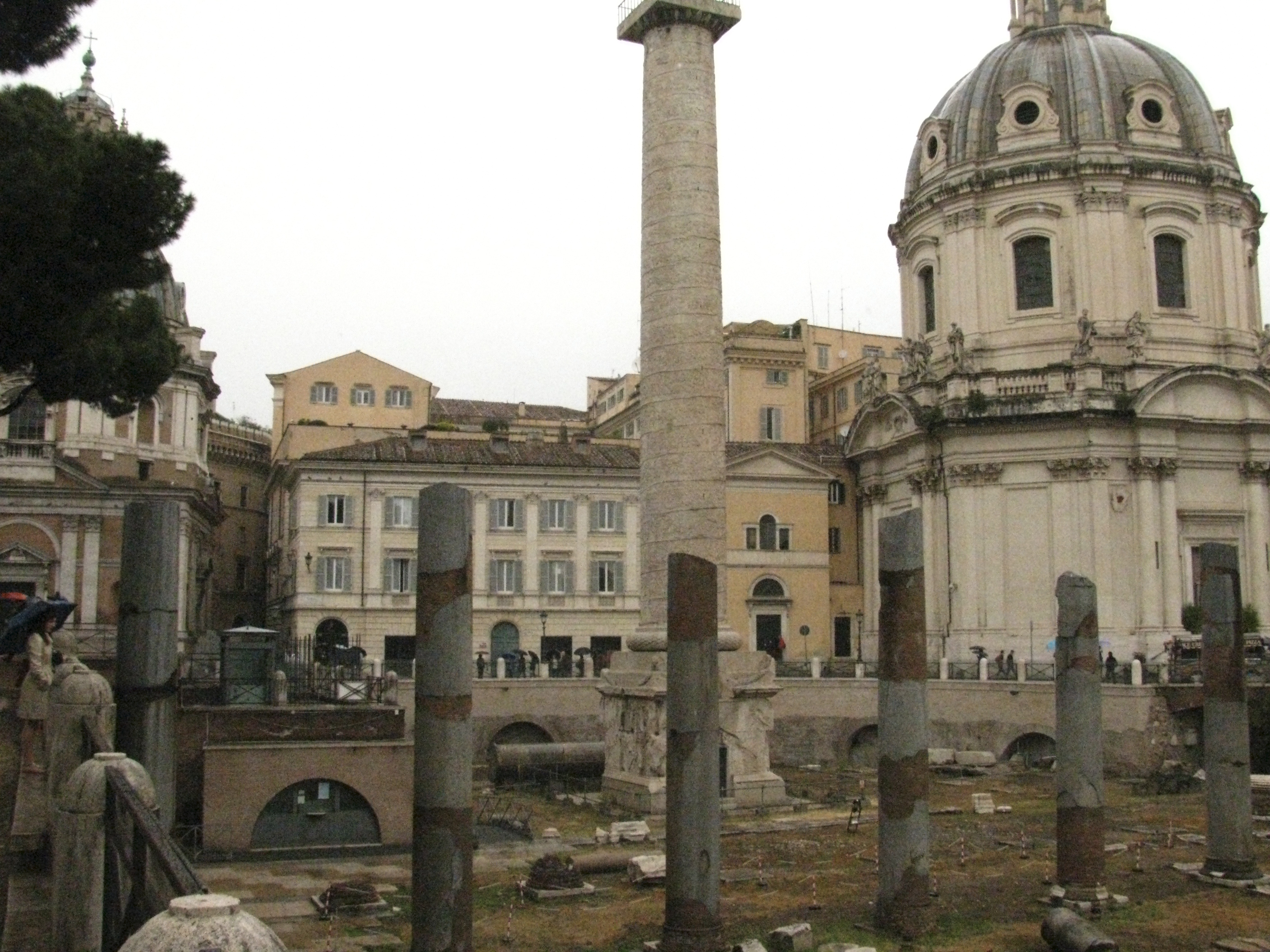
عمود تراجان وكاتردائية أولبيا
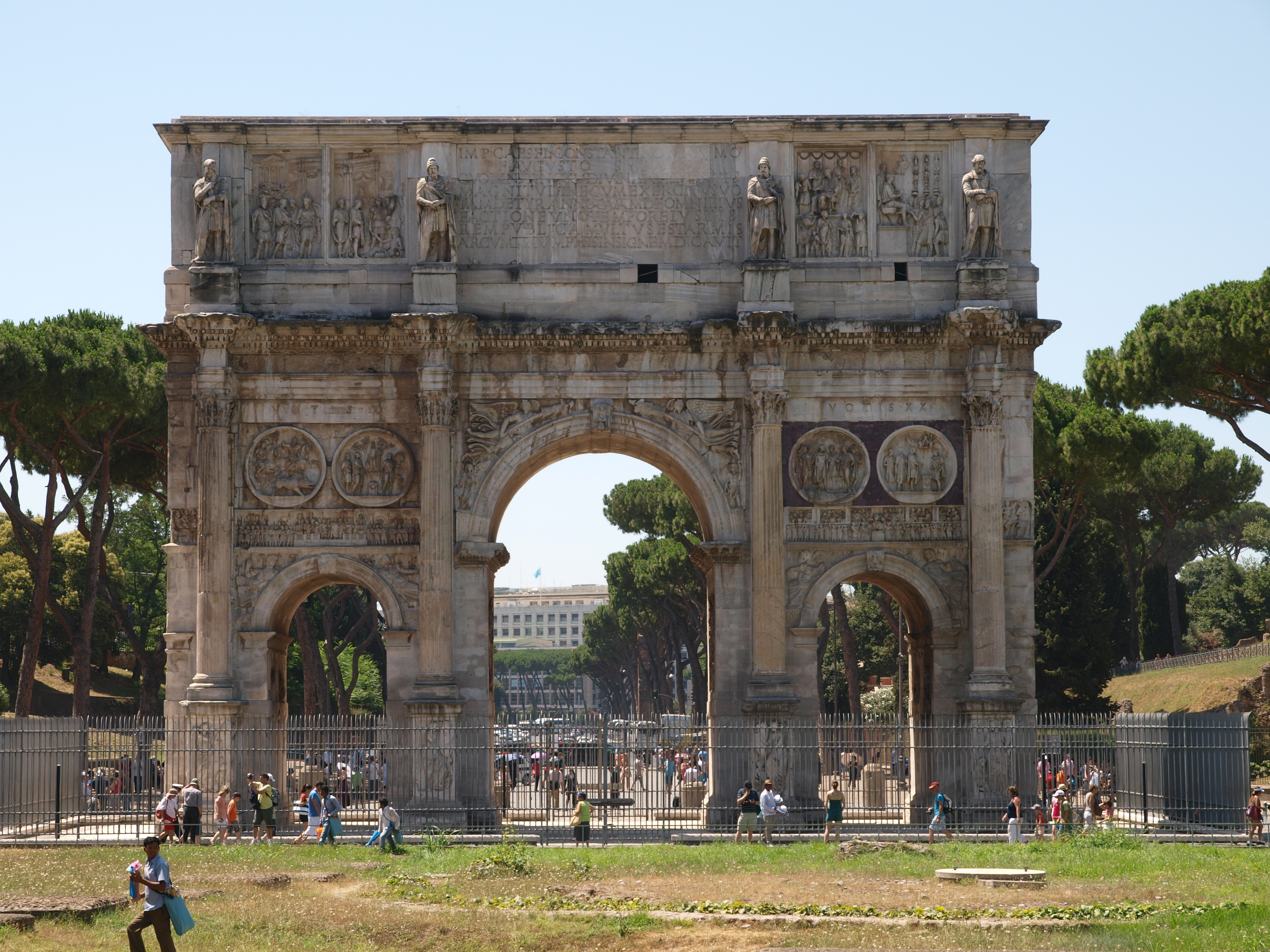
قوس النصر في روما
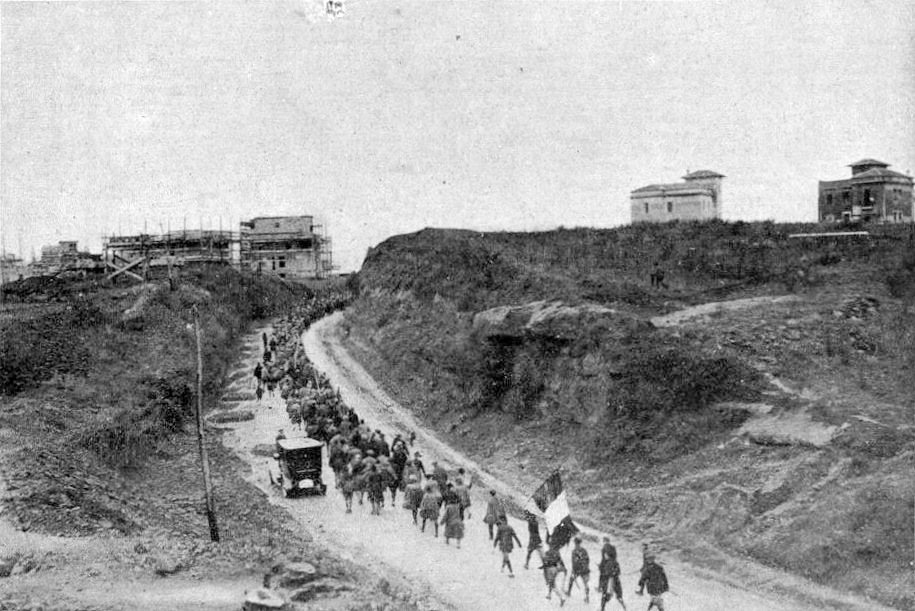
الزحف على روما 1922
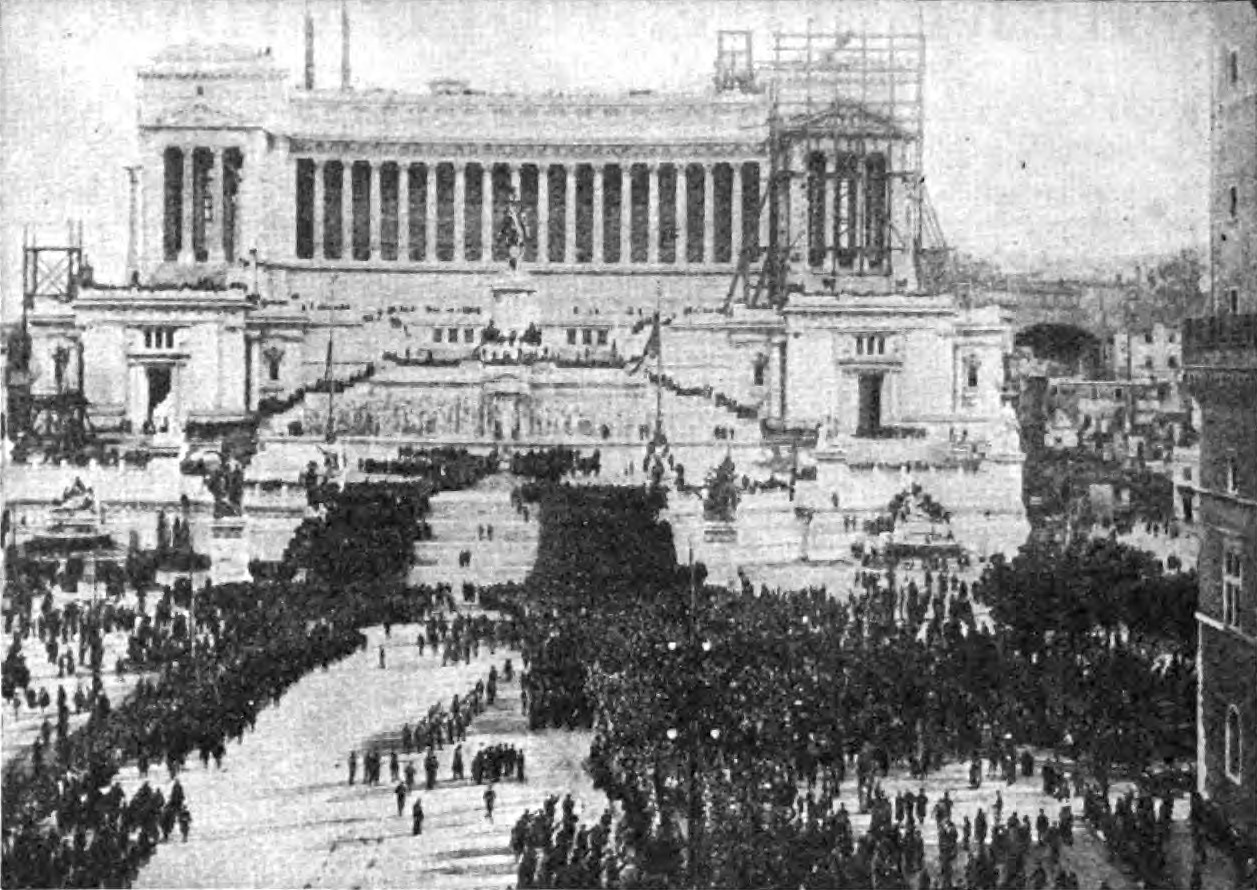
بينيتو موسوليني يزحف على روما
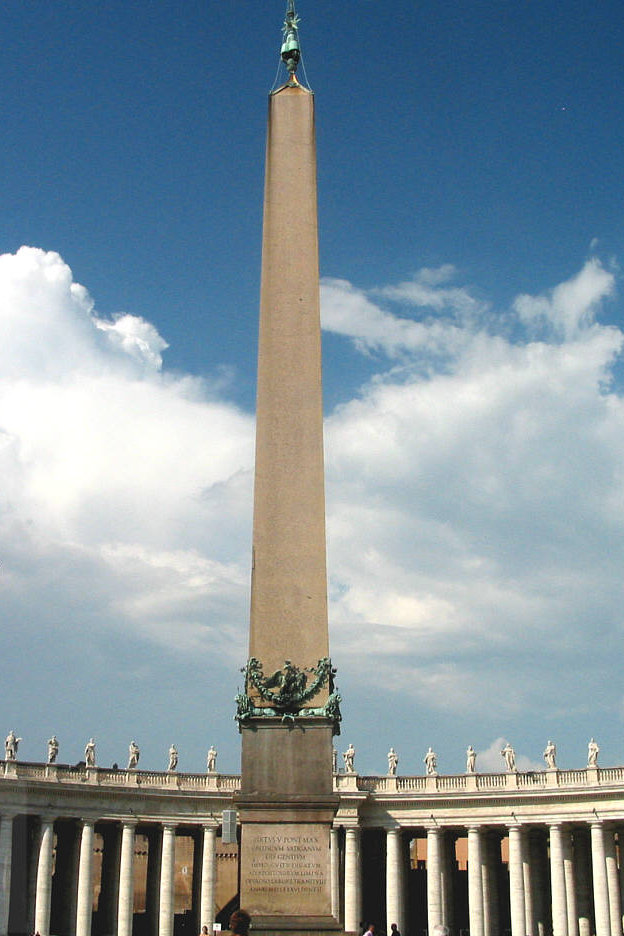
مسلة الفاتيكان في ساحة القديس بطرس
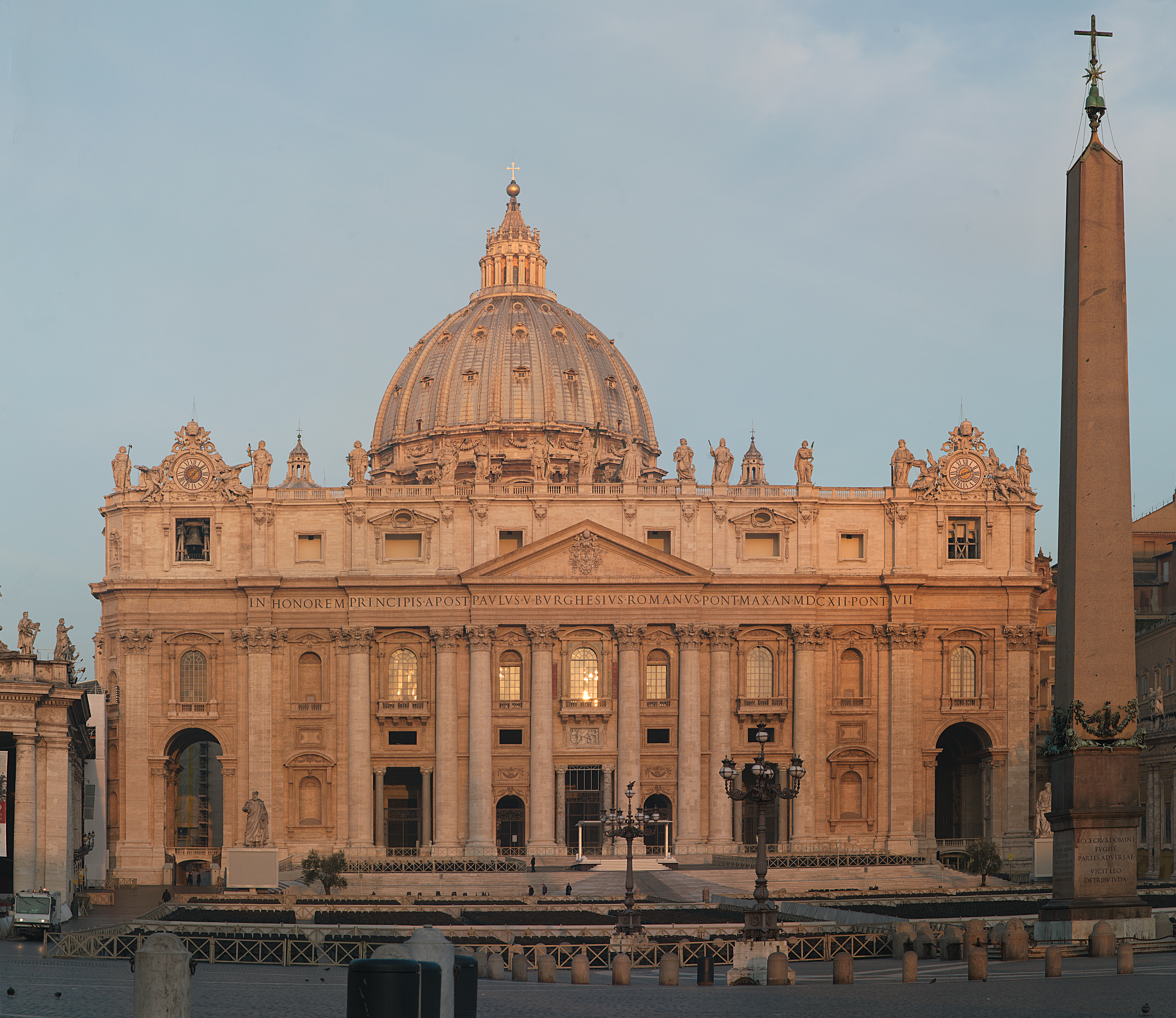
كاتدرائية القديس بطرس في نور الصباح
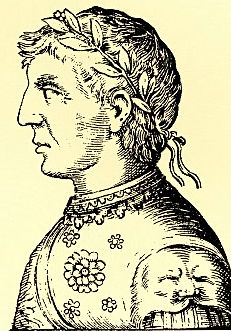
كولا دي رينزو
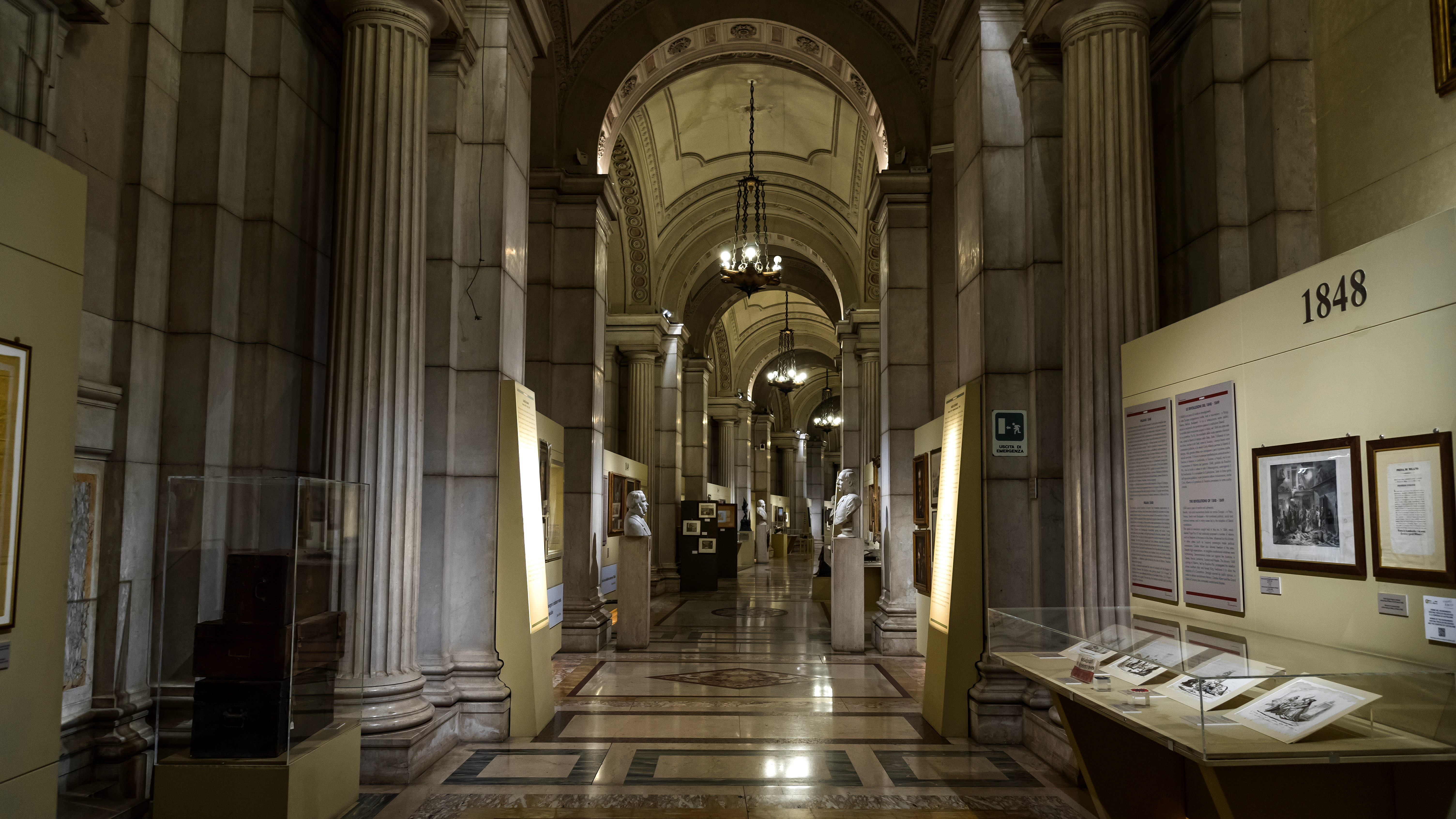
متحف فيكتور إيمانويل الثاني
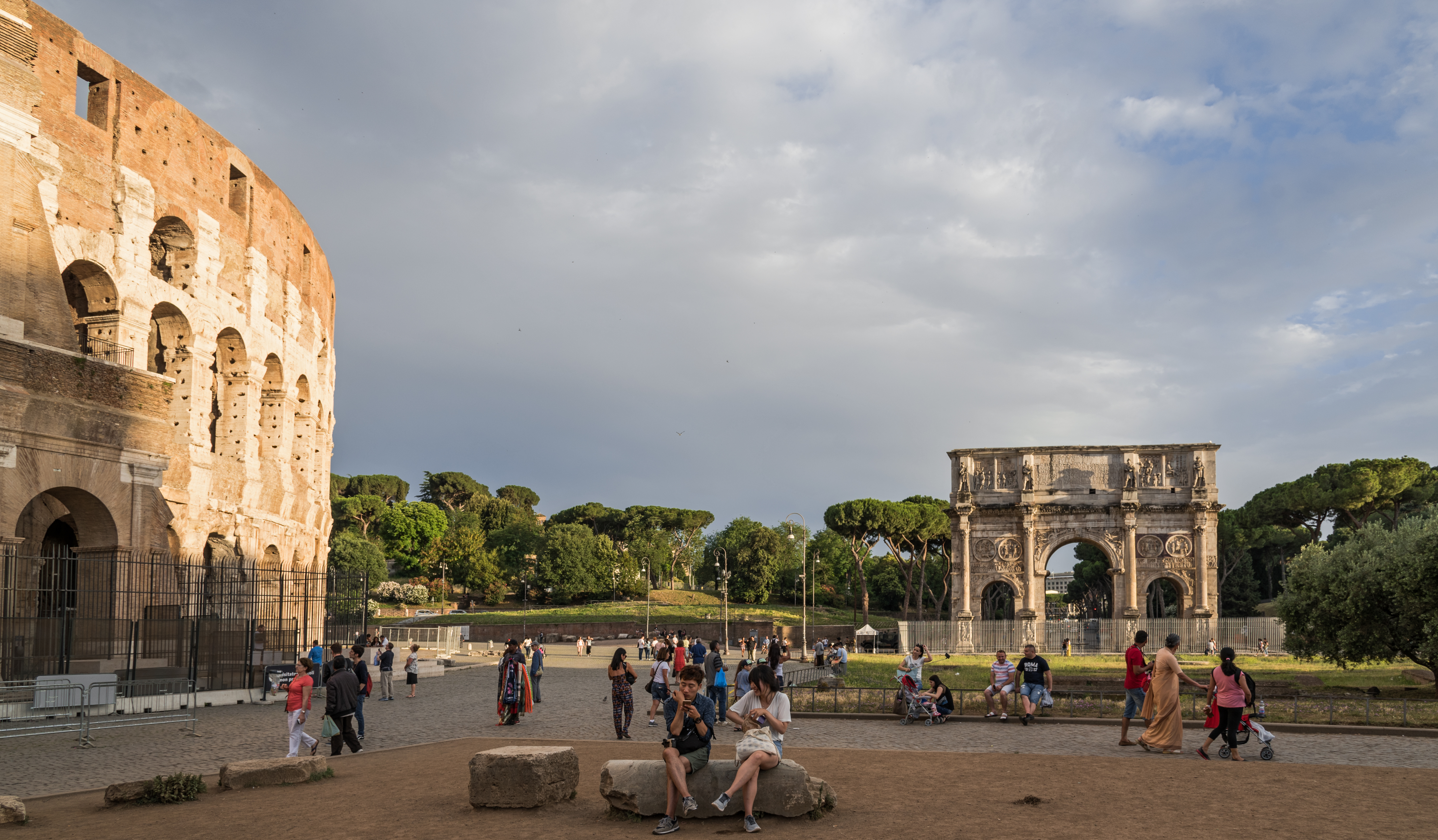
قوس قسطنطين بروما
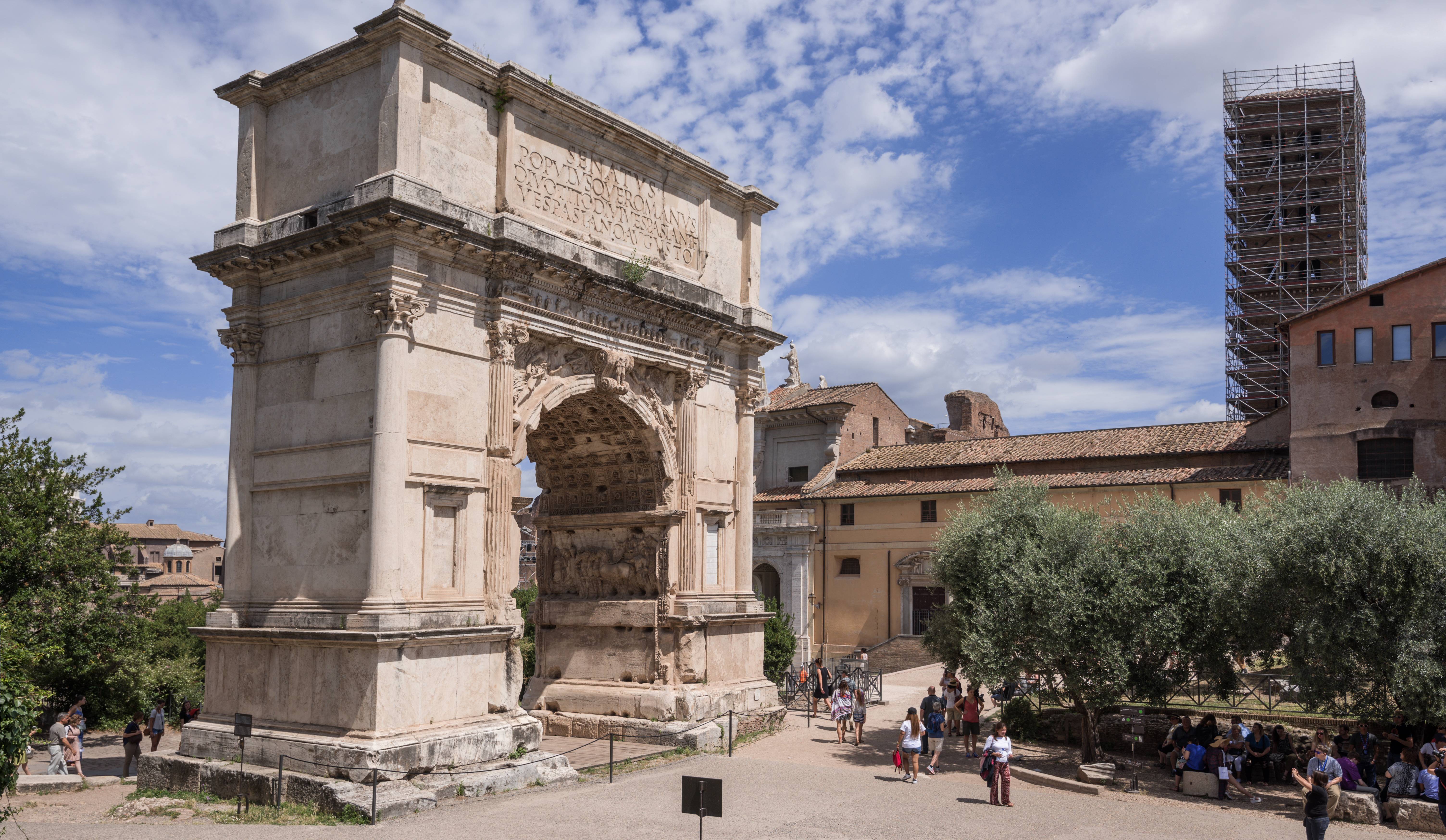
قوس تيتوس بروما
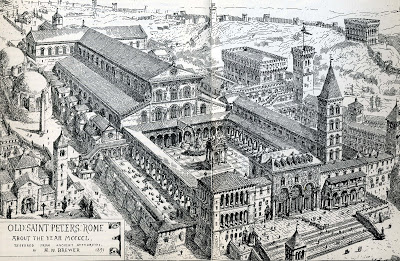
كاتدرائية القديس بطرس القديمة
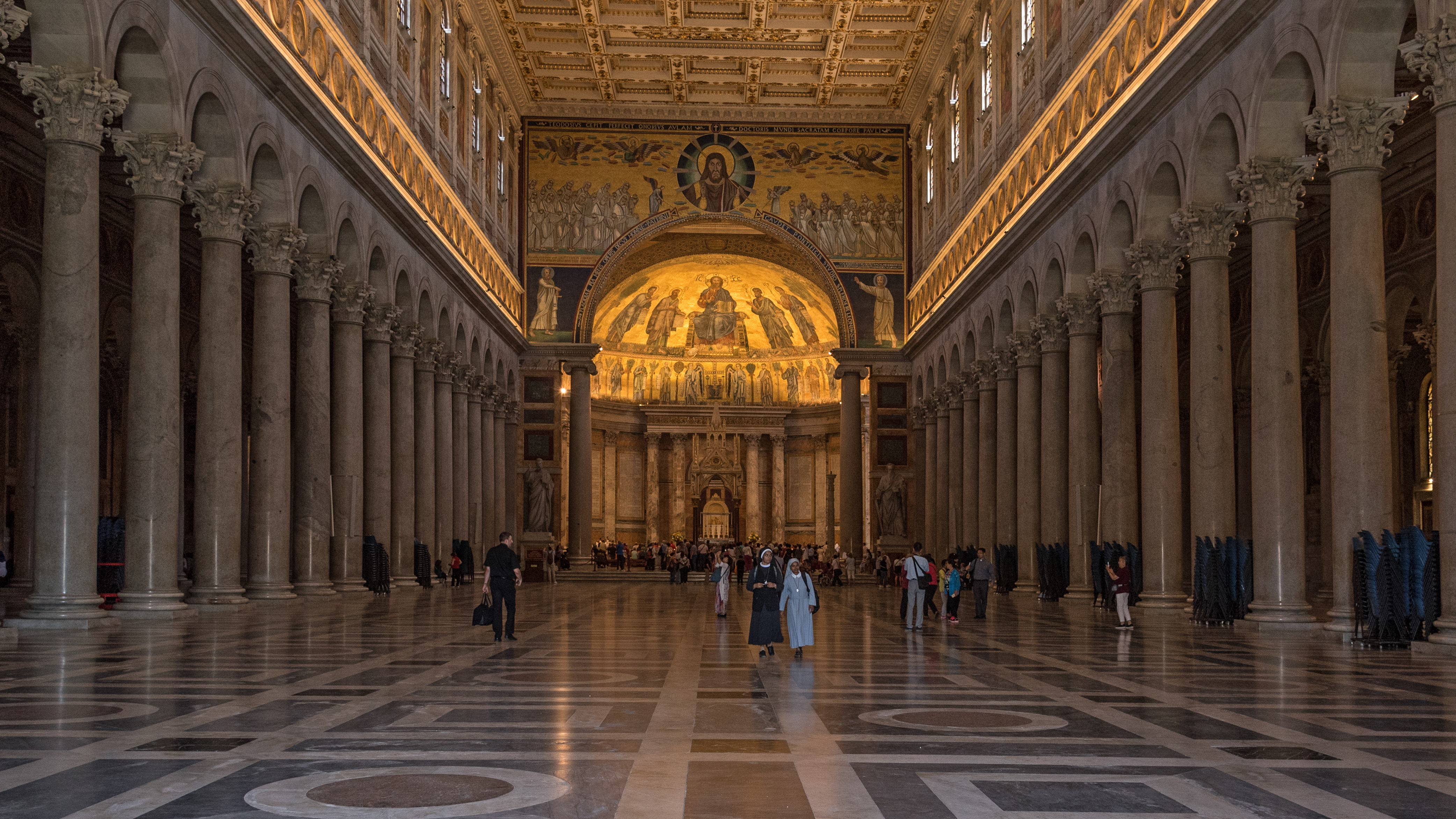
كنيسة القديس بولس خارج الأسوار
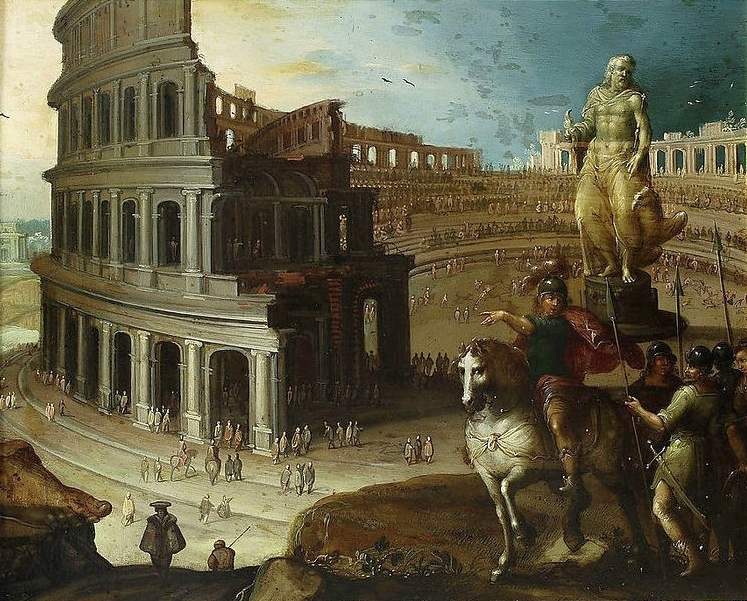
أطلال الكولوسيوم بروما القرن السابع عشر
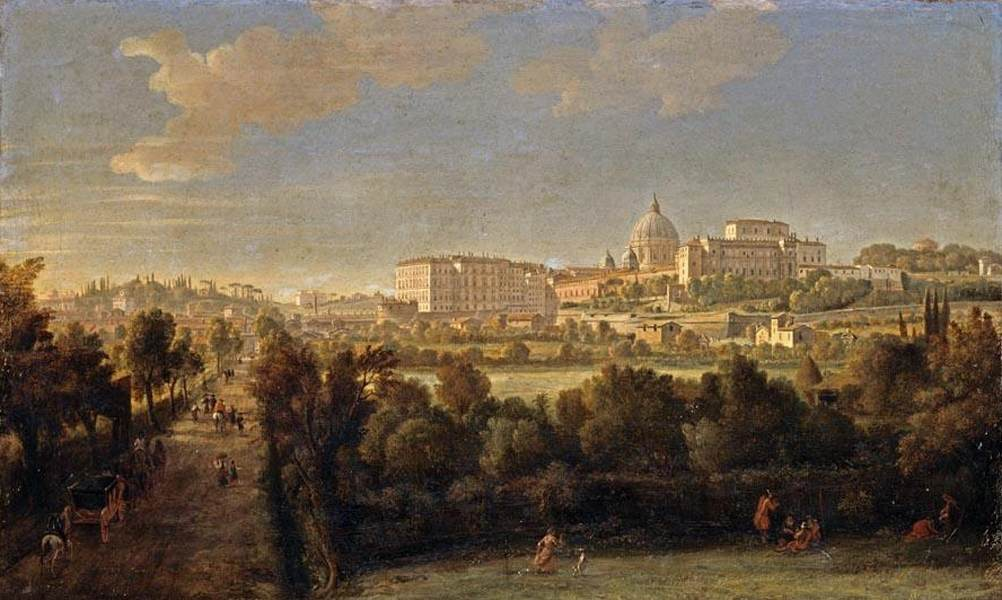
كنيسة القديس بطرس والفاتيكان القرن السابع عشر
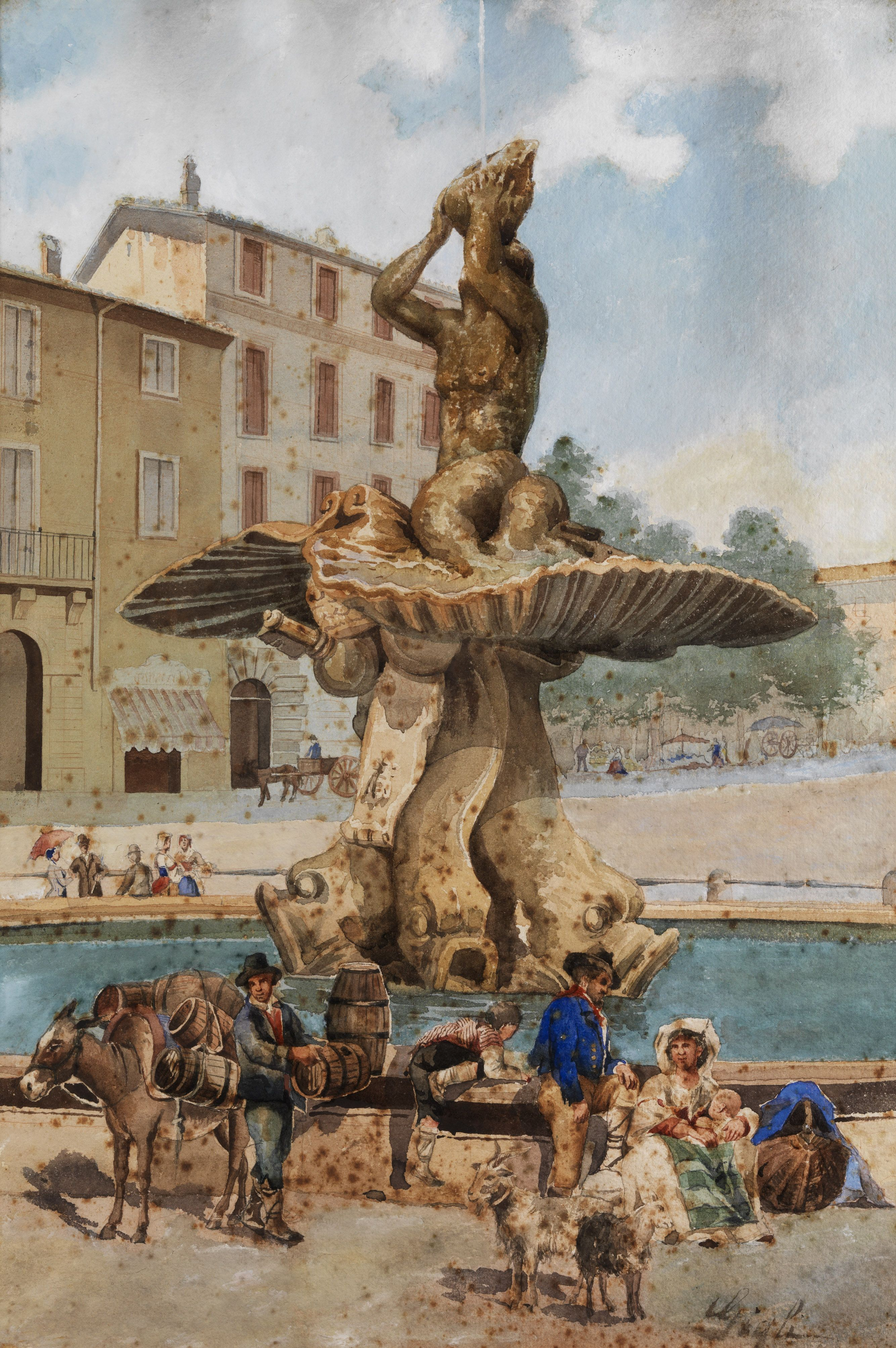
نافورة تريتوني بروما في القرن التاسع عشر
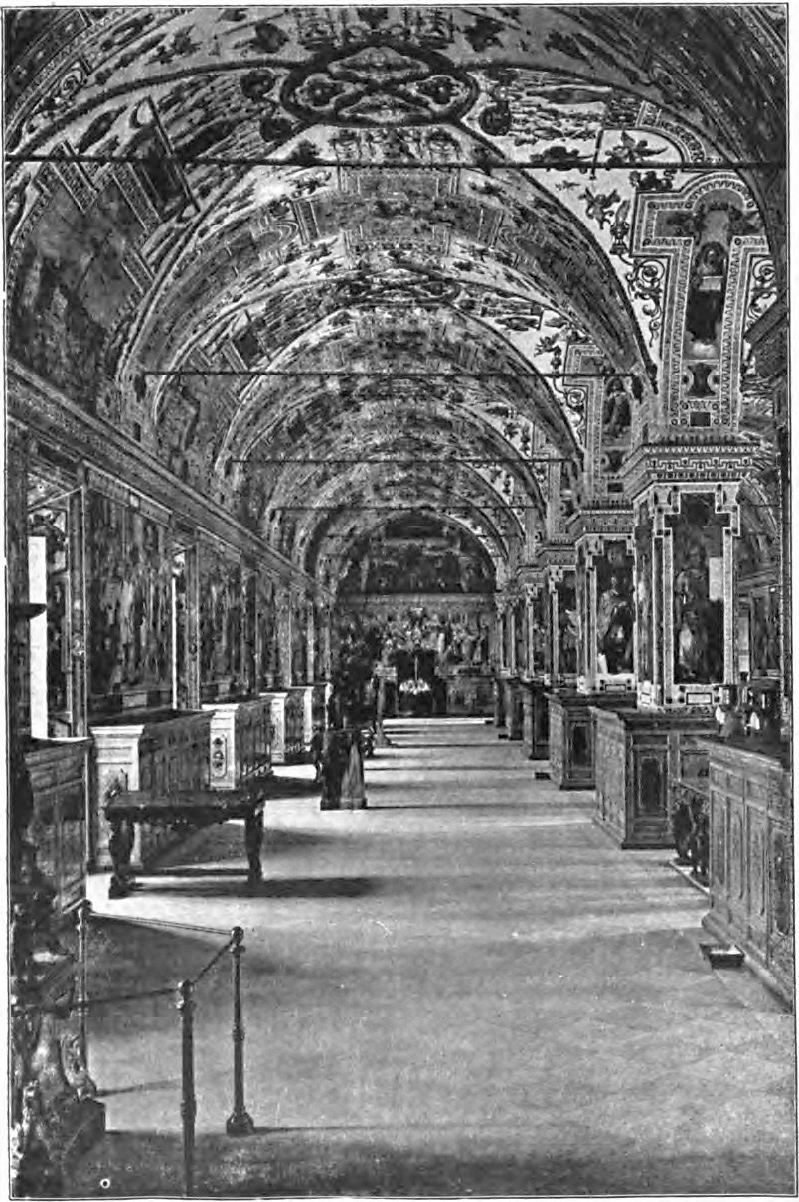
مكتبة الفاتيكان بروما في عام 1912
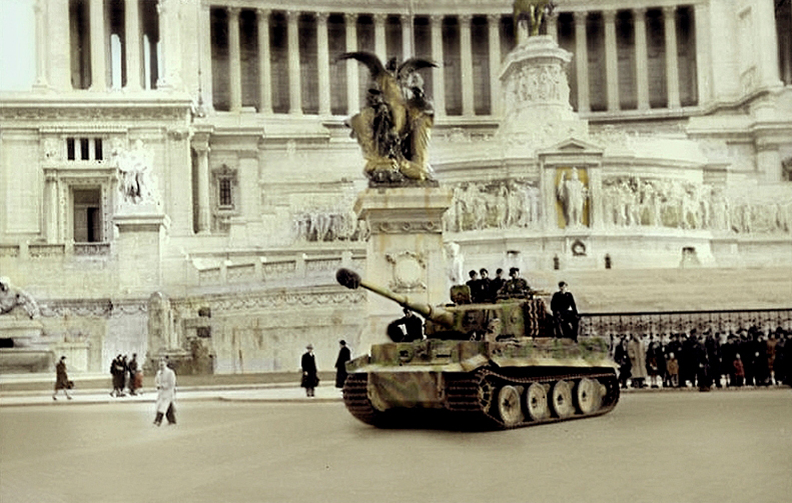
الدبابة الألمانية تايجر 1 في روما في عام 1944
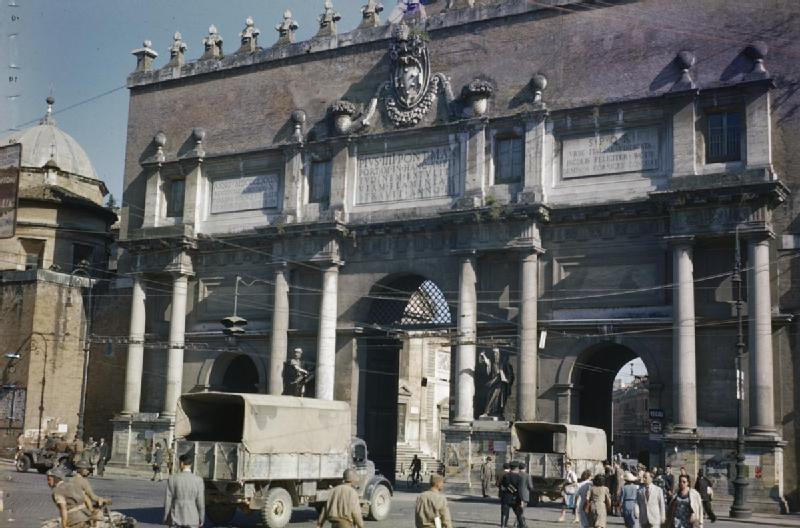
قوات الحلفاء تدخل روما 1944
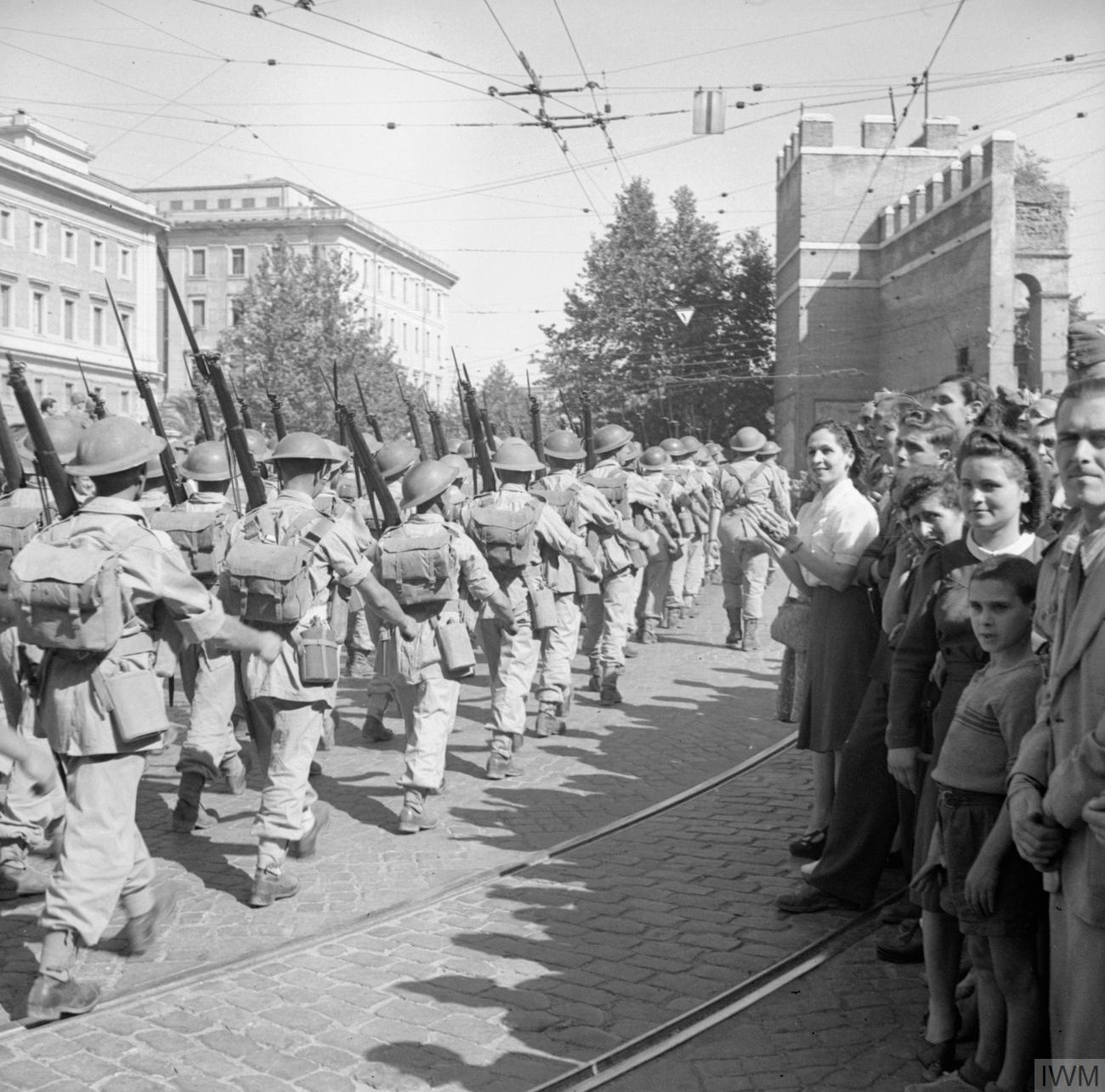
الجيش البريطاني يغادر روما 1944
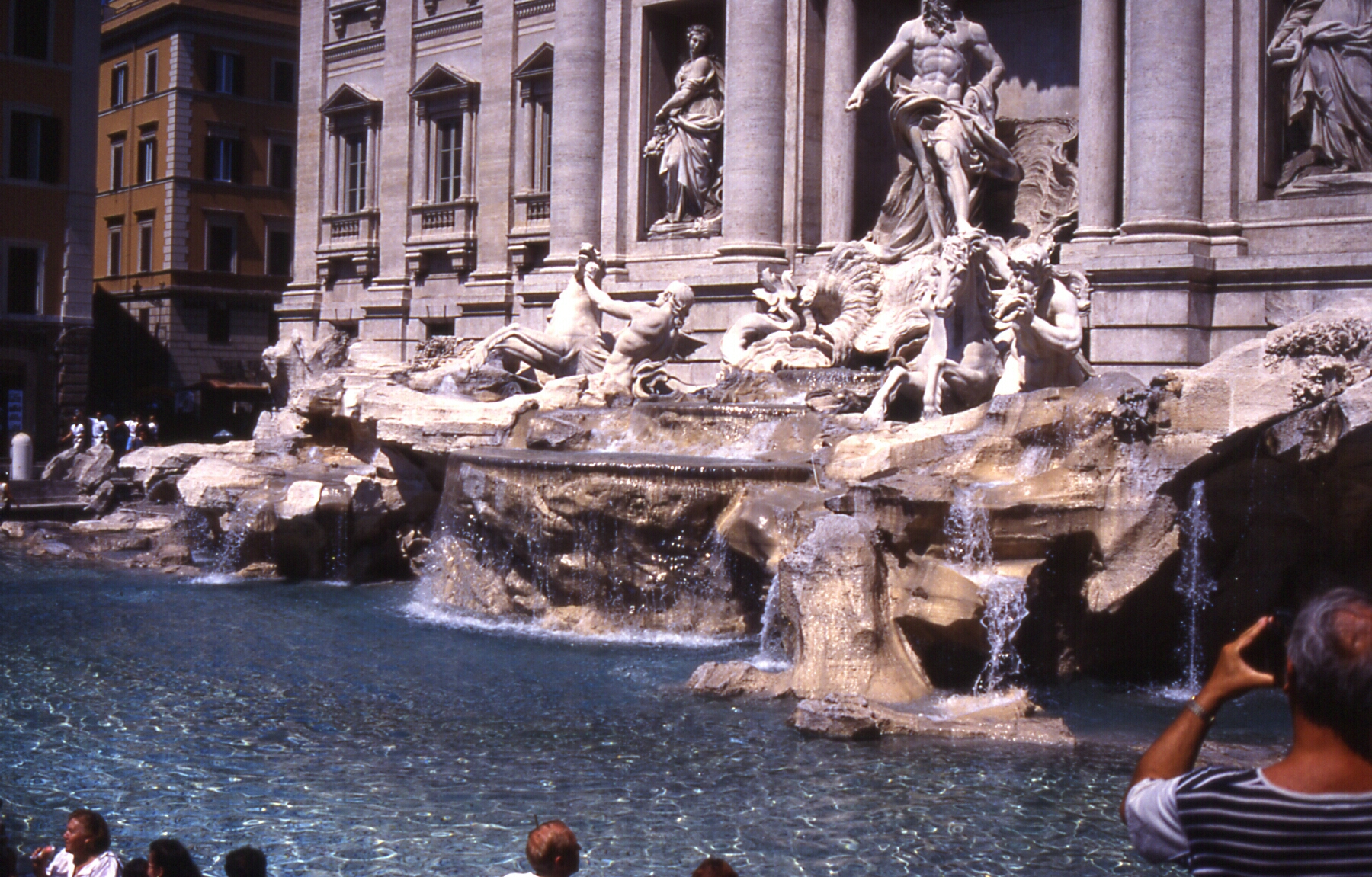
نافورة تريفي بروما 1995